# Lutherbibel

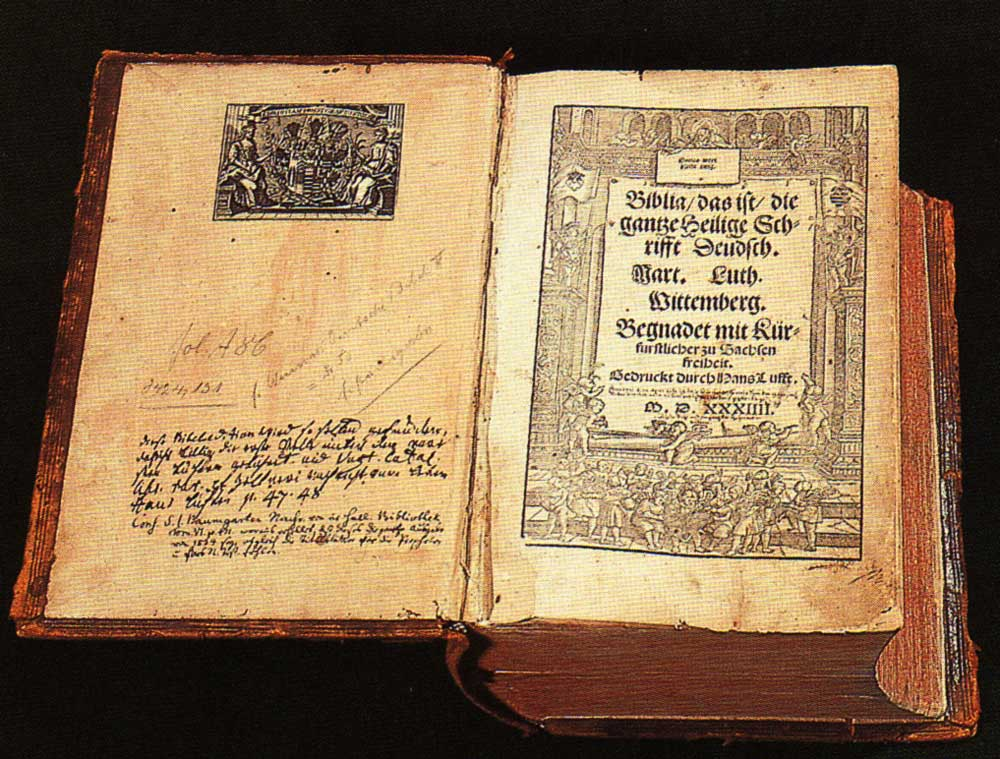
Die erste vollständige Bibelübersetzung Martin Luthers von 1534, Druck Hans Lufft in Wittenberg, Titelholzschnitt von Meister MS.

Die Lutherbibel (Abkürzung LB) ist eine frühe protestantische Bibelübersetzung aus dem 16. Jahrhundert und das Werk des Reformators Martin Luther unter Mitarbeit weiterer Theologen. Sie umfasst und übersetzt das Alte Testament aus der althebräischen und der aramäischen Sprache, die alttestamentlichen Apokryphen aus altgriechischen und lateinischen Quellen und das Neue Testament aus der altgriechischen in die frühneuhochdeutsche Sprache.
Im September 1522 war eine erste Auflage des Neuen Testaments fertig; ab 1534 lag dann eine deutsche Vollbibel vor, an der Luther zeitlebens weiter Verbesserungen vornahm. 1545 erfolgten die letzten Korrekturen der Biblia Deudsch von Luthers eigener Hand. Vor der Lutherbibel waren zwar schon 18 volle Bibelübersetzungen ins Deutsche gedruckt erschienen, doch sie beeinflusste die Entwicklung der deutschen Sprache so nachhaltig wie kein anderes Literaturwerk. Damit ist sie mit einer bis heute andauernden Wirkung die traditionsreichste deutsche Bibelübersetzung.
Unter Lutherbibel versteht man heute einerseits
- Die Biblia Deudsch, die Bibelübersetzung Martin Luthers aus dem 16. Jahrhundert,

und andererseits
- die aus der Biblia Deudsch hervorgegangenen, bis in die Gegenwart weiterrevidierten Bibelübersetzungen, welche für den deutschsprachigen Protestantismus eine zentrale Rolle spielen, wobei die moderne Bibelwissenschaft, aber auch theologische Denkrichtungen und Frömmigkeitsbewegungen (z. B. Pietismus, Evangelikalismus und Liberaltheologie) verändernd ihre Anliegen in die Textgestalten einbrachten. Diese Versionen basieren zwar auf Luthers Übersetzung, unterscheiden sich aber von ihr und untereinander durch sprachliche Modernisierungen und teils auch in der Textgrundlage.

Die Evangelische Kirche (EKD) empfiehlt die 2017 revidierte Lutherbibel zum Gebrauch im Gottesdienst. Pfarrkonvent und Kirchensynode der Selbständigen Evangelisch-Lutherischen Kirche (SELK) nahmen 2018 die revidierte Lutherbibel für den liturgischen Gebrauch an, mit der Einschränkung, „für die Lesungen an bestimmten Sonn- und Feiertagen bei der oftmals verständlicheren und an mancher Stelle auch theologisch präziseren Revision der Lutherbibel aus dem Jahr 1984 zu bleiben.“ Ebenso wird die Lutherbibel in der Fassung von 2017 in der Neuapostolischen Kirche verwendet. Im Lutherhaus Eisenach widmet sich eine Dauerausstellung speziell der Lutherbibel.
Die Lutherbibel hat folgende Charakteristika:
Umfang
Zur Anordnung der biblischen Bücher in der Übersetzung: siehe Auswahl und Reihenfolge der neutestamentlichen und alttestamentlichen Bücher.
Übersetzt wurden das Alte Testament im Umfang des Kanons der Hebräischen Bibel (Tanach), die Apokryphen des Alten Testaments etwa im Umfang der Vulgata und Septuaginta, sowie das Neue Testament.
Textgrundlagen
Zur Entwicklung der Grundtexte siehe: Textgrundlagen der Lutherbibel.
Die Übersetzung des Alten Testaments umfasst den masoretischen Text in hebräischer und aramäischer Sprache. Die Apokryphen des Alten Testaments dagegen wurden anfangs aus der lateinischen Vulgata, teils aus der griechischen Septuaginta übersetzt und später ausschließlich aus der Septuaginta. Textgrundlage des Neuen Testaments war ursprünglich das Novum Testamentum Omne. Seit der LB 1883 wurde die Textgestalt von textkritischen Fassungen des NT Graece beeinflusst und seit der LB 1956 bestimmt.
Übersetzungstyp
Es handelt sich um eine philologische Übersetzung (siehe dazu den Artikel Bibelübersetzung), die gleichzeitig durch die starke Orientierung an der Idiomatik der Zielsprache Deutsch deutliche kommunikative Elemente enthält – ein damals innovativer und kontrovers diskutierter Ansatz. Die Bilderwelt ist vielfach auf den deutschen Leser zugeschnitten.
Sprachstil
Zu Luthers eigenem Sprachstil siehe: Luthers sprachschöpferische Leistung.
Nachdem die Versionen des 20. Jahrhunderts sich der modernen deutschen Sprache angenähert hatten, hatte die Revision 2017 den Grundsatz, wieder möglichst nahe an Luthers Sprachstil zu bleiben, sofern dieser heute noch verständlich ist.
Beigaben, Kernstellen
Die meisten Ausgaben der Lutherbibel enthalten nicht zum Text gehörige Abschnittsüberschriften sowie Verweise auf Abschnitts-, Vers- und Wortparallelen. Oft gibt es einen Anhang mit Sach- und Worterklärungen zum biblischen Umfeld (z. B. Landkarten, Maße, Gewichte). Schon Luther hat „Kernstellen“ mit besonders wichtigen Aussagen im Druck hervorheben lassen. Zur späteren Entwicklung und zum Gebrauch der Kernstellen siehe den Abschnitt Bibelgebrauch im Pietismus.

## Der Weg zurBiblia Deudschvon 1545

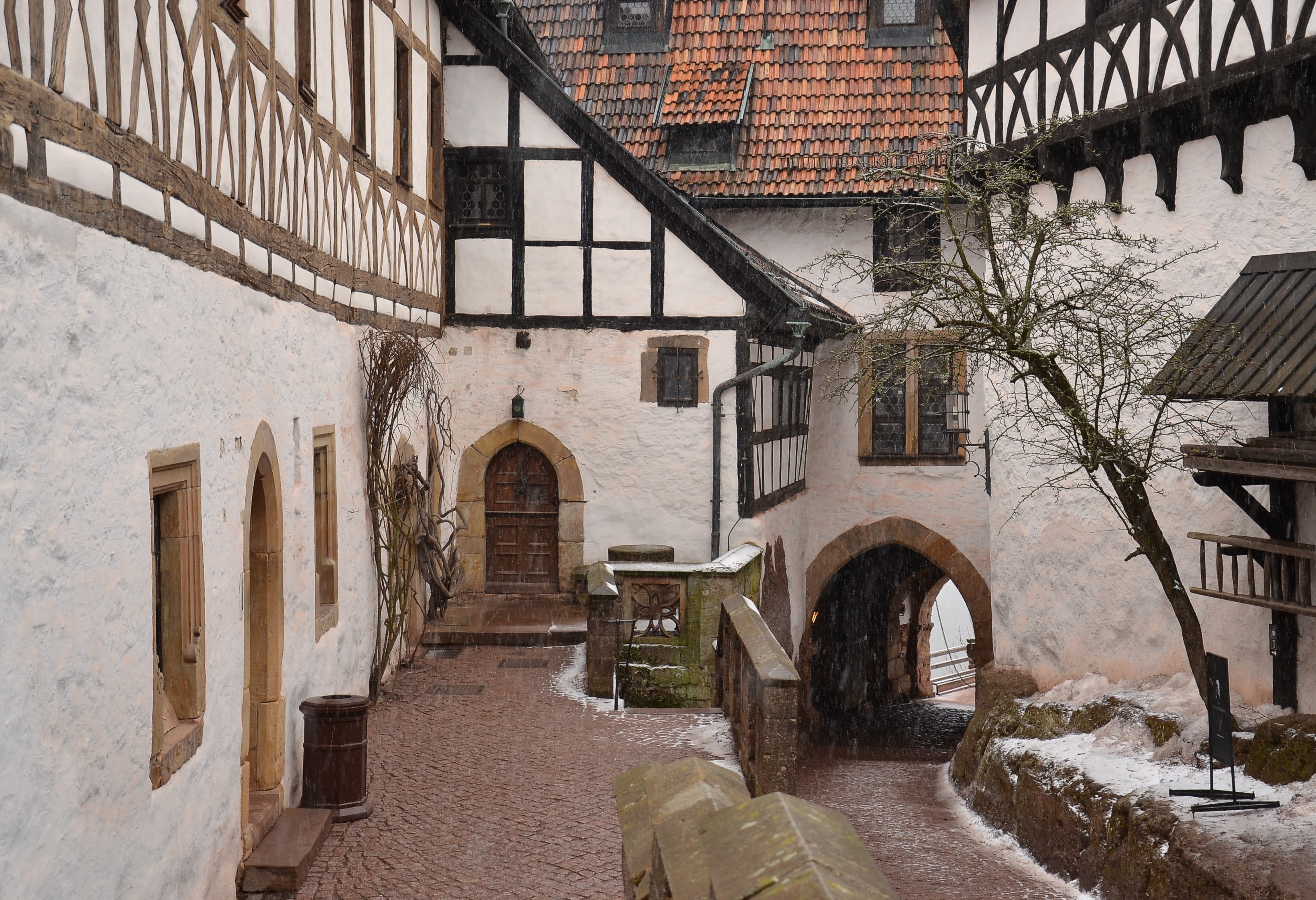
Friedrich der Weise ließ Luther auf dem Rückweg von Worms zum Schein überfallen und auf die Wartburg (hier: Innenansicht des Haupttors) bringen. Luther verbrachte hier den Winter 1521/22 mit der Übersetzung des Neuen Testaments.

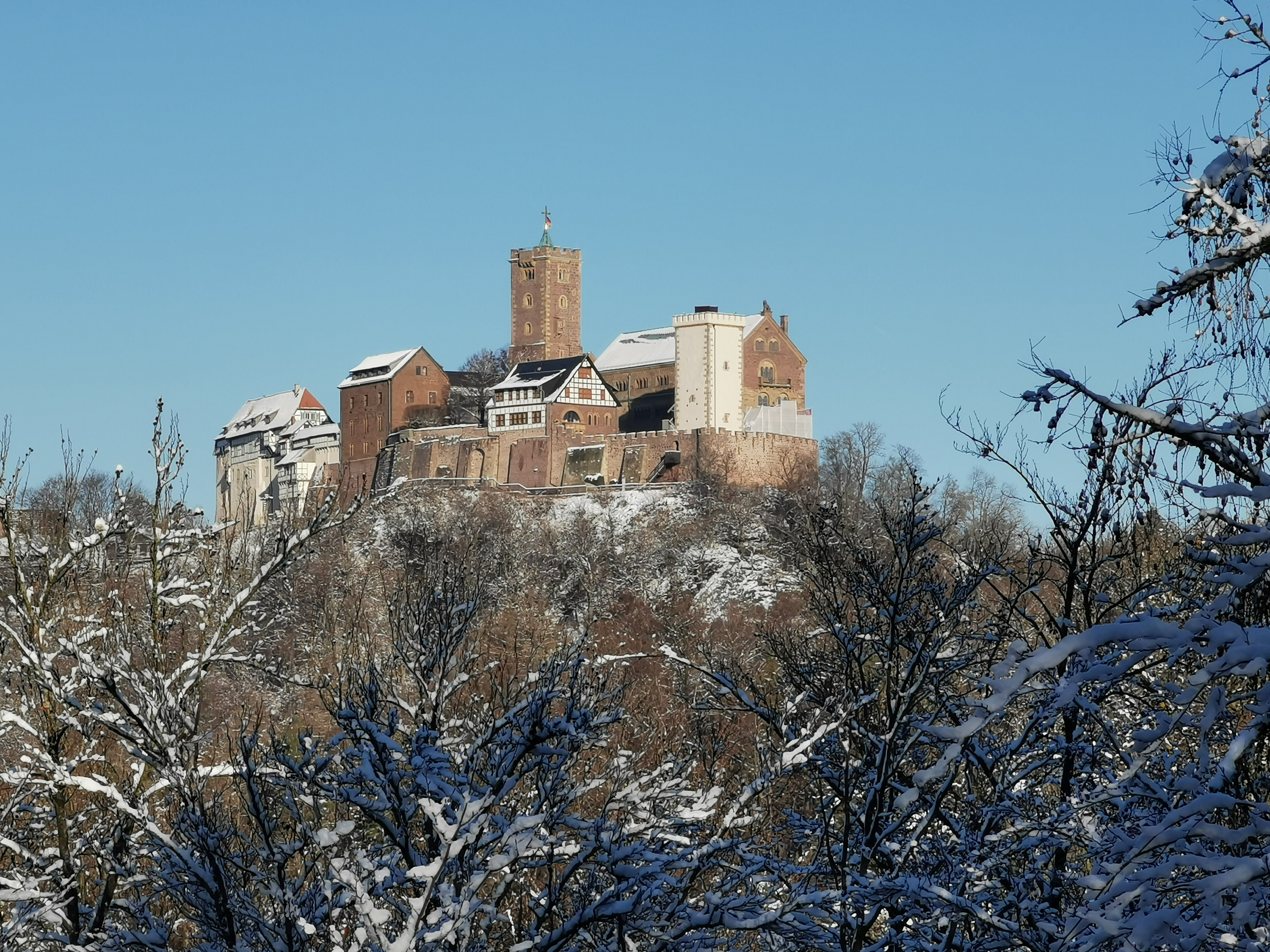
Die winterliche Wartburg, Schauplatz von Luthers Übersetzung des Neuen Testaments

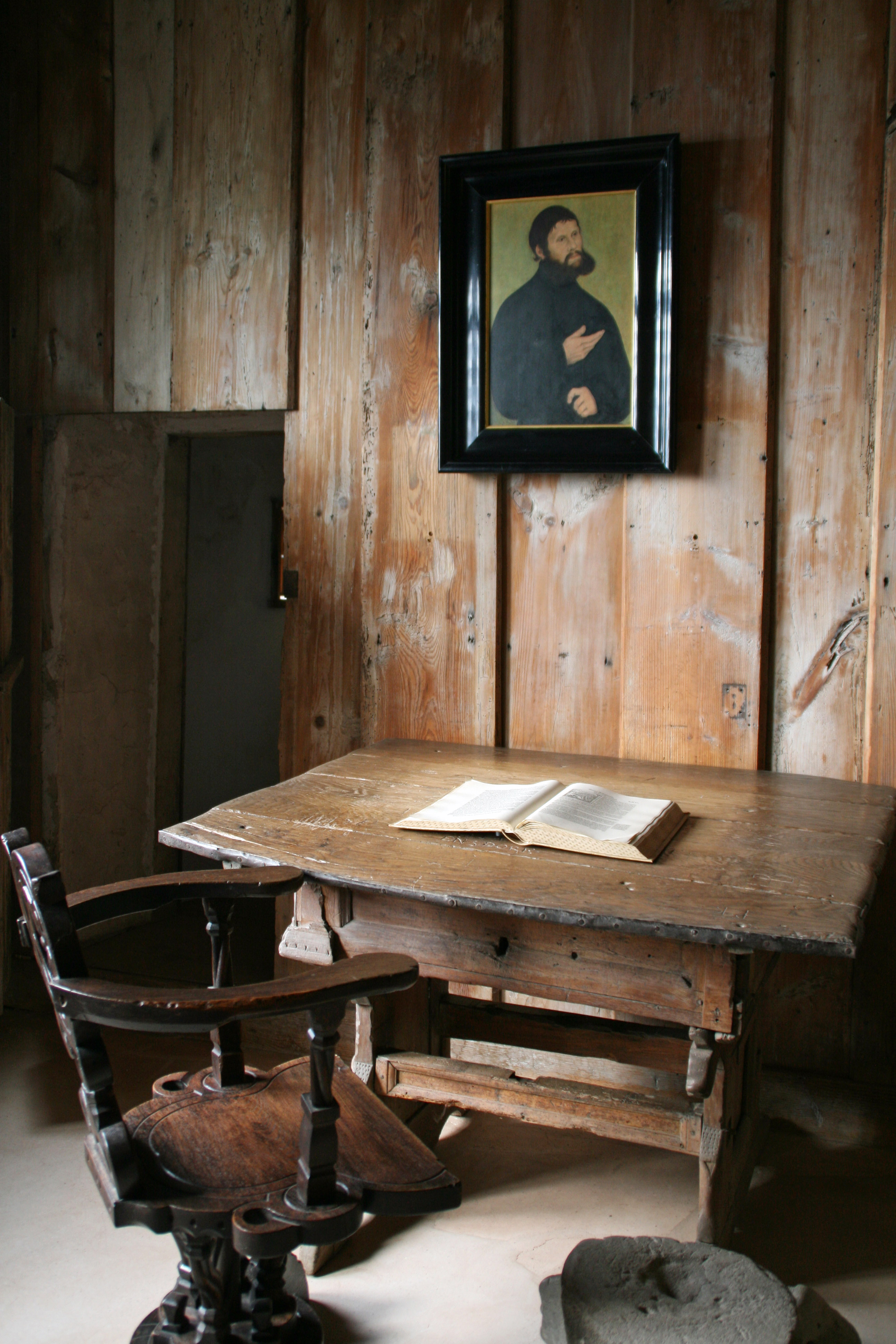
Luthers Arbeitsplatz auf der Wartburg

### Übersetzung des Neuen Testaments
Untergetaucht als „Junker Jörg“, begann Martin Luther während seines Aufenthalts auf der Wartburg (4. Mai 1521 bis 1. März 1522) mit der Übersetzung des Neuen Testaments aus dem Griechischen. Philipp Melanchthon hatte ihn zu dieser Arbeit motiviert, wahrscheinlich während Luthers kurzem Besuch in Wittenberg im Dezember 1521. Nachdem das Novum Instrumentum Omne von Erasmus 1516 in Druck gegeben worden war, hatten sich Humanisten an der Übersetzung einzelner Teile ins Deutsche versucht. Johann Lange z. B., Luthers Mitbruder und früherer Griechischlehrer in Erfurt, hatte 1521 ein deutsches Matthäusevangelium drucken lassen. Luther strebte aber eine kommunikativere Übersetzung an. Außerdem wollte er das Neue Testament als Ganzes der Öffentlichkeit vorlegen.

#### Luthers Handapparat auf der Wartburg
Luther hatte auf der Wartburg die Vulgata zur Hand, oder sie war ihm auswendig so präsent, dass er das Buch gar nicht mehr brauchte. Nikolaus Gerbel aus Straßburg hatte ihm eine Ausgabe seines griechischen NT geschenkt (griechischer Text nach Erasmus, aber ohne Beigaben). Außerdem hatte Luther auch das Novum Testamentum Omne des Erasmus (2. Auflage 1519) zur Verfügung, welches in zwei Spalten den griechischen Text mit Anmerkungen und daneben eine neue lateinische Übersetzung bot. Diese Edition war für Luther wichtig, weil sein Griechisch nicht so ausgeprägt war, dass er mit dem Urtext ohne Hilfe von Philologen wie Erasmus oder Melanchthon selbständig hätte arbeiten können.
Luther übersetzte auf unterschiedliche Weise, wobei nicht aufzuhellen ist, warum er sich jeweils für eine der folgenden Optionen entscheidet:
1. Er folgt der Vulgata und übersetzt den griechischen Text wie sie.
2. Er folgt der Vulgata gegen den griechischen Text.
3. Er folgt der Vulgata trotz der Korrektur des Erasmus.
4. Er folgt der Übersetzung des Erasmus gegen die Vulgata. Das ist der Normalfall dort, wo er von der Vulgata abweicht.
5. Er folgt den Anmerkungen bei Erasmus gegen die Vulgata, auch dort, wo Erasmus sie in seiner Übersetzung nicht umgesetzt hat.
6. Er verbindet verschiedene Anregungen zu eigener Gestaltung.
7. Er übersetzt selbst (falsch) aus dem Griechischen gegen Erasmus und gegen die Vulgata. Die selbständige Arbeit am griechischen Text war Luthers Ideal, das er aber unter den Arbeitsbedingungen auf der Wartburg und ohne den Rat der Experten noch nicht umsetzen konnte.[10]
8. Er übersetzt frei, dem Sinn nach, angeregt durch die Anmerkungen des Erasmus.

Die „Lutherstube“ auf der Wartburg war bezogen auf die Bibelübersetzung der Ort, „wo Luther die sicheren Krücken aus der Hand warf und eigene, wenn auch z. T. unbeholfene Schritte versuchte“.

#### Stuttgarter Vulgata, eine Bibel aus dem Umkreis Martin Luthers
1995 schien es, als sei in der Württembergischen Landesbibliothek die lateinische Bibel entdeckt worden, die Luther auf der Wartburg benutzte. Dieses 1519 in Lyon gedruckte Buch ist voller Einträge einer Person, die sich mit Luthers Übersetzungsarbeit beschäftigt hat, eine ihm ähnliche Handschrift hat, aber (nach aktuellem Stand) nicht Luther selbst ist.

#### Bedeutung der lateinischen Bibel
Es ist nur ein Teil der Wahrheit, dass Luther sich in diesen Wochen – getreu dem humanistischen Motto ad fontes („zu den Quellen“) – von der Vulgata ab- und dem griechischen Urtext zuwandte. Denn er nahm noch 1530 in seinem Sendbrief vom Dolmetschen alle Beispiele aus der lateinischen Bibel. Der Einfluss der Vulgata ist in der Lutherbibel stark spürbar, die so ein Erbe der mittelalterlich-lateinischen Tradition im deutschen Sprachraum bis heute bewahrt. Bei der Revision 2017 beispielsweise wurden die Bearbeiter des Lukasevangeliums immer wieder mit dem Phänomen konfrontiert, dass Luthers Übersetzung Lesarten bietet, die er in keinem griechischen Text finden konnte, sondern die aus seiner Vertrautheit mit dem Vulgata-Wortlaut herrühren.
Der entscheidende Unterschied, den auch Luther selbst in seinem Sendbrief vom Dolmetschen (1530) an der berühmten, aber meist nur verkürzt zitierten Stelle von „dem Volk auf's Maul schauen“ hervorhebt, war, dass Luther sich von der dogmatischen Verpflichtung auf die Vulgata und damit auf die lateinische Sprache und auch die lateinische Sprachstruktur (die die Übersetzungen vor Luther geprägt hatten) befreit hatte. Damit blieb zwar die Vulgata neben dem griechischen Urtext eine wichtige Textquelle, aber Luther konnte sich für die sprachliche Gestaltung in großer Freiheit auf die Zielsprache einlassen.

##### Beispiele für die Übernahme der Vulgata-Tradition gegen den Urtext
In den beiden folgenden Fällen hat erst die Revision von 2017 Luthers Übersetzung korrigiert, jeweils mit dem Hinweis: „Luther übersetzte nach dem lateinischen Text.“
Philipper 4,7 … καὶ ἡ εἰρήνη τοῦ θεοῦ ἡ ὑπερέχουσα πάντα νοῦν φρουρήσει τὰς καρδίας ὑμῶν καὶ τὰ νοήματα ὑμῶν ἐν Χριστῷ Ἰησοῦ.
Vulgata: Et pax Dei, quæ exuperat omnem sensum, custodiat corda vestra, et intelligentias vestras in Christo Jesu.
Und
der Friede Gottes, der jedes Verständnis übersteigt, möge eure
Herzen beschützen und euren Einsichten in Christus Jesus.
LB 1545 Vnd der friede Gottes / welcher höher ist / denn alle vernunfft / beware ewre hertzen vnd sinne in Christo Jhesu.
LB 2017 Und der Friede Gottes, der höher ist als alle Vernunft, wird eure Herzen und Sinne in Christus Jesus bewahren.
Bedeutung: Kanzelsegen im evangelischen Gottesdienst.

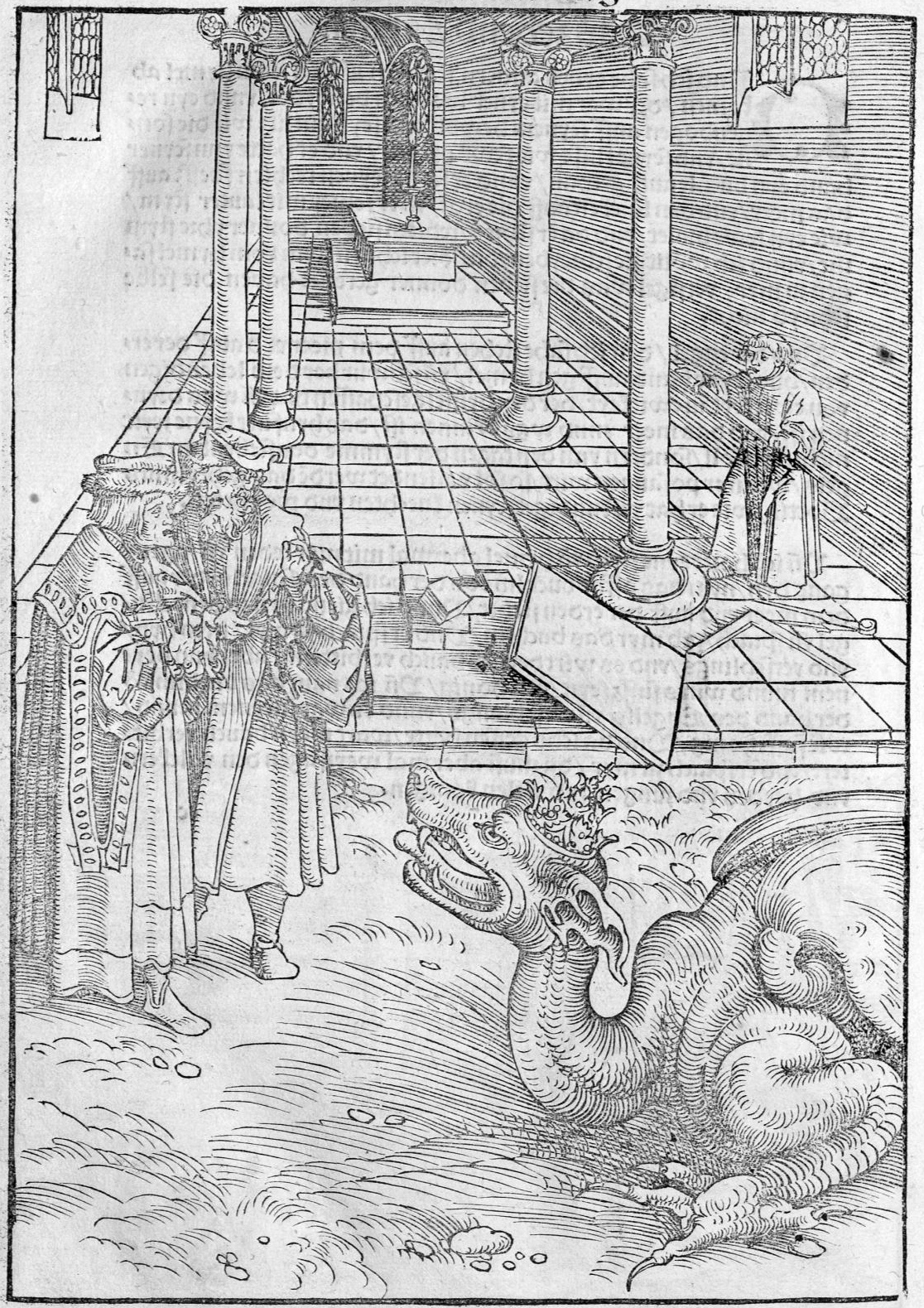
Das Tier der Apokalypse mit Papstkrone. Illustration aus dem Septembertestament (Württembergische Landesbibliothek Stuttgart)

Römer 9,5 … καὶ ἐξ ὧν ὁ Χριστὸς τὸ κατὰ σάρκα, ὁ ὢν ἐπὶ πάντων θεὸς εὐλογητὸς εἰς τοὺς αἰῶνας
Vulgata: … ex quibus est Christus secundum carnem, qui est super omnia Deus benedictus in sæcula.
LB 1545 … aus welchen Christus her kompt nach dem Fleische / Der da ist Gott vber alles / gelobet in Ewigkeit.
LB 2017 … aus denen Christus herkommt nach dem Fleisch. Gott, der da ist über allem, sei gelobt in Ewigkeit.
Bedeutung: Wichtig für die Christologie.

##### Beispiele für die Nachbildung von Vulgata-Formulierungen in der Lutherbibel
Römer 6,4 Consepulti enim sumus cum illo per baptismum in mortem: ut quomodo Christus surrexit a mortuis per gloriam Patris, ita et nos in novitate vitæ ambulemus.
LB 2017 So sind wir ja mit ihm begraben durch die Taufe in den Tod, auf dass, wie Christus auferweckt ist von den Toten durch die Herrlichkeit des Vaters, so auch wir in einem neuen Leben wandeln.
EÜ 2016 Wir wurden ja mit ihm begraben durch die Taufe auf den Tod, damit auch wir, so wie Christus durch die Herrlichkeit des Vaters von den Toten auferweckt wurde, in der Wirklichkeit des neuen Lebens wandeln.
Römer 12,18 Si fieri potest, quod ex vobis est, cum omnibus hominibus pacem habentes.
LB 2017 Ist’s möglich, soviel an euch liegt, so habt mit allen Menschen Frieden.
EÜ 2016 Soweit es euch möglich ist, haltet mit allen Menschen Frieden!
Galater 2,20a Vivo autem, jam non ego: vivit vero in me Christus.
LB 2017 Ich lebe, doch nun nicht ich, sondern Christus lebt in mir.
EÜ 2016 Nicht mehr ich lebe, sondern Christus lebt in mir.

### Septembertestament 1522
Zu einer Prachthandschrift des Septembertestaments: siehe Glockendon-Bibel.
Luther übersetzte sehr schnell. Er schloss die Arbeit in nur elf Wochen ab. „Als er Anfang März 1522 nach Wittenberg zurückkehrte, hatte er das fertige Manuskript im Gepäck.“ Diesen Entwurf ging er mit Melanchthon als Fachmann für die griechische Sprache in den folgenden Wochen noch einmal durch. Georg Spalatin, auch ein Kenner des Griechischen, wurde häufig bei Wortklärungen um Hilfe gebeten. Er besorgte beispielsweise Edelsteine aus der Schatzkammer des Kurfürsten als Anschauungsmaterial bei der Übersetzung von Offb 21,19–20 . Der Numismatiker Wilhelm Reiffenstein beriet Melanchthon brieflich bei Fragen der antiken Münzen. (Als Ergebnis dieses Gelehrtenaustauschs konnte Luther alle Münzen des Neuen Testaments aktualisierend mit Münzen seiner eigenen Zeit identifizieren: Groschen, Heller, Scherflein, Silberling, Silbergroschen. Diese historischen deutschen Münzbezeichnungen werden bis heute in der Lutherbibel verwendet, zumal einige geflügelte Worte damit verbunden sind.)

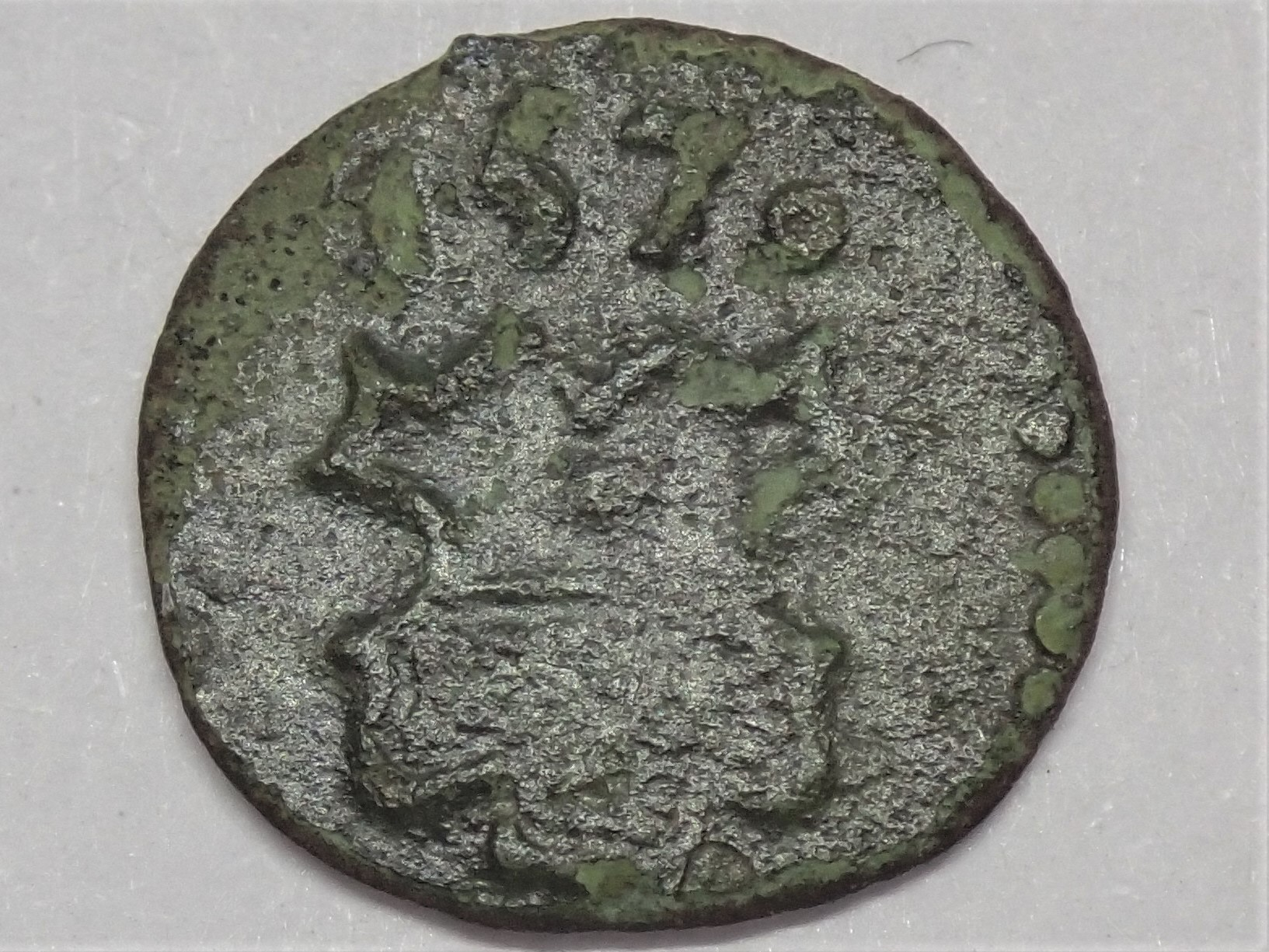
Der Scherf, eine geringwertige Münze aus Luthers Zeit, steht in der Lutherbibel für Lepton und lieferte das geflügelte Wort: sein Scherflein beitragen. (Hier ein Lübecker Scherf von 1570.)

Um Nachdrucke der Konkurrenz zu verhindern, bereitete man die Drucklegung im Geheimen vor. Das verlegerische Risiko trugen Lucas Cranach und Christian Döring. Luthers Name erschien nicht auf dem Titelblatt. Dieses Neue Testament war ein hochwertiger Folioband und darum relativ teuer, einspaltig, in Schwabacher Type, mit konventionellem Bildschmuck. Ein Zyklus von 11 ganzseitigen Holzschnitten aus der Cranachwerkstatt schmückte die Apokalypse. Albrecht Dürers Apokalypse-Zyklus lieferte dafür die Vorlage. Luther und Cranach konzipierten die Ausführung gemeinsam; es ging ihnen um aktuelle polemische Spitzen gegen das Papsttum.
Als Drucker wurde der Wittenberger Melchior Lotter für das Unternehmen gewonnen. Die Drucktechnik brachte es mit sich, dass keines der erhaltenen Exemplare dem anderen gleicht: In Lotters Werkstatt waren drei Pressen gleichzeitig in Betrieb; der Termindruck führte dazu, dass man bestehende Sätze auflöste, um die Lettern für neue Textseiten verwenden zu können. (Dieses Phänomen begleitet die Lutherbibel bis ins 18. Jahrhundert: mit jedem Nachdruck vermehrte sich die Zahl von Textvarianten.)
Im September 1522, „pünktlich zur Leipziger Buchmesse“, lag das Neue Testament in der hohen Auflage von 3000 Exemplaren vor. Das Buch kostete je nach Ausstattung zwischen ½ und 1½ Gulden und war innerhalb von drei Monaten ausverkauft. Bereits im Dezember 1522 wurde die zweite Auflage, das sogenannte Dezembertestament, mit verbessertem Text und korrigierten Bildern gedruckt.

#### Auswahl und Reihenfolge der neutestamentlichen Bücher
Neu war mit dem Septembertestament die einzigartige Reihenfolge der neutestamentlichen Bücher: Luther hat die von ihm weniger geschätzten Bücher (Hebräer-, Jakobus- und Judasbrief sowie Offenbarung) ans Ende verschoben. De facto äußert sich diese Umordnung aber dadurch, dass der Hebräer- und Jakobusbrief nun zwischen dem 3. Johannesbrief und dem Judasbrief zu finden sind, da Judas und Offenbarung bereits vorher den Schluss des NT-Corpus gebildet haben. Die Lutherbibel ist die weltweit einzige Bibel mit dieser Reihenfolge.

### Übersetzung des Alten Testaments

#### Luthers hebräischer Handapparat

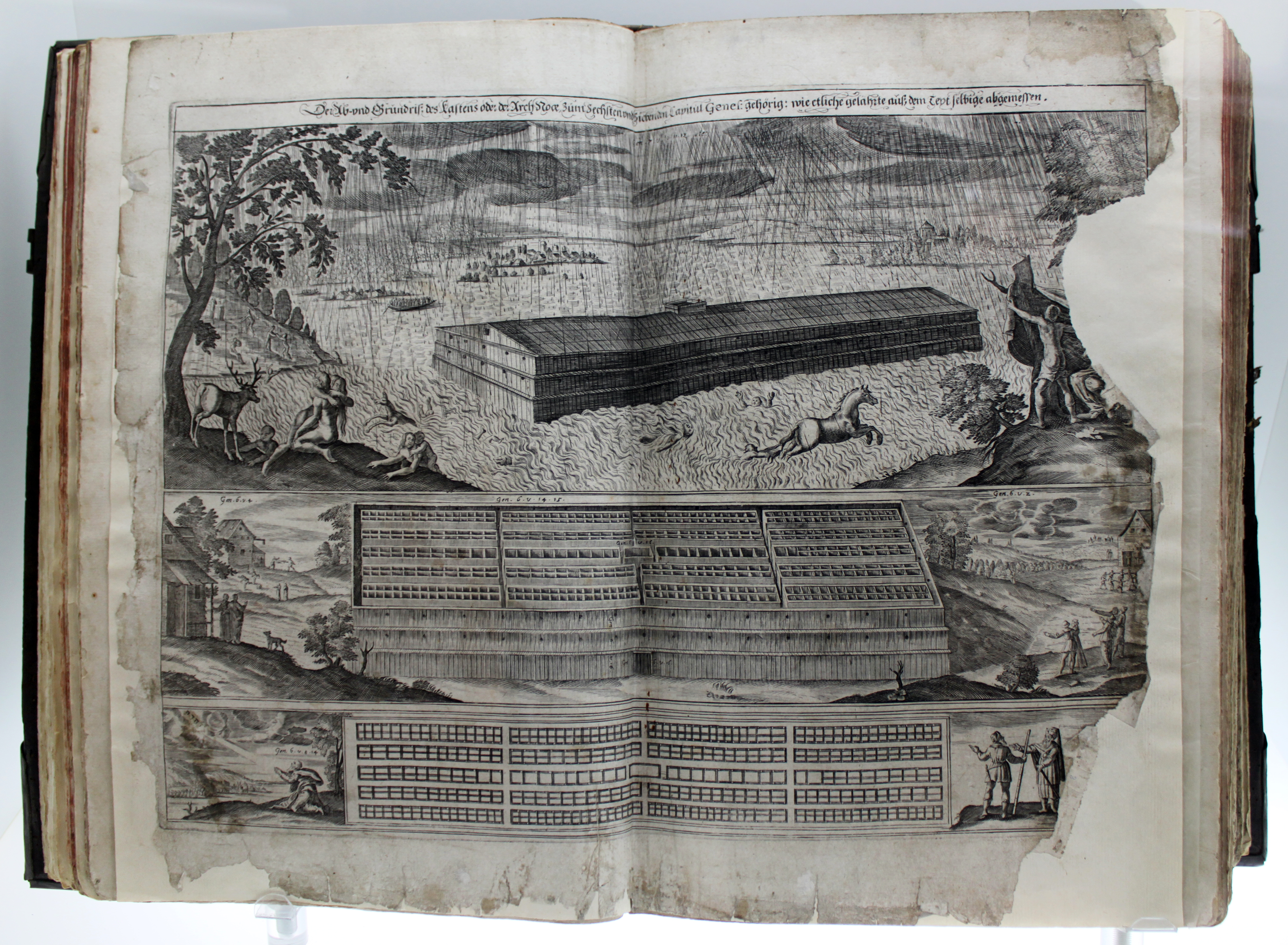
Mit Genitiv-Verbindungen wie Arche Noah (statt Noahs Arche) bildete Luther im Deutschen den hebräischen Status constructus nach. Weitere Beispiele: Tochter Zion, Rotte Korach, Kinder Israel (Arche Noah in der Kurfürstenbibel, 1649)

Schon seit etwa 1507 hatte Luther Hebräisch gelernt, im Wesentlichen als Autodidakt. Dieses Fach war an den Universitäten noch neu, gemessen daran waren Luthers Sprachkenntnisse gut, allerdings nicht hinreichend, um hebräische Bücher ohne Hilfe zu lesen. Er benutzte die Lehrbücher und Grammatiken Johannes Reuchlins und Wolfgang Capitos, außerdem kannte er die Grammatik von Moses Kimchi. In seinem persönlichen Besitz waren zwei Urtextausgaben: eine kleine Soncino-Bibel (siehe unten) und eine (verschollene) große hebräische Bibel, außerdem ein hebräischer Psalter, den Johannes Lang ihm geschenkt hatte.

##### Spuren der Arbeit am hebräischen Text
Spätestens 1519 erwarb Luther ein Exemplar des Tanach, das Einträge zweier jüdischer Vorbesitzer enthielt. Besonders die Bücher der Tora hat er gelesen und hier vor allem das 1. Buch Mose. Die meisten handschriftlichen Einträge Luthers sind lateinisch, wenige deutsch; sie befassen sich mit Übersetzungsproblemen. Es ist aber schwierig, in Luthers Notizen „einen direkten Reflex der Übersetzungsarbeit“ zu sehen: Er hatte den handlichen Band wahrscheinlich immer mit dabei, seine Einträge darin wirken aber spontan und zufällig.
Doch gibt es auch Beispiele, wo sich die Spur seiner Übersetzung von den Notizen in seiner Tanach-Ausgabe bis zu den Druckausgaben und sogar bis in die LB von 2017 verfolgen lässt:
Jesaja 7,9b אם לא תאמינו כי לא תאמנו׃
Luthers Notiz (Bl. 305v unten): gleubt yhr nicht, so bleibt yhr nicht. Allusio gleubt – bleibt.
Er ahmte also ein Wortspiel des hebräischen Textes (taaminu/teamenu) im Deutschen nach. Diese Übersetzungsidee hatte er vor dem Druck der Vollbibel von 1534 verworfen. Er entschied sich für eine freie, interpretierende Übersetzung.
LB 1534 Gleubt jr nicht so werdet ihr feilen. Randglosse dazu: Das ist Was jr sonst furnemet das soll feilen / vnd nicht bestehen noch glück haben.
In die Lutherbibel letzter Hand ist die binnenreimende Übersetzung zurückgekehrt, und zwar bis heute.
LB 2017 Glaubt ihr nicht, so bleibt ihr nicht.

##### Ein jüdisches Buch, christlich übersetzt
„Wer teutsch reden will / der muß nicht der Ebreischen Wort Weise führen / sondern muß darauff sehen / … daß er den Sinn fasse / und dencke also: Lieber / wie redet der teutsche Mann in solchem Fall? Wenn er nun die teutsche Wort hat / die hiezu dienen / so lasse er die Ebreischen Wort fahren / und spreche frey den Sinn heraus / auffs beste teutsch / so er kan.“

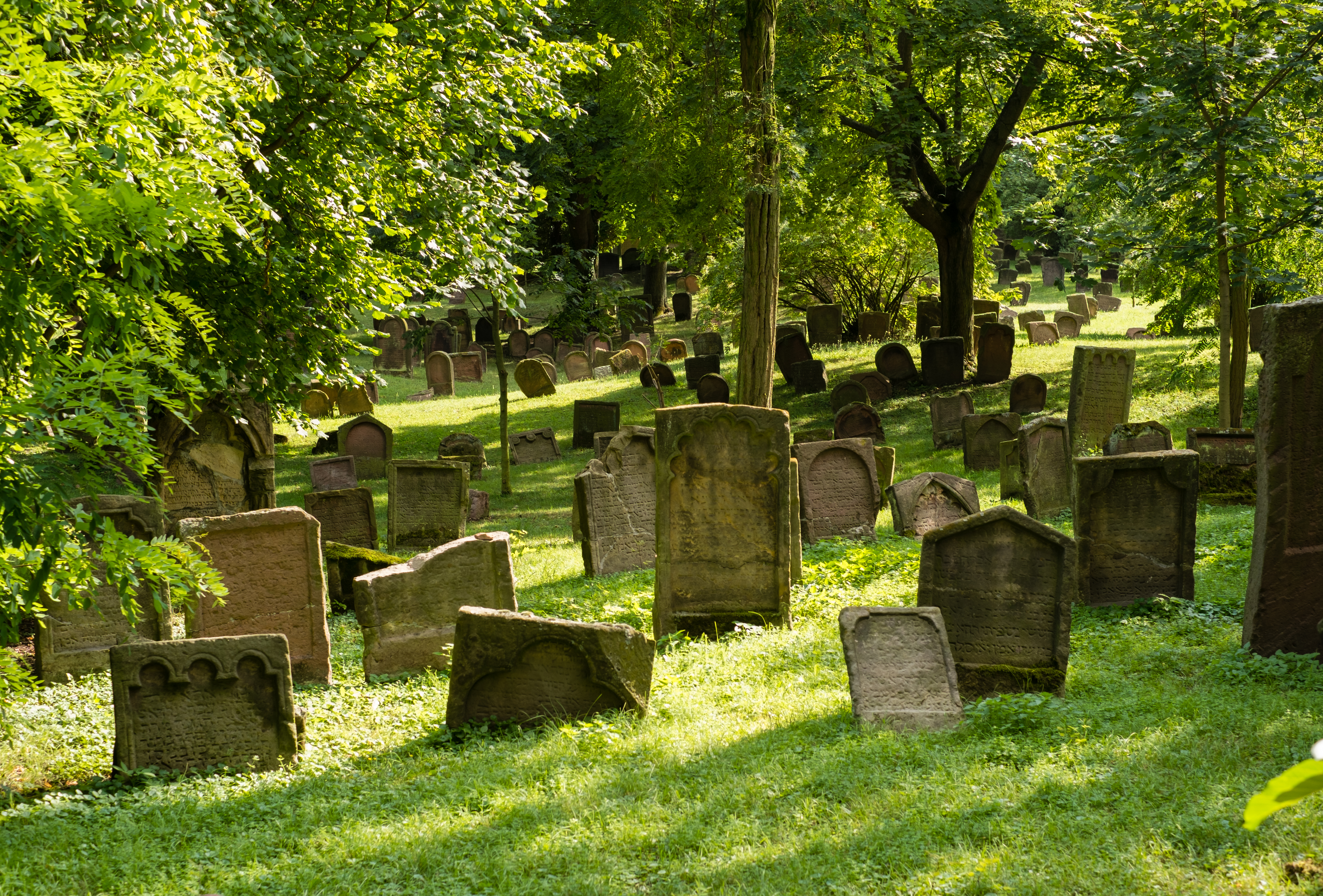
Worms hatte seit dem Mittelalter eine bedeutende jüdische Gemeinde. Die Übersetzer der „Wormser Propheten“ (Ludwig Hätzer und Hans Denck) ließen sich von jüdischen Hebraisten beraten, was Luther für falsch hielt. (Foto: Friedhof Heiliger Sand mit Grabsteinen von Rabbinen u. a. des 16. Jahrhunderts.)

Luther lebte fern von den letzten Zentren jüdischer Gelehrsamkeit im Reich, und er hat sich im Gegensatz zu anderen Humanisten nie bemüht, jüdische Experten persönlich kennenzulernen. Die Wertschätzung der hebräischen Sprache ging bei ihm mit einem grundsätzlichen Misstrauen gegenüber den Rabbinen einher, weil sie die christliche Dimension des Alten Testaments nicht anerkannten.
Der Reformator erklärte in den „Summarien über die Psalmen und Ursachen des Dolmetschens“ (1533) seine Übersetzungsentscheidungen: Er wollte insgesamt eine flüssige Übersetzung „auffs beste teutsch“, aber dort, wo der hebräische Wortlaut einen tieferen Sinn zu bieten schien, übersetzte er wortwörtlich. Das ist problematischer, als es scheinen mag. Denn Luthers christlicher Glaube war seine „Wünschelrute“ (Franz Rosenzweig), die bestimmte, wo das Alte Testament „lebendiges Gotteswort“ war, „da, und nur da, da aber unbedingt, musste es wörtlich genommen werden und also auch in steifer Wörtlichkeit übersetzt“ werden. Auf diese Weise durchdringt die christliche Deutung bei Luther das ganze Alte Testament.

#### Arbeit des Wittenberger Übersetzerteams
Das Alte Testament der Lutherbibel war ein Gemeinschaftswerk. Wohl noch 1522 begann Luther mit einem Team von Fachleuten die Übersetzung des Pentateuch. Wichtig war der Beitrag des Wittenberger Hebraisten Matthäus Aurogallus. Johannes Mathesius behauptete, dass Luther sich „etliche Schöpse abstechen ließ“ und von dem Wittenberger Metzger dann die Bezeichnungen der einzelnen Innereien erfragte – um Stellen wie Lev 3,6–11  richtig übersetzen zu können. Anfangs in schneller Folge wurde ein Buch des Alten Testaments nach dem anderen übersetzt und in Druck gegeben: Schon im Oktober 1524 lagen der Pentateuch, die historischen und die poetischen Bücher vor (d. h. der gesamte erste Band der zweibändigen Vollbibel-Ausgaben).

Wegen sprachlicher Schwierigkeiten stockte die Übersetzungstätigkeit, als man sich den Prophetenbüchern zuwandte; unterdessen erschien 1527 in Worms eine Übersetzung aller Prophetenbücher durch die Täufer Ludwig Hätzer und Hans Denck. Luther zollte diesem Buch ein ambivalentes Lob: 
„Darumb halt ich, das kein falscher Christ noch rottengeist trewlich dolmetzschen könne, wie das wol scheinet inn den prophetenn zu Wormbs verdeutschet, darinn doch warlich grosser vleis geschehen, und meinem deutschen fast nach gangen ist. Aber es sind Jüden da bey gewest, die Christo nicht grosse hulde erzeigt haben, sonst were kunst und vleiß genug da.“
Die Übersetzergruppe um Luther nutzte die „Wormser Propheten“ als Hilfsmittel, verdrängte sie dann aber mit der eigenen Prophetenübersetzung vom Büchermarkt. Ein Beispiel zum Vergleich beider Übersetzungen: 
Micha 6, 8 הגיד לך אדם מה־טוב ומה־יהוה דורש ממך כי אם־עשות משפט ואהבת חסד והצנע לכת עם־אלהיך׃
Hätzer/Denck Mensch es ist dir genůgsam angesagt / was gůt sei / vnnd was der HERR von dir erfordere / nemlich / das recht halten / vnn barmhertzigkeyt lieben / vnd züchtig vor deinem Gott wandlen.
 LB 1534 Es ist dir gesagt / Mensch / was gut ist / vnd was der HERR von dir foddert / nemlich / Gottes wort halten / vnd liebe vben / vnd demuetig sein fur deinem Gott.
(Bedeutung: Mi 6,8 ist ein Problem bei jeder Lutherbibel-Revision, weil Luthers Übersetzung hier stark von seiner Theologie geprägt ist und dem Hebräischen nicht gerecht wird. Weil der Text z. B. durch eine Bach-Kantate sehr bekannt ist, hat auch die Revision von 2017 Luthers Formulierung erhalten und in einer Fußnote die wörtliche Übersetzung hinzugefügt.)

### Erste Gesamtausgabe 1534

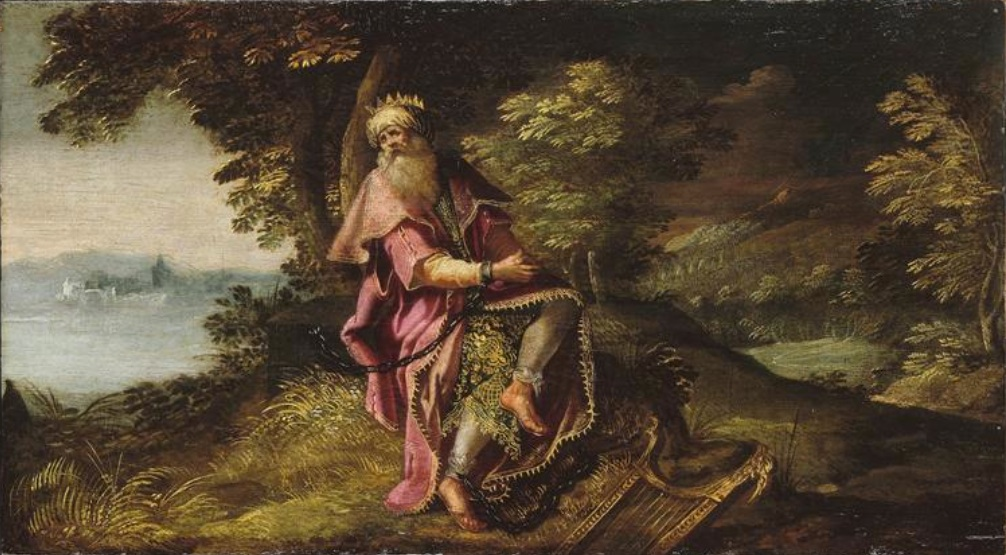
Die Apokryphen der Lutherbibel enden mit dem Gebet Manasses, das in der EÜ nicht enthalten ist. Luther verstand es als Schlussgebet zum Alten Testament. (König Manasse im Exil, Gemälde von Marten de Vos, Musée Magnin)

Während der Arbeit an den Prophetenbüchern begann die Übersetzung der Apokryphen. Als erste apokryphe Schrift übersetzte Luther von Juni 1529 bis Juni 1530 die Weisheit Salomos. Luther war in dieser Zeit öfter krank, wohl deshalb übernahmen seine Mitarbeiter die Übersetzung der Apokryphen, Luther verfasste allerdings Vorreden zu diesen Schriften. An der Übersetzung des Jesus Sirach war Luther neben Melanchthon und Cruciger beteiligt. Die Auswahl der Apokryphen in der Lutherbibel folgt der Vulgata-Tradition. Das zeigt sich daran, dass Luther das Gebet des Manasse übernahm, das in Vulgata-Ausgaben der Reformationszeit einen Anhang zum 2. Buch der Chronik bildete. Es schließt den Apokryphenteil der Lutherbibel ab. Völlig neuartig ist die Reihenfolge:
1. Buch Judit
2. Weisheit Salomos
3. Buch Tobias (Tobit)
4. Buch Jesus Sirach
5. Buch Baruch
6. Erstes Buch der Makkabäer
7. Zweites Buch der Makkabäer
8. Stücke zu Ester
9. Stücke zu Daniel
10. (Gebet Manasses)

Der Grund für diese Umgruppierung ist, dass das Buch Judit nach Luthers Meinung ein „Exempel“ für die Weisheit Salomos sei (die er in altkirchlicher Tradition Philon von Alexandria als Autor zuschrieb) und das Buch Tobias ein Exempel der Weisheitslehre des Sirachbuchs.

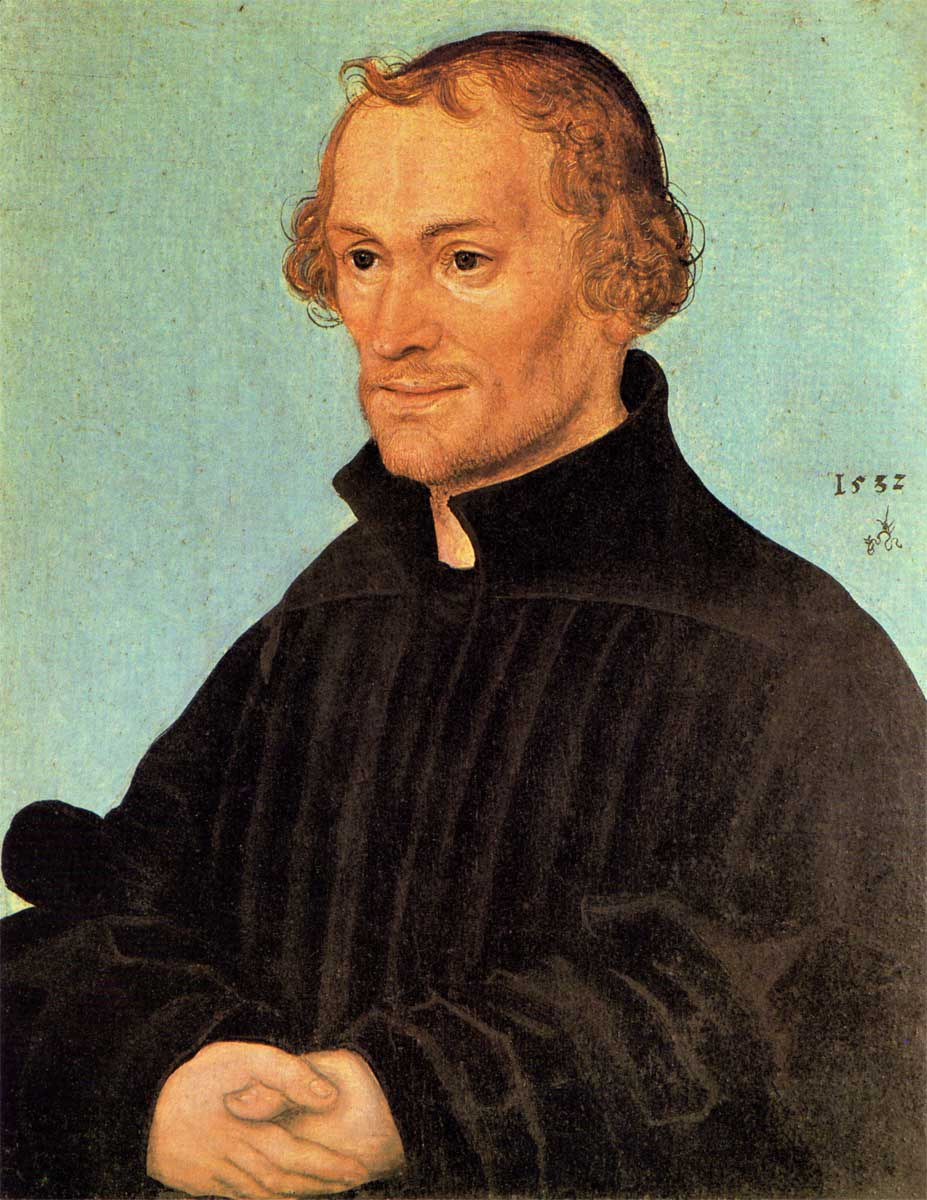
Philipp Melanchthon, Professor für Griechisch und Hebräisch. Sein Anteil an der Bibelübersetzung ist so groß, dass man eigentlich von einer Luther-Melanchthon-Bibel sprechen müsste (Gemälde von Lucas Cranach d. Ä.,1532, Historisches Museum Regensburg)

Das Neue Testament, 1529 gründlich revidiert, erhielt 1530 seine endgültige Form.
1531 wurde der Psalter noch einmal von einem Team überarbeitet, zu dem außer Luther auch Philipp Melanchthon, Caspar Cruciger, Matthäus Aurogallus und Justus Jonas gehörten, eventuell auch der Hebraist Johann Forster. Melanchthon war durch seine historischen und philologischen Kenntnisse „gewissermaßen das wandelnde Lexikon der Revision“. Das erhaltene Protokoll aus der Hand von Georg Rörer zeigt die Arbeitsweise der Kommission: Alle Formulierungen kamen auf den Prüfstand, gelegentlich schlugen die Philologen Änderungen vor, über die Luther entschied. Bei dieser Gelegenheit erhielt Psalm 23 den „klassischen“ Wortlaut.
Psalm 23,2a בנאות דשא ירביצני
Luthers Handschrift: Er lesst mich weyden ynn der wonung des grases.
Erstdruck der Psalmen 1524: Er lesst mich weyden da viel gras steht.
Revidierter Text 1531: Er weidet mich auff einer grunen Awen.
Für die Gesamtausgabe sah das Wittenberger Übersetzerteam den gesamten Text des Alten Testaments 1533 ein weiteres Mal durch, besonders das 1. Buch Mose. Auf der Leipziger Michaelismesse (4. bis 11. Oktober 1534) lag dann die vollständige Bibel (900 ungebundene Folioblätter) zum Kauf vor, sechs Teile mit je eigenem Titelblatt und eigener Blattzählung: 1. Pentateuch, 2. historische Bücher, 3. poetische Bücher, 4. Prophetenbücher, 5. Apokryphen, 6. Neues Testament. Es war die erste Lutherbibel mit dem Wappen und der Druckerlaubnis des Kurfürsten.

#### Beigaben zurBiblia Deudsch
Damit der Leser sich möglichst leicht in der Bibel zurechtfand, hatte Luther mit seinem Übersetzerteam viel Arbeit in die Vorreden und Randglossen gesteckt.

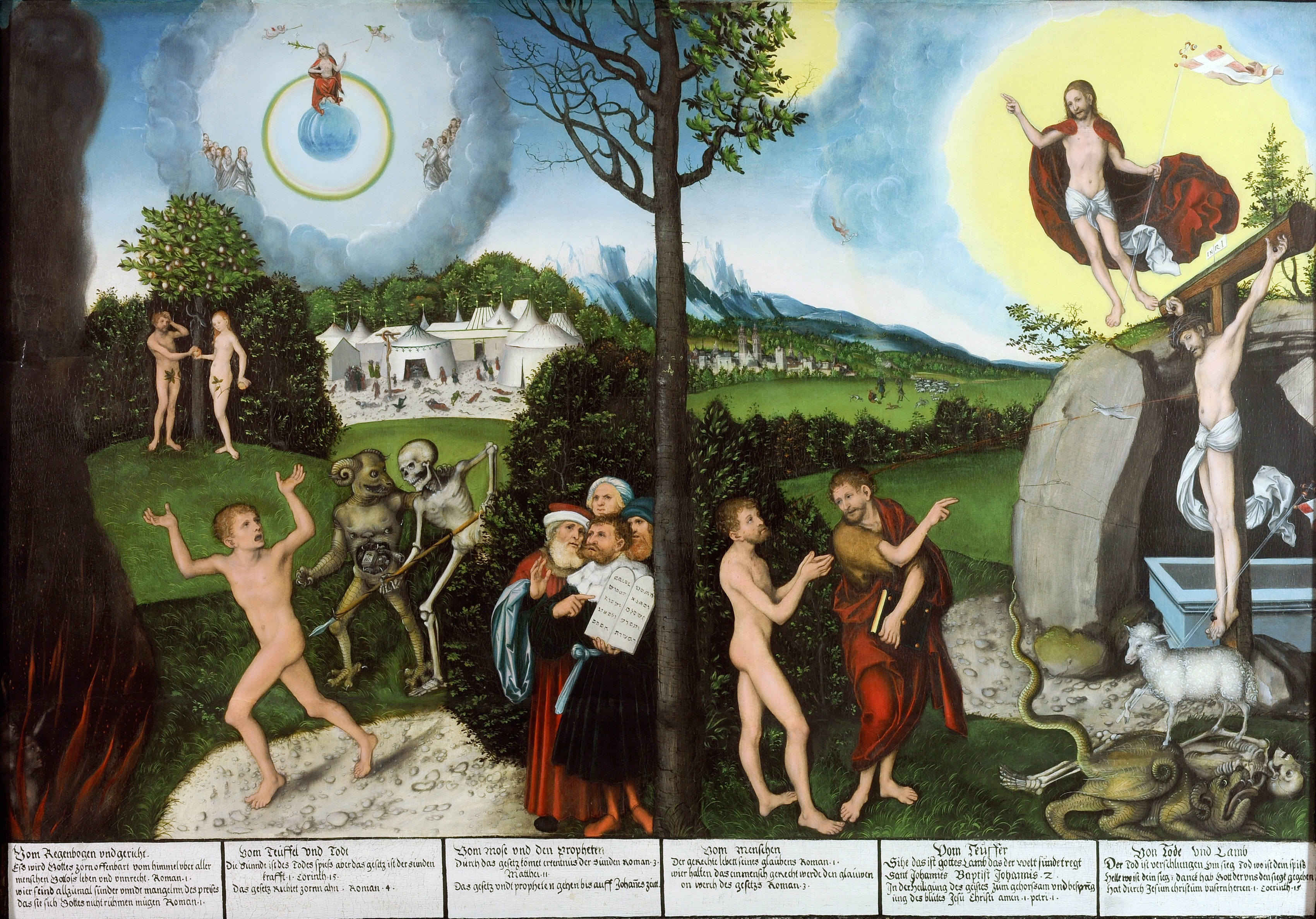
Altes Testament (Gesetz) – Neues Testament (Gnade). Künstlerische Darstellung der Rechtfertigungslehre (Gemälde von Lucas Cranach d. Ä., 1529, Herzogliches Museum Gotha)

Die Vorreden leiten den Leser dazu an, die Bibel mit den Fragestellungen Luthers zu lesen (Rechtfertigungslehre):
- Vorrede auf das Alte Testament: „Also ist des alten Testaments eigentliche Heubtlere / Gesetze leren und Sünde anzeigen / vnd guts foddern.“[57] Indem die Sünde aufgezeigt wird (z. B. durch die Zehn Gebote), erkennt der Mensch sein Scheitern. Die Bücher des AT enthalten Luther zufolge Exempel, wie die Israeliten am Gesetz scheitern.
- Vorrede auf das Neue Testament: Das Neue Testament ist ganz Evangelium, „gute Botschaft / gute Mehre.“ Christus lockt, er droht nicht. „Darumb sihe nu drauff / Das du nicht aus Christo einen Mosen machest / noch aus dem Euangelio ein Gesetz oder Lerebuch … Denn das Euangelium foddert eigentlich nicht vnser werck / das wir da from vnd selig werden … Sondern es foddert den glauben an Christo … Das wir vns seines sterbens vnd Siegs mügen annemen / als hetten wirs selbst getan.“[58]

Bei den Erklärungen zum AT war Fachwissen in verschiedenen Disziplinen gefragt. In der „Vorrede von dem Propheten Daniel“ z. B. wird dem Leser die Geschichte der Makkabäer detailliert dargestellt, um die Erfüllung der in Dan. 8 enthaltenen Prophezeiungen historisch einzuordnen. (Doch dann überwältigt den Reformator die Zeitgeschichte: „HJe ist klerlich der Bapst abgemalet / der in seinen Drecketen vnuerschampt brüllet …“) Als Beispiel für die vielen kleinen Sacherklärungen, die die Biblia Deudsch dem Leser anbot, hier eine Randglosse zu Hi 9,9 : „(Orion) Jst das helle Gestirne gegen mittag / das die Bauren den Jacobsstab heissen. Die Glucke oder Henne / sind die sieben kleinen Sterne.“
Bei alledem entsteht jedoch kein getreues Bild des Alten Orients oder der antiken Welt vor dem Auge des Lesers, sondern es ist immer Luthers eigene Umwelt, die von Knechten und Mägden, nicht Sklaven und Sklavinnen bevölkert wurde, in der vertraute Pflanzen wuchsen und die Schweine, wie in Wittenberg üblich, Braurückstände fraßen statt Schoten des Johannisbrotbaums: „Vnd gieng hin / vnd henget sich an einen Bürger desselbigen Landes / der schicket jn auff sein acker der Sew zu hüten. Vnd er begerte seinen Bauch zu füllen mit trebern / die die Sew assen / vnd niemand gab sie jm.“ (Lk 15,15–16 )
Nach Notger Slenczka beabsichtigte Luther mit seiner Biblia Deudsch mehr, als dem nicht sprachkundigen Leser einen Ersatz für die Lektüre des hebräischen und griechischen Urtextes zu bieten. Vielmehr sollte seine Übersetzung dem Leser ein Gesamtverständnis der Bibel liefern, von wo aus Licht auf die Einzeltexte fällt. Das sei ihr „religiöser Eigenwert.“

#### Auswahl und Reihenfolge der alttestamentlichen Bücher
Luther richtete sich bei der Reihenfolge der Bücher des Alten Testaments nach der lateinischen Vulgata (welche sich wiederum an der Septuaginta orientiert), weil dies die im Christentum überlieferte Anordnung der Bibel war. Neu war, dass er diejenigen Bücher und Abschnitte der Septuaginta, die nicht zum jüdischen Kanon gehören, aus der alten Anordnung absonderte und als Apokryphen in einem Anhang zum Alten Testament unterbrachte und als „der Heiligen Schrift nicht gleichgehalten“ bezeichnete. Er empfahl aber ihre Lektüre. Die griechischen Apokryphen 3. und 4. Esra nahm er nicht in seine Übersetzung auf. Luthers Unterscheidungskriterium war die von der humanistischen Ad-Fontes-Bewegung abgeleitete Hebraica Veritas: eine authentische Heilige Schrift des Alten Testaments müsse demnach aus ursprünglicher (und damit hebräischer) Überlieferungssprache stammen. Diese Vorstellung „findet sich teilweise schon in der Antike bei Hieronymus, dem Übersetzer der Vulgata, und war aufgrund der Kontakte mit Rabbinern auch im okzidentalen Mittelalter gegenwärtig. Aber mit der humanistischen Textarbeit erhielt die Orientierung am hebräischen Text eine neue Bedeutung.“

#### Schreibweise des Gottesnamens
Im Alten Testament der Lutherbibel von 1545 steht die Schreibweise „HERR“ für JHWH, die Schreibweise „HErr“ für Adonai. Im Neuen Testament steht die Schreibweise HERR in 150 Zitaten aus dem AT, die den Gottesnamen JHWH enthalten. Wo in Luthers Sicht Christus gemeint ist, wählte er die Schreibweise HErr. Die Drucker gingen mit diesen Regeln aber unterschiedlich um. (Bei der Revision von 2017 wurde überlegt, Luthers Schreibweisen wieder einzuführen. Das geschah nicht, weil es erhebliche exegetische, reformationshistorische und systematische Vorarbeiten verlangt hätte. In modernen Ausgaben der Lutherbibel wird für JHWH die Schreibweise „Herr“ gebraucht.)

#### „Eli, eli, lama asabthani?“
Im Matthäus- und Markusevangelium werden die letzten Worte Jesu am Kreuz auf Aramäisch, griechisch transkribiert, wiedergegeben. Es handelt sich dabei um ein Zitat aus Ps 22,2 , das im hebräischen Bibeltext die Verbform asabthani (du hast mich verlassen; aus der Wurzel עזב) enthält, wohingegen der von den Evangelisten zitierte aramäische Text dieses Wort durch das gleichbedeutende aramäische sabachthani (Wurzel שבק) ersetzt hat. Luther korrigierte an beiden Stellen, indem er den hebräischen Text statt des aramäischen einfügte: „Eli, Eli, lama asabthani?“ Dahinter steht seine besondere Verehrung der hebräischen Sprache: „Das neue Testament, obs wol griechisch geschrieben ist, doch ist es voll von Ebraismis und ebräischer Art zu reden. Darum haben sie recht gesagt: Die Ebräer trinken aus der Bornquelle; die Griechen aber aus den Wässerlin, die aus der Quelle fließen; die Lateinischen aber aus den Pfützen.“ (Tischreden: WA TR 1,525) Die Lutherbibel von 2017 folgt Luthers Schreibweise mit erklärenden Fußnoten.

### Luthers Bibeln im Weltdokumentenerbe der UNESCO
2015 nahm die UNESCO mehrere frühe Schriften der Reformation ins Weltdokumentenerbe der UNESCO auf; darunter auch Bücher, die direkt mit dem Bibelprojekt in Verbindung stehen. Sie sind als digitale Editionen erschlossen (siehe Weblinks):
1. Handexemplar Luthers der Hebräischen Bibelausgabe, Brescia 1494, Staatsbibliothek zu Berlin – Preußischer Kulturbesitz, Shelfmark: Inc. 2840.
2. Das Newe Testament Deutzsch, Wittenberg, Melchior Lotter, 1522, Herzog August Bibliothek Wolfenbüttel, Shelfmark: Bibel-S. 4° 257.
3. Biblia das ist die gantze Heilige Schrifft Deudsch. Mart. Luth.,Wittenberg, Hans Lufft, 1534, Herzogin Anna Amalia Bibliothek – Klassik Stiftung Weimar, Shelfmark: Cl I: 58 (b und c). Siehe Weimarer Lutherbibel von 1534.

## Luthers sprachschöpferische Leistung
Zu Luthers eigener Darstellung seiner übersetzerischen Entscheidungen: siehe Sendbrief vom Dolmetschen.

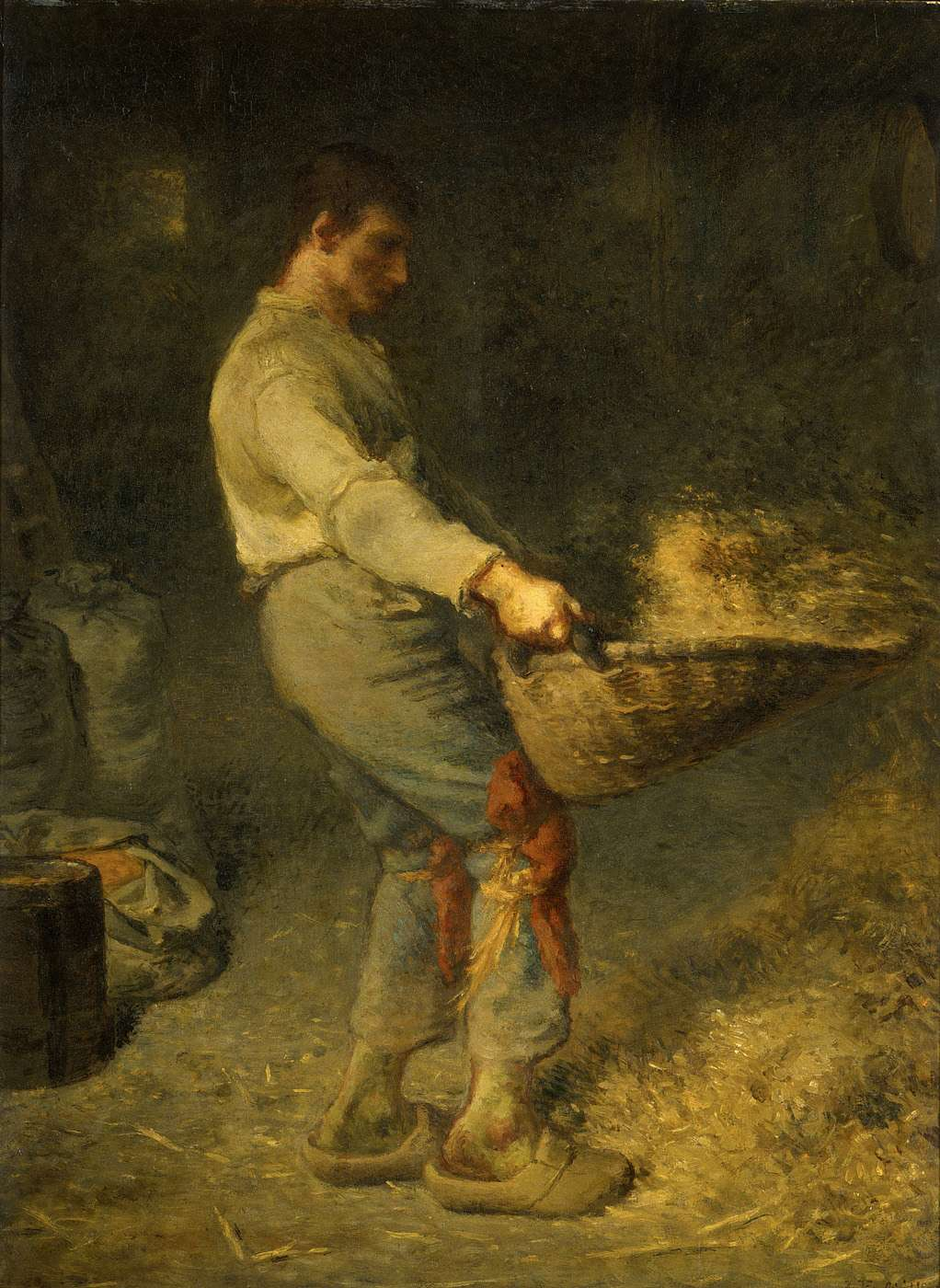
Aus stammt die Redewendung: die Spreu vom Weizen trennen. Gemeint ist die Erntearbeit des Worfelns. (Jean-François Millet: Kornschwinger, Musée d’Orsay)

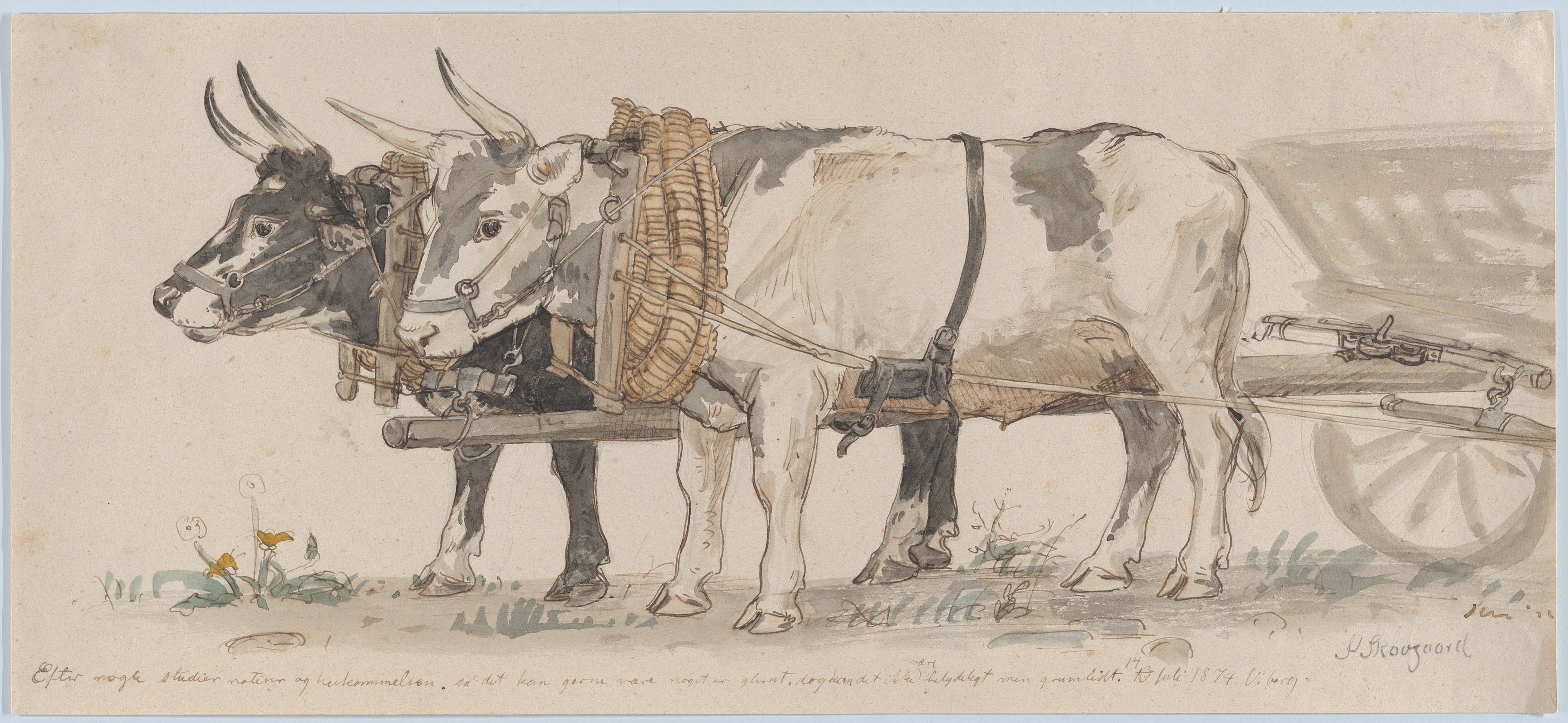
Aus stammt das geflügelte Wort: wider den Stachel löcken. Ein Bild aus der Landwirtschaft: Junge Zugtiere versuchen durch Sprünge (löcken ist Luthers Dialektwort für hüpfen), dem Ochsenstachel ihres Treibers auszuweichen. (Peter C. T. Skovgaard: Zwei Ochsen vor einem Wagen, Metropolitan Museum of Art)

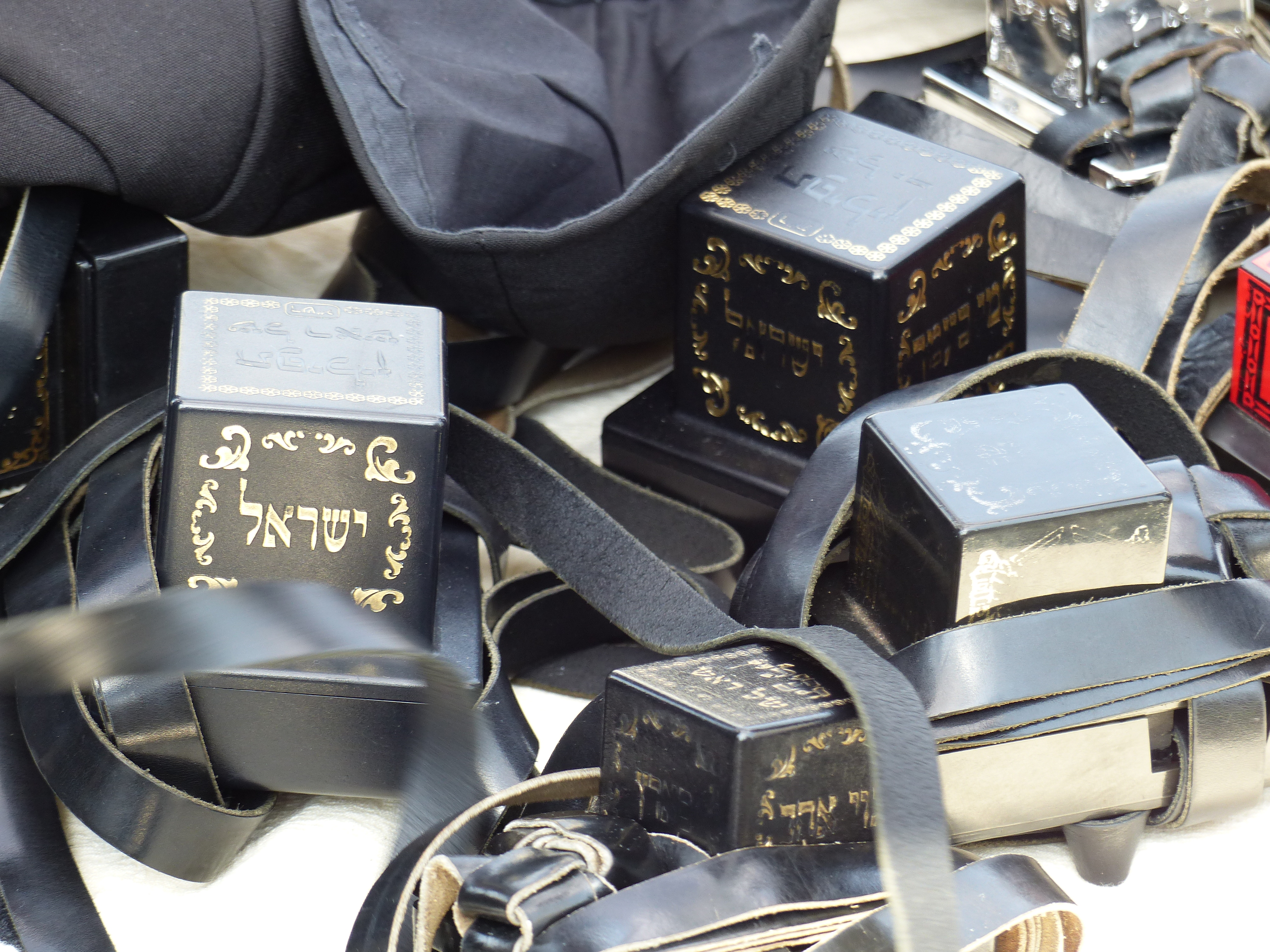
Luther gebrauchte in für die Übersetzung von (eigentlich: Amulett, in der Antike die übliche Bezeichnung für Tefillin, d. h. Lederkapseln, in denen sich Pergamentstücke mit Torazitaten befinden) einen juristischen Begriff: Denkzettel. Das Wort hatte zu Luthers Zeit die neutrale Bedeutung „Urkunde“. Der negative Beiklang ist aber in Mt 23,5 schon angelegt und wurde dann sprichwörtlich. Ein Beispiel für die antijüdische Wirkungsgeschichte der Lutherbibel.

### Verständliche Sprache und biblischer Stil
Die bekannte Aussage Luthers, er wolle dem Volk „auff das Maul sehen“, bedeutet nicht, dass seine Übersetzung auf die Zeitgenossen sprachlich anspruchslos oder vulgär gewirkt hätte. Wie Birgit Stolt in mehreren Arbeiten nachgewiesen hat, signalisierte der Text dem damaligen Leser, dass er es mit einem besonderen, heiligen Buch zu tun hatte. Dazu dienten sakralsprachliche Formeln („es begab sich“, „siehe“), rhythmische Durchgliederung und rhetorische Schmuckelemente wie Stabreim, Binnenreim sowie das Spiel mit Vokalen. Im Laufe der Zeit entdeckte Luther immer mehr sprachmalerische Formulierungen; der Preis dafür ist manchmal eine größere Entfernung vom Grundtext. Dass die ästhetische Qualität zum Erfolg seiner Übersetzung beitrug, fiel auch Gegnern wie Georg Witzel auf: „Er deudtschts nach dem Klange.“ Beispiele:
- Psalm 46,4 „Wenn gleich das Meer wuetet vnd wallet…“
- Matthäus 5,16 „Also lasset ewer Liecht leuchten fur den Leuten…“
- Lukas 2,12 „Jr werdet finden das Kind in windeln gewickelt / vnd in einer Krippen ligen.“[73]

Luther setzte Modalpartikel als besonderes Ausdrucksmittel des Deutschen gezielt ein, um den übersetzten Text wie lebendiges, gesprochenes Deutsch wirken zu lassen.
Die Bibel war ein Vorlesebuch, dem diente der Satzbau. Es ist mehr eine Hörer- als eine Lesersyntax: „Kleine Aussage-Einheiten in Schritt-für-Schritt-Abfolge, das Verstehen additiv absichernd.“ Davon profitierten auch ungeübte Leser. Beispiel (Mt 7,9–11 ):

„Welcher ist vnter euch Menschen / so jn sein Son bittet vmbs Brot / der jm einen Stein biete? oder so er jn bittet vmb einen Fisch / Der jm eine Schlange biete? So denn jr / die jr doch arg seid / künd dennoch ewren Kindern gute gabe geben / Wie viel mehr wird ewer Vater im Himmel gutes geben / denen die jn bitten?“

Dieser Satzbau ist, obwohl archaisch, leichter verständlich als der folgende:

„Welcher ist unter euch Menschen, der seinem Sohn, da jener ihn ums Brot bittet, einen Stein biete? Oder der ihm, so jener ihn um einen Fisch bittet, eine Schlange biete? So denn ihr, die ihr doch arg seid, euren Kindern dennoch gute Gaben geben könnt, wie viel mehr wird euer Vater im Himmel denen, die ihn bitten, Gutes geben?“

### Einfluss auf die Entwicklung des Neuhochdeutschen
Schätzungen zufolge besaß bereits im Jahr 1533 jeder zehnte deutsche Haushalt ein von Luther übersetztes Neues Testament. Damit übte diese Bibelübersetzung wie kein anderes literarisches Werk vorher oder nachher eine spracheinigende und zugleich sprachschöpferische Wirkung aus und beeinflusste die weitere Entwicklung wesentlich.
Luthers Leistung bestand nicht darin, entscheidend auf das Sprachsystem, also auf die Grammatik und die Regeln, eingewirkt zu haben, da das Frühneuhochdeutsche diese Regeln längst vor ihm besaß. Er wirkte jedoch als Sprachvorbild in verschiedenen Textsorten: Erbauungsliteratur, Predigttexte, Agitationstexte, theologische Fachprosa, Kirchenlieder, Übersetzungstexte. Allein die für die damalige Zeit enorm hohen Auflagen der Biblia Deudsch waren ein starker Impuls zur Vereinheitlichung der deutschen Schriftsprache. Durch Luthers Bibelübersetzung verbreitete sich in vielen Wörtern das auslautende „e“ in der gemeindeutschen Schriftsprache; vgl. Lutherisches e.
Eine wichtige Neuerung war die Verwendung der satzinternen Großschreibung für „Hauptwörter“. Damit waren – abweichend von der heutigen eng gefassten Definition, die unter Hauptwörtern ausschließlich Substantive versteht – „wichtige“ Wörter (die meisten Substantive, zuweilen aber auch Verben und Adjektive) gemeint, die Luther zur Sinnerfassung durch Großschreibung hervorhob. Auch hierbei geht es um eine Lesehilfe für die Sinnerfassung. Die Großschreibung am Satzanfang war damals bereits üblich, Großschreibung im Satz wurde gelegentlich verwendet. Aber erst durch die Lutherbibel wurde sie geläufig und setzte sich im Lauf des 16. Jahrhunderts durch. Die satzinterne Großschreibung unterscheidet bis heute das Deutsche von anderen europäischen Sprachen. Dass alle Substantive – und nur sie – groß geschrieben werden, geht allerdings erst auf spätere Rechtschreibreformen zurück.
Luthers Sprechsprache war vom Elternhaus her das Ostmitteldeutsche; das Niederdeutsche war ihm von seinen Aufenthalten in Eisleben und Mansfeld her vertraut. In Wittenberg fand Luther bei seiner Ankunft eine Diglossie vor: Niederdeutsch (Elbostfälisch) in der einfachen Bevölkerung, Ostmitteldeutsch im Umkreis der kurfürstlichen Verwaltung und der Universität. Luthers Schreibsprache orientierte sich nach eigenem Bekunden an der Sächsischen Kanzlei, die süddeutsche Einflüsse aufgenommen hatte. Seine Bibel half dem Neuhochdeutschen bei der Durchsetzung in Norddeutschland – was eigentlich kein Anliegen Luthers war, im Gegenteil. Eine Gruppe um Luthers Mitarbeiter Johannes Bugenhagen übersetzte die gesamte Bibel ins Mittelniederdeutsche.

### Bereicherung des Wortschatzes
Luther hatte als Übersetzer Teil an einer Entwicklung des Frühneuhochdeutschen, bei der Worte der Alltagssprache, die vorher nur in Mittel- und Norddeutschland verwendet wurden, zu überregionaler Bekanntheit aufstiegen und sich gegen ihre süddeutschen Entsprechungen durchsetzten: Lippe (statt Lefze), Träne (statt Zähre), Ziege (statt Geiß), Topf (statt Hafen), Ufer (statt Gestade), Weinberg (statt Wingert), prahlen (statt geuden), pflügen (statt ackern), krank (statt siech). Seine Auswahlkriterien waren theologischer Natur, das heißt semantisch, kommunikativ und pragmatisch von der Religion her motiviert. Dies zeigen die Untersuchungen Oskar Reichmanns am Material des Frühneuhochdeutschen Wörterbuches und des Göttinger Bibelarchivs.

### Rezeption der Lutherbibel
Im Laufe der Jahrhunderte haben sich zahlreiche bekannte Persönlichkeiten mit Hochachtung über die sprachlich-literarische Leistung bei der Erstellung der Lutherbibel geäußert, darunter auch solche, die dem Luthertum oder auch dem christlichen Glauben insgesamt nicht zugeneigt waren. Zwei Beispiele mögen dies belegen:

„Wie Luther zu der Sprache gelangt ist, in der er seine Bibel übersetzte, ist mir bis auf diese Stunde unbegreiflich. Diese Schriftsprache gibt unserem politisch und religiös zerstückelten Deutschland eine literarische Einheit.“

„Das Meisterstück der deutschen Prosa ist deshalb billigerweise das Meisterstück ihres größten Predigers: die Bibel war bisher das beste deutsche Buch. Gegen Luthers Bibel gehalten ist fast alles übrige nur »Literatur« – ein Ding, das nicht in Deutschland gewachsen ist und darum auch nicht in deutsche Herzen hineinwuchs und -wächst: wie es die Bibel getan hat.“

## Von derBiblia Deudschzur „Lutherbibel 2017“

### Lutherbibeln bis zum 19. Jahrhundert

#### Mischbibeln im 16. Jahrhundert
Der Umfang des Apokryphen-Teils war in der Lutherbibel (wie auch bei vielen anderen protestantischen Bibelübersetzungen) im 16. Jahrhundert noch im Fluss. Die unter der Ägide Ulrich Zwinglis erstellte Froschauer–Bibel enthielt mehr Apokryphen als die Lutherbibel (3. Esra, 4. Esra und 3. Makkabäer); der Übersetzer war Leo Jud. Die 1534 in Augsburg von Heinrich Stayner gedruckte Bibel kombinierte im Alten Testament die historischen und poetischen Bücher der Lutherbibel mit den Prophetenbüchern und Apokryphen der Froschauer-Bibel und fügte noch den Laodizenerbrief hinzu. Der Buchdrucker Christian Egenolph druckte ebenfalls 1534 in Frankfurt am Main eine Lutherbibel, die im Apokryphen-Teil nur die Weisheit Salomos, Jesus Sirach und das 1. Buch der Makkabäer im Wortlaut der Lutherbibel enthielt, die übrigen Schriften aber mit der Bibel von Stayner teilte – inklusive den Laodizenerbrief. Der Frankfurter Hieronymus Feyerabend druckte 1569 eine Lutherbibel mit 3. und 4. Buch Esra in der Übersetzung von Johann Heyden.

##### Bibelgebrauch im Konfessionellen Zeitalter (1555 bis 1648)
Zum Autographensammeln in Bibeln: siehe Dresdner Reformatorenbibel.

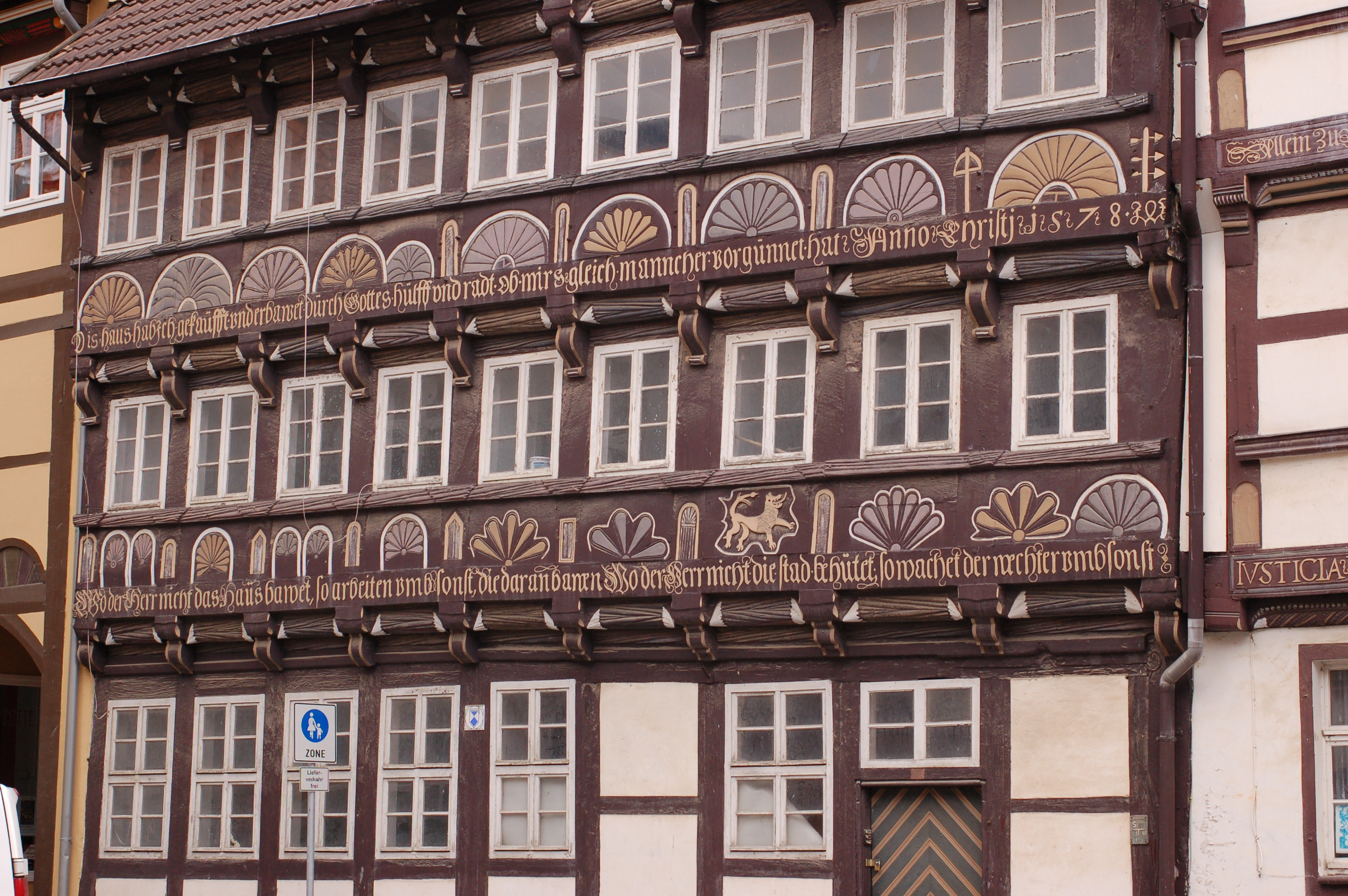
Psalm 127,1 am Balken eines Fachwerkhauses von 1578, Osterwieck

Als Konfessionelles Zeitalter wird die Zeit zwischen dem Augsburger Reichs- und Religionsfrieden (1555) bis zum Westfälischen Frieden (1648) bezeichnet.
In der frühen lutherischen Orthodoxie wurde die Bibel mit den Fragestellungen der Dogmatik gelesen. Durch häufigen Nachdruck konnten sich relativ viele Menschen nun eine eigene Bibel leisten. Man las die Bibel von vorn nach hinten durch; der Braunschweiger Amtmann Johann Camman z. B. 28-mal. Den Rekord diesbezüglich hielt der Jurist Benedikt Carpzov der Jüngere (53-mal). Ein Mann aus Wittenberg, der den kompletten Bibeltext auswendig rezitiert haben soll, erhielt ohne Theologie-Studium den Magister-Titel.
Barockmusiker machten Texte aus der Lutherbibel zur Grundlage ihrer Kompositionen. Ein Beispiel dafür sind die Psalmen Davids (1619) von Heinrich Schütz. Er interpretierte dabei Luthers Bibelprosa mit den Mitteln des italienischen Madrigals.
Durch das Herumtragen der Bibeln im Alltag konnten diese zu einer Art evangelische Reliquien werden. Bekannt ist etwa die Nürtinger Blutbibel, Eigentum eines 1634 von spanischen Soldaten ermordeten Pfarrers. Das Buch gelangte mit Blutflecken und Degenspuren 1787 in die Bibliothek des Herzogs Carl Eugen.

#### Die kursächsische Normbibel von 1581
Zur Weimarer Lutherbibel Herzog Ernsts des Frommen (1641): siehe Kurfürstenbibel.
Da Luther die Bibel immer wieder überarbeitete, waren von Anfang an verschiedene Textversionen in Umlauf. Nach Luthers Tod verständigten sich die lutherischen Landesherren darauf, einen kanonischen Bibeltext festzustellen auf Grundlage der letzten von Luther autorisierten Fassung von 1545 (und nicht der Notizen Georg Rörers von 1546). Der komplizierte Abgleich mehrerer Bibeldrucke ergab 1581 die kursächsische Normbibel; Kurbrandenburg, das Herzogtum Württemberg und Braunschweig schlossen sich an. Ein Frankfurter Drucker erweiterte 1581 den Text von 1 Joh 5,7–8 um das Comma Johanneum; eine Änderung, die in den folgenden Jahrzehnten in alle Lutherbibeln übernommen wurde, da es sich um einen willkommenen Schriftbeweis für die Trinität handelte.

##### Bibelgebrauch im Pietismus (~1650 bis ~1820)
Zur Brüdergemeine: siehe Herrnhuter Losungen.

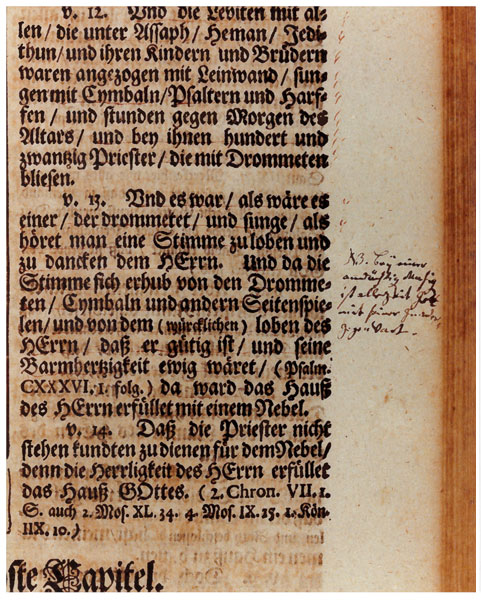
Bachs Randbemerkung zu 2 Chr 5,13: Bey einer andächtig Musig ist allezeit Gott mit seiner Gnaden=Gegenwart.

Die in der zweiten Hälfte des 17. Jahrhunderts entstandene und bis zum Ende ihrer Blütezeit im frühen 19. Jahrhundert im deutschen Protestantismus weit verbreitete pietistische Bewegung war von ihren Grundlagen her eine Bibellesebewegung; anstelle der üblichen Perikopen in der von lutherischer Orthodoxie geprägten Liturgie und Unterricht sollten biblische Schriften ganz gelesen werden (tota scriptura). Anleitungen, wie man sich zum Bibellesen richtig vorbereitet, waren die wichtigste Hilfestellung, die pietistische Autoren ihrer Lesergemeinde anboten. Die Vorreden Luthers verschwanden deshalb aus den Bibeln der Cansteinschen Bibelanstalt und wurden ersetzt durch Franckes „Kurzen Unterricht, wie man die Heilige Schrift zu seiner wahren Erbauung lesen solle“.
Bibeln des späten 17. und frühen 18. Jahrhunderts enthielten häufig Lesepläne (Calendarien), die dazu anleiteten, die Bibel im Lauf eines Jahres von vorn nach hinten ganz durchzulesen – täglich drei oder vier Kapitel. Ein recht kompliziertes System bot die Bibelausgabe von Abraham Calov, die „das güldne Psalter-Büchlein“ sowie die Sprüche Salomos mit der kursorischen Bibellese kombinierte, damit Psalmen und Sprüche sich durch häufige Wiederholung mehr einprägten. Calovs Ausgabe war darüber hinaus mit Kommentaren des Herausgebers versehen.
Auch Johann Sebastian Bach besaß eine solche Calov-Bibel; sie ist eines der wenigen Objekte aus seinem persönlichen Besitz, die bis heute erhalten geblieben sind. So wie Bach machten auch andere Bibelleser in ihrem Exemplar Eintragungen. Manche erinnern an „Geburts-, Heirats- und Sterbedaten, aber auch besondere Ereignisse wie Krankheit, Krieg oder Katastrophen.“
Schon Luther hatte zum Zweck der Leserlenkung zahlreiche Verse, die Kernstellen, im Druck hervorgehoben: ein Alleinstellungsmerkmal unter den deutschen Bibeln. In Halle übernahm man diese Besonderheit der Lutherbibel, aber man markierte jetzt andere Stellen und aus einem anderen Grund: zeitlos gültige Worte, die den Leser direkt ansprechen sollten.
Der Stuttgarter Hofprediger Johann Reinhard Hedinger veröffentlichte 1704 eine umstrittene Lutherbibel-Edition. Viele Jahre später kamen die von ihm im Bibeltext als Kernstellen markierten Verse zu großer Wirkung, da sie weitgehend in die Lutherbibel von 1912 übernommen wurden. Im Sinne des württembergischen Pietismus sind Kernstellen Bibelverse, „die in Gottes Heilsrat und in Herz und Gewissen besonders hell und kräftig hineinleuchten“. Der Kontext, in dem diese Sätze stehen, spielt keine große Rolle. Für die Lutherbibel 2017 hat man den Kernstellenbestand überarbeitet und reduziert; die pietistische Tradition, Verse aus dem Kontext auszugliedern und der unmittelbaren Rezeption anzubieten, wurde aber beibehalten.
Das „Bibelorakel“ war in verschiedenen pietistischen Gruppen verbreitet, und zahlreiche Selbstzeugnisse berichten darüber, wie Menschen bei Lebensfragen in der Bibel eine persönliche Offenbarung suchten:
- Däumeln: mit dem Daumen über den Buchblock streichen (eine von Philipp Jacob Spener gern genutzte Methode[99]),
- Nadeln: seitlich in den Buchblock hineinstechen,

um dann die Bibel absichtslos an der bezeichneten Stelle zu öffnen und zu lesen.

#### Die Bibeldrucke der Cansteinschen Bibelanstalt
Zu Beginn des 18. Jahrhunderts sah sich die Cansteinsche Bibelanstalt in Halle veranlasst, zunächst einmal den Text zu sichern und zu bereinigen, bevor sie ab 1714 durch den Druck im Stehsatzverfahren Bibeln in sehr großer Menge zu besonders günstigen Preisen unters Volk brachte. Man besorgte sich Originaldrucke aus Wittenberg, die zu Luthers Lebzeiten erschienen waren, und kollationierte daraus einen Mischtext, einen „Fleckerlteppich an Wortlauten und Begriffen unterschiedlicher Überlieferungsstufen Luthers“, der aber den Vorteil hatte, viele von den Druckern weitergeschleppte Textverderbnisse beseitigt zu haben, fast 100 % Luther-Wortlaut zu enthalten und außerdem möglichst urtexttreu zu übersetzen. Denn die Pietisten lasen die hebräischen und griechischen Texte und hatten mit einiger Nervosität entdeckt, dass Luther sich beim Übersetzen Freiheiten genommen hatte. Der pietistische Theologe August Hermann Francke (1663–1727) wünschte sich darüber eine offene Diskussion: 
„… so hoch ich auch die Version Lutheri … halte / dennoch dieselbige an vielen Orten mit dem Grund-Text nicht überein stimme / und gar sehr verbessert werden könne.“
Die Bibeln aus der Cansteinschen Bibelanstalt galten im 18. Jahrhundert als die besten.

##### Die Bibel als Hausbuch
Die Lutherbibel wurde auf dem Lande wie ein Möbelstück als Teil des Hofinventars behandelt. Sie war, neben dem Gesangbuch, bis weit ins 19. Jahrhundert die wichtigste Lektüre. Zum Lesen stand allerdings nur wenig freie Zeit zur Verfügung. „Lesen hieß […] intensive, immer wiederholte Durchsicht […] von Texten, mit denen man seit der Schulzeit vertraut war, die man sich akustisch wie optisch längst eingeprägt hatte, […] war Wiedererkennen im psychisch stabilisierenden Nachvollzug.“

##### Die Bibel als Schulbuch
Das Schulbuch in lutherischen Territorien war traditionell nicht die Bibel, sondern der Kleine Katechismus, plus ein Pensum Bibelsprüche zum Memorieren. Preußen versuchte 1763 im Generallandschulreglement das Niveau des Unterrichts zu heben, auch durch verbindliche Schulbücher, unter anderem: „das Neue Testament, die Gebets-Uebung genannt [d. h. ein NT mit eingeschobenen Gebeten], … hienächst die Hällische [d. h. Cansteinsche] oder Berlinische Bibel“ (§ 20). Wichtig war, „daß ein jedes Kind sein eigenes Buch habe“; sollten die Eltern arm sein, wurden die Bücher von der Schule gestellt, durften aber nicht nach Hause genommen werden (§ 21). Die „fertigen Lese-Kinder“ sollten in einer Schulstunde täglich reihum aus der Bibel vorlesen (§ 19), die jüngeren Schüler übten unterdessen in einer Fibel das Buchstabieren. Allerdings war der Schulbesuch vielerorts sporadisch, die Analphabetenquote deshalb hoch.

### Lutherbibeln vom 19. Jahrhundert bis zur Revision von 1912
Anfang des 19. Jahrhunderts waren 14 verschiedene Versionen der Lutherbibel im Umlauf, da diese von verschiedenen Bibelgesellschaften gedruckt wurden. Die Frankfurter Bibelgesellschaft z. B. veröffentlichte 1819 eine von Johann Friedrich von Meyer erarbeitete, anhand der damaligen Urtexte korrigierte Version. Der Hamburger Hauptpastor Carl Mönckeberg (1807–1886) setzte sich 1855 aufgrund der hohen Anzahl an Ausgaben für eine einheitliche und sprachlich modernisierte Textfassung ein.

#### Schulbibeln
Das Pensum auswendig zu lernender Bibelverse war im 19. Jahrhundert unterschiedlich: in Sachsen 150, in Preußen 180, in Württemberg 689.
Unter dem Einfluss der Erweckungsbewegung gab es ab etwa 1830 Bestrebungen, die Bibel auch thematisch im Unterricht zu verwenden, trotz ihrer nicht kindgerechten Sprache und mitunter nicht kindgerechten Inhalte. Da in einem heiligen Buch nicht Teile als unwichtig erscheinen durften, verbot Preußen mehrfach den Gebrauch von Auswahlbibeln und blieb damit seinem neoorthodox-pietistischen Bibelverständnis treu. Die Bremer Bibelgesellschaft entwickelte eine Lutherbibel unter Auslassung „anstößiger“ Stellen (d. h. das Buch wurde desexualisiert und dejudaisiert). Nach anfänglichen Bedenken wurde die Bremer Schulbibel 1895 in Bremen eingeführt, 1897 in Hamburg, 1900 in Lübeck. Württemberg zog 1901 mit einem Biblischen Lesebuch nach.

#### Traubibeln
Um 1870, in Württemberg früher, breitete sich in der Pastorenschaft die Idee aus, jedem Brautpaar seitens der Kirchengemeinde eine besondere Bibel zu schenken, die den Vordruck für eine Familienchronik enthielt. (Das macht diese Bücher zu einer genealogischen Quelle.) „Die wohlfeilsten Ausgaben dieser ‚Traubibeln‘ in gutem Lederband mit vergoldetem Kreuz und Kelch kosten in Mittel-Oktav 20 Sgr.“

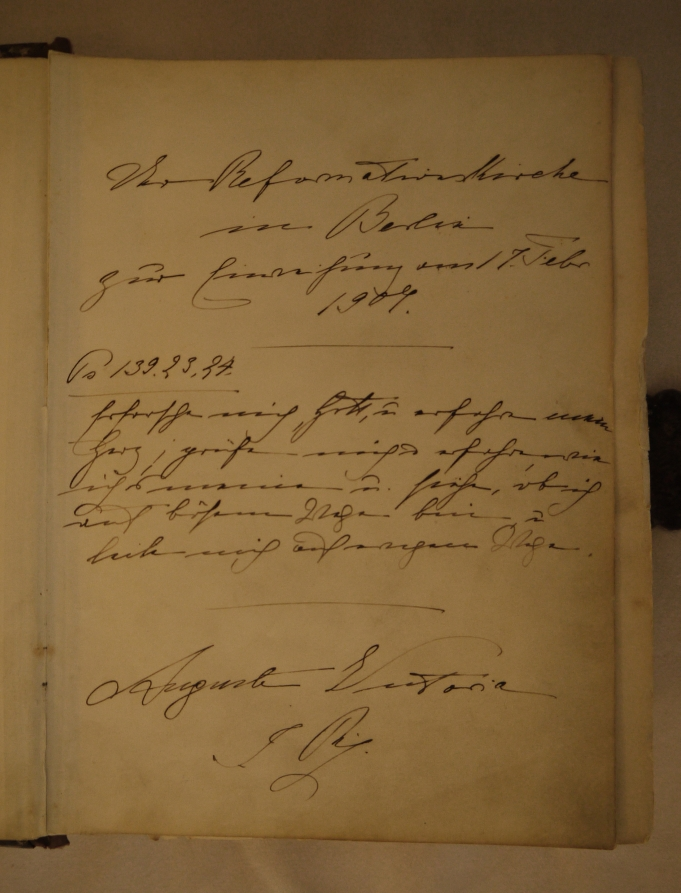
Altarbibel mit Widmung der Kaiserin Auguste Viktoria. Der Text lautet: „Der Reformationskirche in Berlin zur Einweihung am 17. Feb. 1907. Ps. 139,23.24: Erforsche mich, Gott, u. erfahre mein Herz; prüfe mich u. erfahre, wie ich's meine u. siehe, ob ich auf bösem Wege bin, u. leite mich auf ewigem Wege. Auguste Victoria I. Reg. [Imperatrix Regina = Kaiserin]“

#### Altarbibeln
Im 19. Jahrhundert wurden Bibellesungen im Gottesdienst vom Altar aus vorgetragen, als feierlicher Gesang, später meist gesprochen. Dass die offene Bibel dauerhaft mitten auf dem Altar ihren Platz hatte, wurde von Wilhelm Löhe um 1860 als beliebte, doch zum Lesen unpraktische Neuerung eingestuft. Kaiserin Auguste Viktoria schenkte neu gegründeten Gemeinden zur Kirchweihe ein von ihr signiertes, wertvolles Exemplar. Vielerorts liegen diese sogenannten Auguste-Viktoria-Bibeln bis heute auf dem Altar, obwohl daraus nur noch selten gelesen wird.

#### Der alte Luthertext bei Thomas Mann
Thomas Mann war im konfessionellen Luthertum sozialisiert worden, worauf er sich auch immer wieder bezogen hat. In dem vierbändigen Romanwerk Joseph und seine Brüder (1926–1943) benutzte er „zurückhaltend, aber unüberhörbar“ Luthers Bibelprosa. Außerdem werden Bibelverse an markanten Stellen im Wortlaut zitiert; die Lutherbibel „fungiert für die Selbsterläuterung des Textes als maßgeblicher Subtext“; dies freilich von einem humoristischen Erzählerstandpunkt aus. Als Quelle diente Mann nicht der revidierte Text von 1912, sondern eine ältere Textfassung, außerdem ein Reprint der Biblia Deudsch; diesen archaischen Klang der Lutherbibel brachte er in Beziehung zu der Verdeutschung der Schrift (Buber/Rosenzweig) sowie zu moderner Bibelwissenschaft und Ägyptologie.

#### Die Lutherbibel bei täuferischen Gemeinschaften in Nordamerika
Die Glaubensgemeinschaft der Amischen ist bilingual: neben Englisch wird Pennsylvania Dutch gesprochen. Als Heilige Schrift lesen die Amischen aber privat und im Gottesdienst traditionell die Lutherbibel in einer Textgestalt des 19. Jahrhunderts. Die von den Amischen im Selbstverlag nachgedruckten Bibeln enthalten die Apokryphen; ein Gebet aus dem apokryphen Buch Tobias (Tobit 8,1–8 ) wird bei amischen Hochzeiten gesprochen. Das Lutherdeutsch hat hier den Status einer heiligen Sprache, es wird zwar gelesen, aber nicht aktiv verwendet. Viele Schulen der Amischen bieten deutsche Sprachkurse an mit besonderem Augenmerk auf der Grammatik und dem Wortschatz Luthers. Das gleiche gilt für Old Order Mennonites.
Die Hutterer gebrauchen neben der Froschauer-Bibel ebenfalls die Lutherbibel.

#### Die ersten tiefgreifenden Revisionen der Lutherbibel
Die Textfassung und Grammatik der Lutherbibel hatten sich im Gegensatz zu der sich entwickelnden deutschen Sprache seit dem 16. Jahrhundert kaum verändert. Trotzdem hatte sich das Problem der in Details voneinander abweichenden Ausgaben der verschiedenen Bibelgesellschaften allmählich verschärft, und auch Druckfehler waren keine Seltenheit; daher entschied man sich, die Lutherbibel zu revidieren. Mitte des 19. Jahrhunderts vereinbarten die Bibelgesellschaften, eine verbindliche Textfassung der Lutherbibel zu schaffen. 1858 schlugen sie vor,
- Luthers Satzbau beizubehalten,
- seine Rechtschreibung vorsichtig zu modernisieren,
- veraltete Wörter in einem Glossar zu erklären und
- bei den Stellen, die Luther eindeutig falsch übersetzt hatte, in Perlschrift die korrekte Übersetzung unter Luthers Text zu setzen.[118]

Die Eisenacher Konferenz der Kirchenleitungen beschloss 1863, diese Bibelrevision finanziell zu unterstützen, die Durchführung aber den Bibelgesellschaften zu überlassen, d. h. auf die Inhalte keinen Einfluss zu nehmen.
Lutherbibel von 1883
1867 erschien der Probedruck des revidierten Neuen Testaments und nach fast einstimmiger Zustimmung der Eisenacher Konferenz 1868 wurden weitere Bearbeitungen am Text gebilligt. 1870 war die Revision des Neuen Testaments abgeschlossen. 1883 erschien dann in Halle zum 400. Geburtstag Luthers die vollständige „Probebibel“. De facto war sie Ergebnis einer Kooperation von Fachleuten aus Halle und Stuttgart: die überarbeitete Bibelausgabe der Cansteinschen Bibelanstalt, ergänzt um die vielen Kernstellen der Württembergischen Bibelgesellschaft. Die Reaktionen auf die Lutherbibel von 1883 waren allgemein positiv. Doch sie sollte nicht das Endprodukt der Revisionsarbeit sein, und sprachlich lag sie noch dem veralteten Luther-Wortlaut näher als dem damals aktuellen Deutsch. Außerdem wurde bei der Revision vorsichtig vorgegangen und nur wenige Textstellen wurden nach den kritischen Ausgaben des griechischen Neuen Testaments revidiert. Grund dafür war wohl die Tatsache, dass es sich um die erste offizielle textkritische Version der Lutherbibel handelte.
Lutherbibel von 1892
1890 stand dann der endgültige Text fest, und 1892 wurden die letzten Nachbearbeitungen abgeschlossen. Auch an den Apokryphen wurde gearbeitet. Das Ergebnis war die erste „kirchenamtliche“ Revision der Lutherbibel, die nun in sprachlich und auch textkritisch überarbeiteter Form vorlag. Als Urtext lag ihr zwar immer noch größtenteils der traditionelle Textus receptus zugrunde, doch war die Überarbeitung im Vergleich zu früheren Revisionen deutlich tiefgreifender. Die Ausgabe von 1892 war somit die erste einheitliche Revision der Lutherbibel und das Produkt eines halben Jahrhunderts Revisonsarbeit und Erfahrung an der Lutherbibel.

### Lutherbibel von 1912
Die Lutherbibel von 1892 bot zwar eine modernisierte Textfassung an, doch zwanzig Jahre später sah man es dennoch als notwendig an, eine weitere revidierte Version zu veröffentlichen. Im Auftrag der Evangelischen Kirchenkonferenz folgte 1912 die „zweite kirchenamtliche Revision“ der Lutherbibel, die sich indes hauptsächlich auf eine sprachliche Modernisierung beschränkte. Neue Erkenntnisse der Bibelwissenschaft und der biblischen Grundtextforschung fanden kaum Berücksichtigung. Im Dezember 1912 erschien das neu revidierte Neue Testament und 1913 die Gesamtausgabe. Die Apokryphen wurden ebenfalls bearbeitet. Aufgrund der folgenden politischen Entwicklungen in Deutschland kam es zu keinen weiteren Revisionen der Lutherbibel bis zur Nachkriegszeit. Obwohl Wünsche nach einer deutlicheren Modernisierung laut wurden, gelangten entsprechende Planungen in der Kriegs- und Zwischenkriegszeit nicht zur Durchführung.
Gescheiterte Revisionsversuche (1921–1938) und die Probefassung des Neuen Testaments von 1938
Es gab ab 1921 neue Pläne für eine zeitgemäße Erneuerung der Luthersprache, da die vorherigen zahlreichen Revisionen teils zu sprachlichen Abweichungen von der eigentlichen Biblia Deudsch von 1545 geführt hatten. Ziel war es, wieder mehr Nähe zu Luthers Werk zu erlangen, ohne dabei vom zeitgemäßen Sprachgebrauch abzuweichen. 1928 begann man mit der Erarbeitung des Textes unter besonderer Berücksichtigung der Lutherbibel von 1545. Neu für die Lutherbibel war der gewählte Urtext des Neuen Testaments. Zum ersten Mal griff man ausschließlich zu einer textkritischen Ausgabe des griechischen NT, nämlich Nestles 13. Edition des NT Graece von 1927. Die politische Lage im Dritten Reich sorgte jedoch für starke Verzögerungen durch die Verwaltung der evangelischen Kirchenleitung, weswegen erst am Reformationstag 1937 ein Neues Testament mit Psalter vorgestellt werden konnte. Dieses Probetestament von 1938 stieß auf viel Kritik, und die Arbeiten an einer Revision gingen kriegsbedingt unter erschwerten Bedingungen weiter. In nur 50 Exemplaren für den internen Gebrauch der Kommission wurde 1949 ein neues Probetestament gedruckt, verantwortet von den letzten drei Kommissionsmitgliedern: Georg Burghart, Gerhard Kittel und Gustav Groß. Darin findet sich – unkommentiert – eine Textänderung in Mt 28,19–20 : „Darum gehet hin und machet zu Jüngern alle Völker, indem ihr sie tauft auf den Namen des Vaters und des Sohnes und des Heiligen Geistes und sie halten lehret alles, was ich euch befohlen habe.“ Der bisherige Text der Lutherbibel (1545 bis 1912) lautete: „lehret alle Völker“ und enthielt damit den Gedanken der christlichen Weltmission weniger deutlich. Die Übersetzung des transitiven Verbs altgriechisch μαθητεύω mathēteúō mit „zum Jünger machen“ war damals unter Neutestamentlern weitgehend Konsens.
Das eklektische Neue Testament der Deutschen Christen: Die Botschaft Gottes von 1940
Am 6. Mai 1939 gründete die nationalsozialistische Gruppierung „Deutsche Christen“ auf der Wartburg in Eisenach das Institut zur Erforschung und Beseitigung des jüdischen Einflusses auf das deutsche kirchliche Leben („Entjudaisierungsinstitut“), das sich unter anderem mit der „Entjudung“ der Bibel und der evangelisch-theologischen Ausbildung befasste. Der Direktor des Instituts war Walter Grundmann. Unter seiner Leitung wurde ein eklektisches, entjudaisiertes Neues Testament erarbeitet, das sich sprachlich an die Lutherbibel anlehnte. Das Projekt kam infolge des Zweiten Weltkriegs zum Stillstand.
Die Lutherbibel blieb somit bis 1956 unverändert in ihrer Gestalt von 1912.

#### Lutherbibeln nach Kriegsende 1945
Wegen des Papiermangels unmittelbar nach dem Ende des Zweiten Weltkriegs waren die druckenden Bibelgesellschaften auf Spenden von Papier aus Amerika angewiesen, zu jener Zeit noch „mit der Auflage, dass davon nur Bibeln ohne Anmerkungen und ohne Apokryphen gedruckt werden durften“. Dies entsprach den damaligen Grundsätzen der British and Foreign Bible Society.

#### Die Lutherbibel von 1912 im 21. Jahrhundert
Die Lutherbibel ist in älterer Textgestalt, darunter in der Revision von 1912, nicht mehr durch das Urheberrecht geschützt und kann daher im originalen Text oder mit einer veränderten Textform nachgedruckt oder in anderer Form weiterverbreitet werden, ohne dass eine Genehmigung erforderlich ist. Der Text dieser Ausgaben wird weiterhin nachgedruckt, z. B. in illustrierten Editionen. Verschiedene Internetportale bieten den Text zum Download an, auch für das Smartphone gibt es Apps. Offiziell war die LB 1912 noch im Jahr 2000 in der Neuapostolischen Kirche in Gebrauch. Viele russlanddeutsche Protestanten benutzen ebenfalls noch diese Ausgabe. Der Verlag La Buona Novella Inc. Bible Publishing House gab 1998 und 2009, 2016 und 2017 überarbeitete Ausgaben heraus, die den Textus receptus als Textgrundlage haben. Die Ausgabe von 2017 wird unter dem Namen Luther21 vertrieben. Der Internationale Gideonbund verteilte früher die Lutherbibel mit dem Text von 1984, dann zeitweise Luther21 und seit 2019 eine Ausgabe des Neuen Testaments und der Psalmen auf Grundlage der Lutherbibel 1912, die von Personen aus dem Bibelseminar Bonn überarbeitet wurde.

### Lutherbibel von 1956 (NT) bzw. 1964 (AT)
Das Novum Testamentum Graece als wissenschaftliche Textausgabe ist die Grundlage der wichtigen modernen Bibelübersetzungen weltweit und liegt auch allen Revisionsstufen der Lutherbibel nach 1912 zugrunde. 1952 kam eine Kommission unter Vorsitz von Hermann Strathmann zusammen, die die Revisionsarbeit am Neuen Testament abschließen sollte und das Probetestament von 1949 vorliegen hatte. In dieser Kommission kam es zu Kontroversen, die den Erfolg des Projekts in Frage stellten. Jörg Lauster urteilt, dass Otto Dibelius die Revision „offensichtlich nur durch einen Putsch retten“ konnte: Er schloss die entschiedensten Modernisierer und Konservativen aus und übernahm den Vorsitz selbst. Die synoptischen Evangelien und die Apostelgeschichte wurden von Erich Eichele und Walter Zimmermann revidiert; sie übernahmen Mt 28,19–20  in der Fassung von 1949 („machet zu Jüngern“), und diese im Raum des Luthertums neue Textfassung wurde in den Folgejahren in Taufagenden, Katechismen usw. übernommen.
1956 wurde die Revision des Neuen Testaments abgeschlossen, das Alte Testament blieb identisch mit der Ausgabe von 1912/13. 1964 folgte die Revision des Alten Testaments. 1970 wurde die (sprachliche, nicht inhaltliche) Überarbeitung der Apokryphen abgeschlossen.
In den Revisionen nach 1912 gerieten besonders im Alten Testament klare Fehlübersetzungen Luthers in den Blick, die seiner mangelnden Kenntnis der antiken und altorientalischen Welt zuzuschreiben waren. Beispiel:

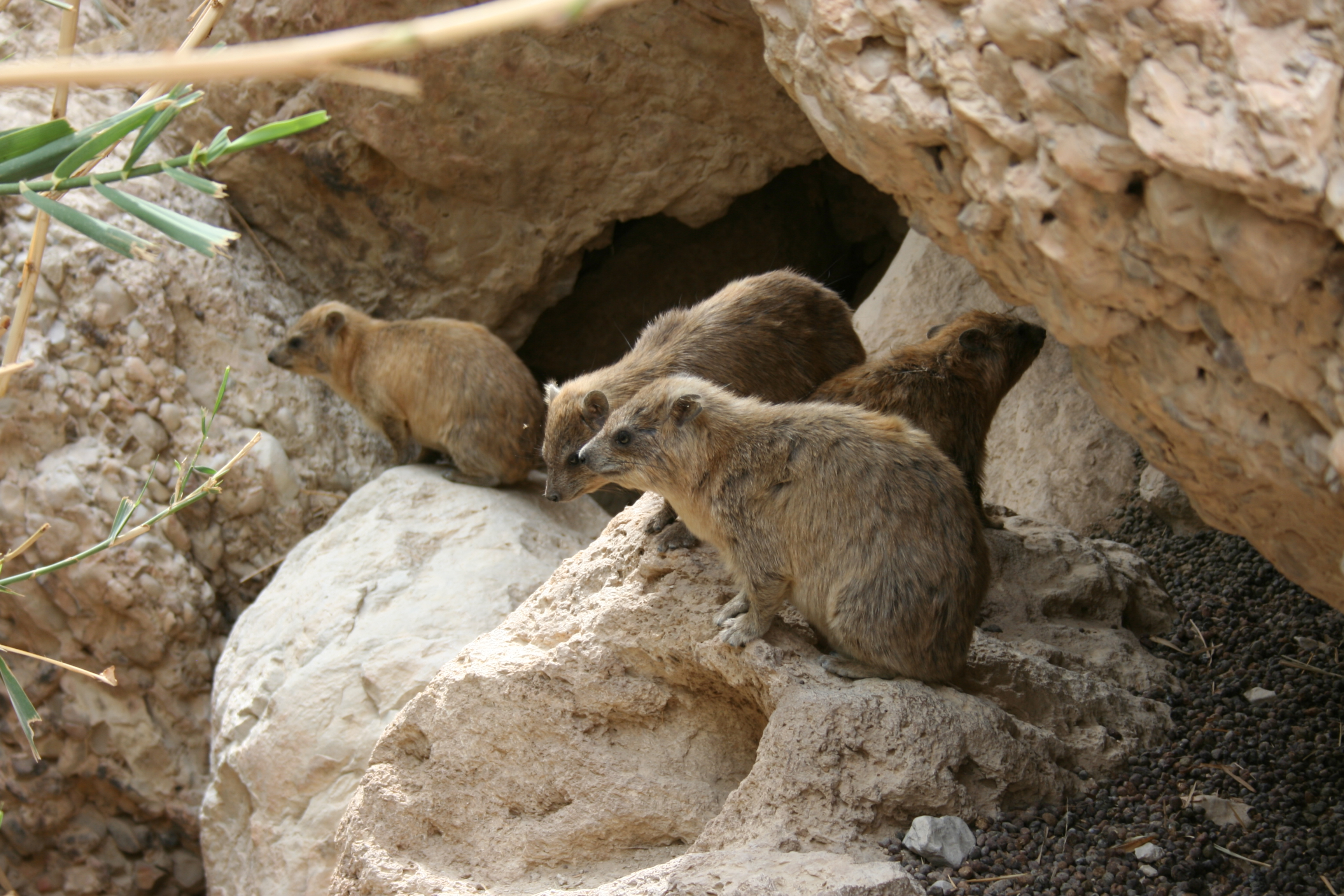
Keine Kaninchen: Klippdachse in En Gedi, Israel. Im Gegensatz zur King-James-Bibel („conies“) wurde die Lutherbibel dem wachsenden Verständnis für die biblische Fauna angepasst.

Psalm 104, 18 הרים הגבהים ליעלים סלעים מחסה לשפנים׃
LB 1545 Die hohen Berge sind der Gemsen zuflucht / Vnd die Steinklufft der Kaninchen.
LB 1912 Die hohen Berge sind der Gemsen Zuflucht, und die Steinklüfte der Kaninchen.

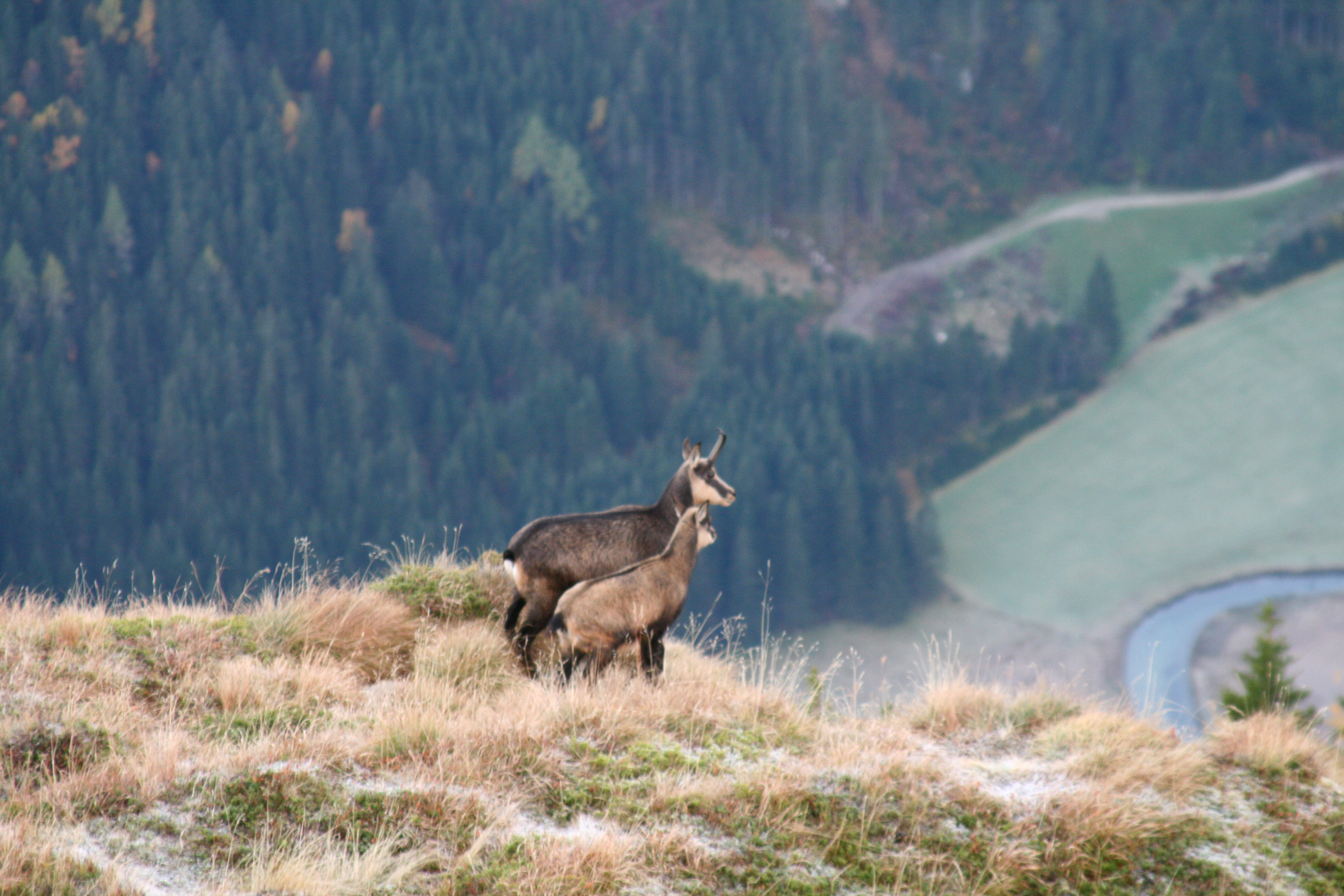
Wegen der Stimmigkeit des poetischen Bildes wurden Luthers Gämsen in Hiob 39,1–4 nicht zu Steinböcken. (Foto: Gämse mit Jungtier in den Niederen Tauern, Österreich)

LB 1964 Die hohen Berge geben dem Steinbock Zuflucht und die Felsklüfte dem Klippdachs.

### Lutherbibel von 1975
Bei der Revision von 1975 galt der Grundsatz, dass Formulierungen, die für einen durchschnittlichen Bibelleser nicht verständlich waren, geändert werden müssten. So wurde das geflügelte Wort „sein Licht nicht unter den Scheffel stellen“ (Matthäus 5,15) getilgt, da der Scheffel als Getreidemaß heute unbekannt ist. Stattdessen hieß es nun „Eimer“, was der Erstauflage der 1975er-Übersetzung den Namen „Eimertestament“ eintrug. „Das Schicksal dieses Versuchs war in der Öffentlichkeit besiegelt.“ Diese Kritik an einer unglücklichen Einzelübersetzung trifft allerdings nicht die Eigenart der 1975er-Bibel.
Nach der These von Fritz Tschirch, der als Germanist die Revisionsarbeit prägte, war der besondere Satzbau der Lutherbibel schon von Luther selbst modernisiert worden und also nicht unantastbar; die Satzkonstruktionen sollten bei der Revision konsequent der gehobenen, lebendigen Gegenwartssprache angepasst werden. Die Durchführung dieses Programms griff tiefer in den Text ein als jede bisherige Revision, zumal auch bekannte Bibeltexte auf diese Weise eine Modernisierung erlebten. Das Ergebnis war die „kommunikativste Lutherbibel seit 1545“. Aber sie überzeugte weder als Klassiker der deutschen Literatur noch als Bibel in modernem Deutsch. Schon 1977 beschloss der Rat der EKD die Rücknahme von etwa 120 radikalen Textveränderungen.
Psalm 94,1
Im Psalm 94 wurde bei der Revision 1975 das biblische Motiv des „zornigen Gottes“ abgeschwächt:
BHS: אֵל־נְקָמֹ֥ות יְהוָ֑ה אֵ֖ל נְקָמֹ֣ות הֹופִֽיַע׃
LB 1545 bis 1956/64 HERR Gott des die Rache ist / Gott / des die Rache ist / erscheine
LB 1975 bis 1984 HERR, du Gott der Vergeltung, du Gott der Vergeltung, erscheine!
LB 2017 HERR, du Gott, des die Rache ist, du Gott, des die Rache ist, erscheine!
Für hebräisch נְקָמָה nəqāmāh bietet Gesenius die Übersetzungen „Rache, Vergeltung“ an. Mit dem Motiv Mehr Luther, einer Rücknahme „unnötiger“ sprachlicher Modernisierungen, wurde diese Änderung in der Revision von 2017 zurückgenommen.
Judas 1,4b
Eine für die Christologie wichtige Textänderung findet sich im Judasbrief:
NT Graece: ἀσεβεῖς, τὴν τοῦ θεοῦ ἡμῶν χάριτα μετατιθέντες εἰς ἀσέλγειαν καὶ τὸν μόνον δεσπότην καὶ κύριον ἡμῶν Ἰησοῦν Χριστὸν ἀρνούμενοι.
LB 1545 bis 1956/64 Die sind Gottlose, ziehen die Gnade unsers Gottes auf Mutwillen und verleugnen Gott und unsern Herrn Jesus Christus, den einigen Herrscher.
LB 1975 Gottlose sind sie, missbrauchen die Gnade unseres Gottes für ihre Ausschweifung und verleugnen unsern alleinigen Herrscher und Herrn Jesus Christus.

### Lutherbibel von 1984
Mit der Revision des Neuen Testaments 1981 bis 1984 wurde ein Team von evangelischen Theologen und Sprachwissenschaftlern beauftragt; der katholische Neutestamentler Rudolf Schnackenburg wirkte beratend mit. Den Vorsitz der Kommission hatte Oberkirchenrat Ernst Lippold inne, Abteilungsleiter für Verkündigung, kirchliche Dienste und Werke im Kirchenamt der EKD. „Grob gerechnet sind 1984 von 10 Änderungen, die 1975 in den Text eingetragen wurden, etwa 6 der Sache nach zurückgenommen, 4 in der einen oder andren Form akzeptiert worden.“
Die Mitarbeiter der 1984er-Revision entdeckten den rhetorisch wirkungsvollen Satzbau Luthers als besondere Übersetzungsleistung. Die 1975er-Revision hatte viele längere Sätze Luthers in zwei oder drei kürzere Sätze umgewandelt, aber der Inhalt wurde dadurch nicht besser verständlich. Die Inkonsequenz der 1984er-Revision war zugleich ihre Stärke: Der Wortlaut bekannter Texte wurde nicht angerührt, aber an vielen anderen Stellen verabschiedete man sich rigoros vom Luthertext.
Die Lutherbibel von 1984 stammt aus einer Zeit, in der viele evangelische Gemeinden Gottesdienste in neuer Form feierten. Es gab damals den Wunsch, bei den Einsetzungsworten nicht den Mischtext der liturgischen Bücher zu verwenden, sondern direkt mit der aufgeschlagenen Bibel das Abendmahl feiern zu können. Aber damit der Text auch vertraut klang, erhielt 1 Kor 11,24 einen Wortlaut, der sich ausschließlich auf die alte koptische Übersetzung stützen konnte:
1 Korinther 11,24b
NT Graece: τοῦτό μού ἐστιν τὸ σῶμα τὸ ὑπὲρ ὑμῶν·
LB 1545 bis 1956 (nach dem Textus Receptus) Das ist mein Leib / der für euch gebrochen wird.
LB 1984 Das ist mein Leib, der für euch gegeben wird.
LB 2017 (nach dem NT Graece): Das ist mein Leib für euch.
Das re-revidierte Neue Testament wurde 1984 zum Gebrauch angenommen, war erfolgreich und beendete die langjährige Krise um die Bibelrevision. Die Textgestalt des Alten Testaments in der Lutherbibel von 1984 entsprach (mit kleinen Korrekturen 1975) dem Forschungsstand von 1964.
Bei der Revision von 1984 wurde der Text an manchen Stellen aus inhaltlichen Gründen geändert. Kritiker sahen darin einen Einfluss liberaler Theologie. In der LB 1984 wurde zum ersten Mal berücksichtigt, dass Frauen sich beim Lesen des traditionellen Luthertextes nicht als Adressatinnen des Bibelworts angesprochen fühlen konnten. Ein Beispiel:
1. Korinther 16,13
NT Graece: Γρηγορεῖτε, στήκετε ἐν τῇ πίστει, ἀνδρίζεσθε, κραταιοῦσθε.
LB 1545 Wachet, stehet im glauben, seyd männlich, und seyd stark!
LB 1984 bis 2017 Wachet, steht im Glauben, seid mutig und seid stark!
Das Wörterbuch von Bauer/Aland bietet für altgriechisch ἀνδρίζομαι andrízomai die Übersetzung: „sich mannhaft zeigen“. Daher muss „seid mutig“ als freie Übersetzung bezeichnet werden. Von der Bedeutung der Textaussage kann aber durchaus ein „mutiges“ Handeln gemeint sein, so wie es auch kommunikativ übersetzt wurde und in der Theologie behandelt wird. Leser, die philologisch genaue Übersetzungen bevorzugen, kritisieren jedoch diese Wortwahl. (Diese Textstelle blieb in der Revision von 2017, die sich mit Fragen geschlechtsneutraler Übersetzung intensiver befasste, unverändert.)

#### Schreibung biblischer Namen
Anlässlich der 1984er-Revision wurde auch die Schreibung biblischer Namen neu geregelt. Die 1975er-Revision hatte die ökumenische Schreibung biblischer Eigennamen übernommen; die 1984er-Lutherbibel bot bei vielen Namen wieder die traditionelle Form: Nazareth statt Nazaret, Kapernaum statt Kafarnaum, Hesekiel statt Ezechiel, Hiob statt Ijob.

#### Nachrevision von 1999
1999 wurden anlässlich der Umstellung auf die neue Rechtschreibung kleinere Veränderungen an der Lutherbibel vorgenommen. Die wichtigste ist die weitgehende Ersetzung von „Weib“ durch „Frau“ nach dem Vorbild der evangelischen Agenden. Außerdem wurde bei den Landkarten die Bezeichnung „Palästina“ durch „Das Land der Bibel“ ersetzt.

### Lutherbibel von 2017

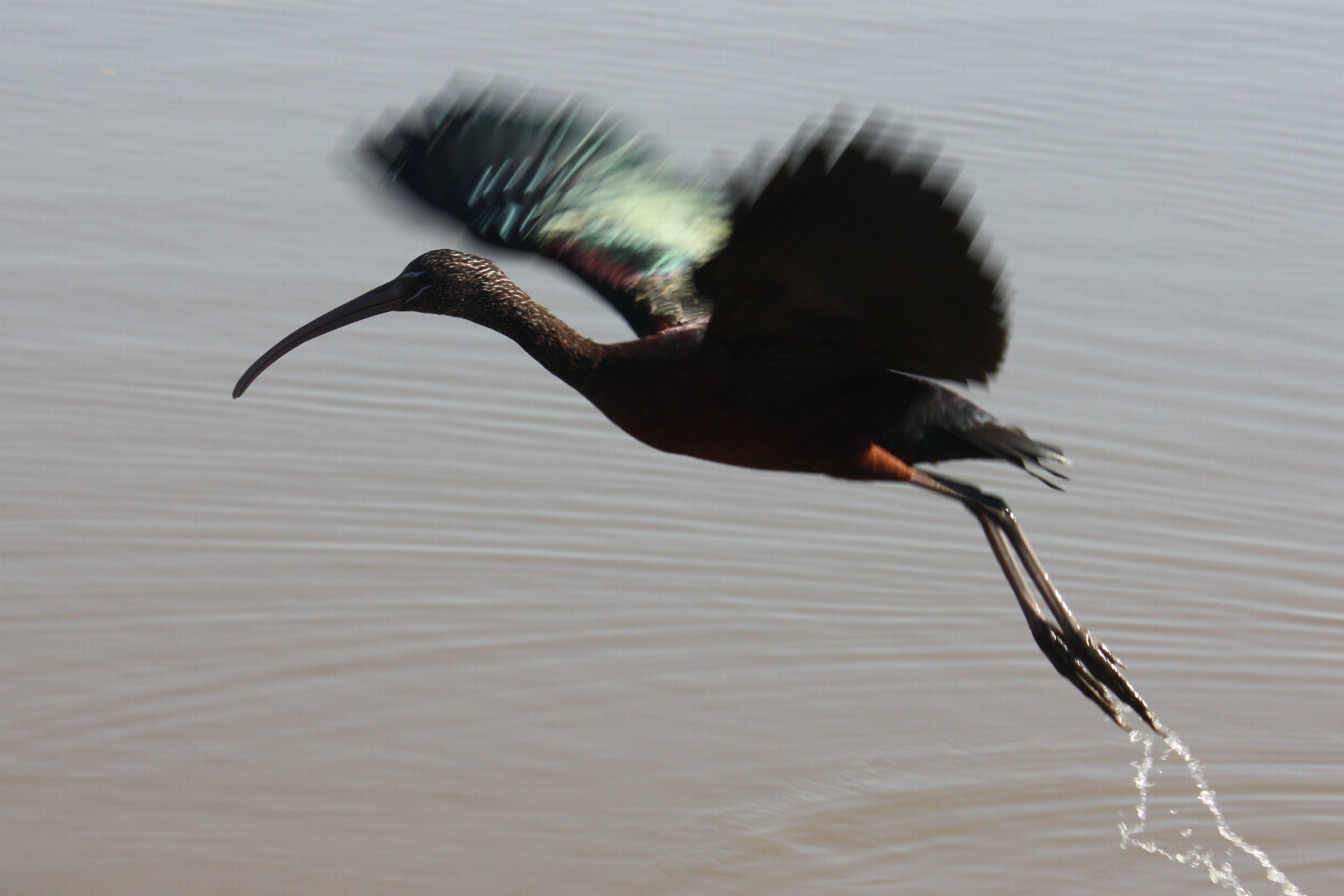
2017 neu in der Lutherbibel: der Ibis. Das Buch Hiob hat ein reiches Vokabular, das Luthers Team große Schwierigkeiten bereitete. Heute lassen sich manche Vokabeln durch den Blick auf benachbarte Kulturen klären, in diesem Fall Ägypten.

Was 2010 als „Durchsicht“ begonnen wurde, entwickelte sich zu einer kompletten Revision. So entstand erstmals seit 1912 im Auftrag der EKD eine einheitliche Revision der Lutherbibel nach einheitlichen Kriterien. Vorrangig sollte die Übersetzung an den Urtexten überprüft werden. Gleichzeitig sollte verhindert werden, dass radikale Änderungen vorgenommen werden, wie bei der Zürcher Bibel 2006. Darum wurde vorgegeben, „das besondere Profil dieser Theologie und Kirche, Frömmigkeit und Kultur prägenden Verdeutschung zu wahren“. Im Verlauf der Arbeit zeigte sich, dass der Zustand des Textes schlechter war als gedacht: viele zwischen 1964 und 1984 vorgenommene Änderungen waren nicht an den Urtexten überprüft worden. Das gewählte, konservative Verfahren verhinderte in den meisten Fällen zufällige und wechselnde Mehrheiten und verhinderte weitergehende Änderungswünsche.
- Etwa 50 Exegeten prüften jeweils eine Schrift bzw. Schriftengruppe der LB 1984 versweise.
- In einem von sechs Exegeten-Teams, jeweils für eine Schriftengruppe (entsprechend den sechs Teilen der ersten Gesamtausgabe von 1534), wurden Änderungsvorschläge diskutiert und weiterentwickelt.
- Der Rat der EKD, welcher über den Fortgang der Arbeit informiert wurde, setzte einen Lenkungsausschuss ein, um über die Änderungsvorschläge zu entscheiden. Dieser sollte die Einheitlichkeit und den vertrauten Klang der Lutherbibel gewährleisten. Durchgängig verglichen wurden die Übersetzungsentscheidungen der reformierten Zürcher Bibel 2006 und der katholischen Einheitsübersetzung. Als Wissenschaftler gehörten zur Endredaktion: Martin Karrer (Neues Testament), Christoph Levin (Altes Testament), Martin Rösel (Apokryphen), Corinna Dahlgrün (Liturgik), Werner Röcke (Germanistik). Von der EKD wurden entsandt: Johannes Friedrich, Gerrit Noltensmeier, Thies Gundlach. Die Deutsche Bibelgesellschaft war vertreten durch Hannelore Jahr und Annette Graeber.

#### Aufwertung der Apokryphen
Die wichtigste Aufgabe war die Etablierung eines verlässlichen Grundtextes der Apokryphen des Alten Testaments. Bis 1970 lagen noch die nach heutigen Maßstäben schlechten, teilweise gar nicht mehr genau identifizierbaren Vulgata- und Septuaginta-Editionen des 16. Jahrhunderts der Übersetzung zugrunde. Das hatte auch zu einer von der EÜ abweichenden Kapitel- und Verszählung geführt. Damit standen die LB-Apokryphen wissenschaftlich und ökumenisch im Abseits. Dies wurde mit der LB 2017 beendet. Die Bücher Judit, Tobias, Jesus Sirach, 1. Makkabäer, „Stücke zu Ester“ und das Gebet Manasses wurden neu aus den wissenschaftlichen Septuaginta-Editionen übersetzt. Eine dem Lutherdeutsch angenäherte Sprache sollte gewährleisten, dass die Apokryphen stilistisch zum Rest der Bibel passen. Insgesamt weicht die Revision 2017 in etwa 44 % der Verse von der 1984er-Version ab; die meisten Änderungen finden sich in den Apokryphen.

#### Mehr Luther
„Im 16. Jahrhundert war Luthers Sprache modern. Heute ist sie außeralltäglich. Sie trifft einen Nerv von Religion, wenn Religion die Begegnung mit dem Außeralltäglichen meint. Viele Leserinnen und Leser … sind gerade von diesem außeralltäglichen Sprachklang beeindruckt. Das bedeutet freilich, dass wir, um Luther insgesamt gerecht zu werden, neben der Lutherbibel auch moderne Übersetzungen brauchen …“

Die Revision nahm viele sprachliche Änderungen der LB 1984 zurück. Der Text wurde dadurch (z. B. in den Paulusbriefen) schwerer verständlich. Die Lutherbibel gilt als Kulturgut und einigendes Band der evangelischen Christenheit; sie ist aber keine Bibel, die für alle Milieus, Altersgruppen und Situationen die am besten geeignete Übersetzung sein soll. Diesem Anspruch hatten sich noch die Bearbeiter von 1984 gestellt.
An einigen Stellen kehrt die Revision 2017 zu Luthers Wortlaut von 1545 zurück. Dahinter steht meist ein Paradigmenwechsel in der alttestamentlichen Exegese: Dort, wo der masoretische Text schwer verständlich ist, hatte die Exegese des 20. Jahrhunderts gern durch Konjektur einen vermeintlich besseren Text hergestellt oder sie war auf die Septuaginta ausgewichen. Heute dagegen fokussiert man sich mehr auf den masoretischen Text, wie es Luther zu seiner Zeit genauso machte.
Über die archaischen Wörter hinaus, von denen bei jeder Revision einige entfernt wurden, enthält die Lutherbibel zahlreiche Wörter, bei denen ein Bedeutungswandel eingetreten ist, den der heutige Leser nicht bemerkt. Wenn z. B. Jesus Dämonen „bedrohte“ und diese daraufhin ausfuhren, so nimmt der heutige Leser an, Jesus habe den Dämonen Strafen in Aussicht gestellt; gemeint ist aber, dass er sie „tadelte“ (ἐπιτιμάω): er „fuhr sie an“ (vgl. Mk 1,25  und öfter). Für die Kommission war es eine Gratwanderung, wie weit solche leichten Missverständnisse toleriert und der historische Wortlaut erhalten werden sollte oder daraus abwegige Fehldeutungen entständen, die verhindert werden müssten. Dies war im Gespräch zwischen Theologie und Germanistik zu klären; oft konnte die Germanistik allerdings keine Hilfestellung leisten, weil nicht genau bekannt war, wie Luthers Zeitgenossen ein Wort oder eine Formulierung verstanden. „Aus diesem Grund bewegte sich die Arbeit teilweise im Bereich der Intuition.“

#### Übersetzungsänderungen
Dass der Lutherbibel die besten wissenschaftlichen Urtexteditionen zugrunde liegen sollen, war Konsens aller Revisionen seit 1912; in der Umsetzung scheute man sich aber, Änderungen an bekannten Texten vorzunehmen. Hier stellt sich die Revision von 2017 klarer zum NT Graece. Dadurch kommt es zu teils ungewohnten Formulierungen. Aus dem „Seesturm“ (Mt 8,24 ) wurde 2017, dem griechischen Text genau entsprechend, ein Beben im Meer (σεισμὸς ἐν τῇ θαλάσσῃ). Keine andere Bibel übersetzt so; die Änderung war in der Kommission lange umstritten. Erreicht wurde damit, dass das eschatologische Profil des Matthäusevangeliums deutlicher wird: „Die Sturmstillungsgeschichte hat Matthäus mit den kräftigen Farben des Weltuntergangs gemalt.“
Weitere Beispiele aus dem Neuen Testament:
Matthäus 6,1a
NT Graece: Προσέχετε [δὲ] τὴν δικαιοσύνην ὑμῶν μὴ ποιεῖν ἔμπροσθεν τῶν ἀνθρώπων πρὸς τὸ θεαθῆναι αὐτοῖς
Textus receptus: προσεχετε την ελεημοσυνην υμων μη ποιειν εμπροσθεν των ανθρωπων προς το θεαθηναι αυτοις
LB 1545 Habt acht auff ewer Almosen / das Jr die nicht gebt fur den Leuten / das jr von jnen gesehen werdet.
LB 1912 Habt acht auf eure Almosen, daß ihr die nicht gebet vor den Leuten, daß ihr von ihnen gesehen werdet.
LB 1984 Habt Acht auf eure Frömmigkeit, dass ihr die nicht übt vor den Leuten, um von ihnen gesehen zu werden.
LB 2017 Habt aber acht, dass ihr eure Gerechtigkeit nicht übt vor den Leuten, um von ihnen gesehen zu werden.
Johannes 6,51
NT Graece: … καὶ ὁ ἄρτος δὲ ὃν ἐγὼ δώσω ἡ σάρξ μού ἐστιν ὑπὲρ τῆς τοῦ κόσμου ζωῆς.
Textus receptus: … και ο αρτος δε ον εγω δωσω η σαρξ μου εστιν ην εγω δωσω υπερ της του κοσμου ζωης
LB 1545: Vnd das Brot / das ich geben werde / ist mein Fleisch welchs ich geben werde / fur das Leben der Welt.
LB 1984: Und dieses Brot ist mein Fleisch, das ich geben werde für das Leben der Welt.
LB 2017: Und das Brot, das ich geben werde, ist mein Fleisch – für das Leben der Welt.
Der Textus receptus verdoppelte die Formulierung „das/welches ich geben werde“, und Luther übersetzte entsprechend. Im NT Graece wurde der zweite Relativsatz gestrichen, weil die alten und wichtigen Textzeugen ihn nicht haben. Die Bearbeiter der Lutherbibel reagierten 1984 – aber indem sie den ersten, sicher bezeugten Relativsatz strichen und den zweiten erhielten. Hier geht die Revision von 2017 klar mit dem NT Graece. Der Gedankenstrich erlaubt es aber, den Satz weiterhin so zu verstehen, als stände dort der vertraute Text von 1984.

##### Neue Perspektive auf Paulus
Luther hat seine Rechtfertigungslehre bei Paulus gelernt. Aber nach jüngeren Erkenntnissen der neutestamentlichen Forschung sind viele Exegeten der Meinung, Luthers Positionen seien theologisch voreingenommen und nicht vollkommen deckungsgleich mit denen des Paulus: Durch die Kategorisierung des Corpus Paulinum in „echte“ und „unechte Paulusbriefe“ mithilfe der historisch-kritischen Methode und durch neue Erkenntnisse der Judaismusforschung hat sich eine neue Quellengrundlage und ein neuer historischer Kontext für die exegetische Erarbeitung des „historischen Paulus“ und seiner Adressaten ergeben, welche dann zu einer „Neuen Perspektive auf Paulus“ (NPP) und seine Theologie führte. Demnach werde in Luthers Römerbrief-Übersetzung die Argumentation des Paulus an einigen Stellen mit seinem eigenen, „lutherischen“ Verständnis überblendet. „Das kann man genial nennen und man kann es falsch nennen. Auf jeden Fall bietet es nicht eine philologisch saubere Übersetzung der Bibel.“ Aufgrund des Mottos Mehr Luther und der Uneinigkeit um die Neue Perspektive auf Paulus und folglich ihrer Ablehnung durch größere evangelische Parteien, welche Luthers „alte Perspektive“ als die paulinische sehen, vertritt die Lutherbibel von 2017 an den entscheidenden Stellen die alte und vertraute, aber zugleich interpretierende Übersetzung von Luther im Haupttext und die philologisch genauere, unvoreingenommenere Übersetzung in den Fußnoten:
- Röm 1,17 LUT
- Röm 2,13 LUT
- Röm 3,21 LUT
- Röm 3,28 LUT

##### Juden gerechter werdende Sprache
Im Blick auf ihre Verwendung im Gottesdienst und Religionsunterricht wurde auch überprüft, welches Bild der jüdischen Religion diese Bibel entwirft. Ein Beispiel: altgriechisch συναγωγή synagōgḗ hat einen viel größeren Bedeutungsumfang als das daraus abgeleitete Fremdwort Synagoge vermuten lässt, nämlich ein Ort, an dem sich etwas (z. B. Wasser) ansammelt, der Versammlungsraum von Juden oder Christen (vgl. Jak 2,2 ), die Synagogengemeinde, die gottesdienstliche Versammlung von Juden oder Christen, überhaupt jede Menschenansammlung. Die Revision von 1956 machte in Offenbarung 2,9  aus Luthers Formulierung „des Satans Schule“ (συναγωγὴ τοῦ Σατανᾶ) eine „Synagoge des Satans“, eine antijudaistische Verschärfung des Textes, die erst 2017 korrigiert wurde.
Die wichtigste Änderung findet sich im Römerbrief, wo Paulus sich dem Problem stellt, dass die Mehrheit des Judentums Christus ablehnt. Hier kehrte die Revision zu einer Formulierung Luthers zurück.
Römer 11,15 εἰ γὰρ ἡ ἀποβολὴ αὐτῶν καταλλαγὴ κόσμου, τίς ἡ πρόσλημψις εἰ μὴ ζωὴ ἐκ νεκρῶν;
LB 1545 Denn so jrer verlust der Welt versünung ist / Was were das anders / denn das Leben von den Todten nemen?
LB 1892 bis 1984 Denn wenn ihre Verwerfung die Versöhnung der Welt ist, was wird ihre Annahme anderes sein als Leben aus den Toten!
LB 2017 Denn wenn ihr Verlust Versöhnung der Welt ist, was wird ihre Annahme anderes sein als Leben aus den Toten!

##### Einfluss feministischer Theologie
Darüber hinaus wurde überprüft, wie Frauen in der Lutherbibel zur Sprache kommen; das Ziel war eine auch Frauen gerechter werdende Sprache. Die Lutherbibel 2017 änderte einige Stellen, wo Luther Formulierungen wählte, die nach Einschätzung der Revisoren als diskriminierend gegenüber Frauen und vom Urtext nicht gefordert seien, oder wo ihnen eine geschlechtsneutrale Wortwahl angemessen erschien. So z. B. in der Paradieserzählung:
1. Mose 2,18 לא־טוב היות האדם לבדו אעשה־לו עזר כנגדו׃
LB 1545 (Vnd Gott der HERR sprach) Es ist nicht gut das der Mensch allein sey / Jch wil jm ein Gehülffen machen / die vmb jn sey.
LB 1984 Es ist nicht gut, dass der Mensch allein sei; ich will ihm eine Gehilfin machen, die um ihn sei.
LB 2017 Es ist nicht gut, dass der Mensch allein sei; ich will ihm eine Hilfe machen, die ihm entspricht.
Die Fußnote von 1984 ist 2017 zum Haupttext geworden.
Eine weitere Änderung findet sich im Römerbrief, wo in Röm 16,7  der Name „Ἰουνίαν“ im Akkusativ Singular belegt ist. Während der Name jener Person, die als „berühmt unter den Aposteln“ bezeichnet wird, bei Luther als Junias (Ἰουνίας) männlich gedeutet wurde, gehen die Revisoren der LB 2017 von einer Apostelin namens Junia (Ἰουνια) aus:
Römer 16,7 ἀσπάσασθε Ἀνδρόνικον καὶ Ἰουνίαν τοὺς συγγενεῖς μου καὶ συναιχμαλώτους μου, οἵτινές εἰσιν ἐπίσημοι ἐν τοῖς ἀποστόλοις
LB 1545 Grüsset den Andronicum vnd den Junian meine gefreundte / vnd meine Mitgefangene / welche sind berümpte Apostel […]
LB 1984 Grüßt Andronikus und Junias, meine Stammverwandten und Mitgefangenen, die berühmt sind unter den Aposteln […]
Lb 2017 Grüßt den Andronikus und die Junia, meine Stammverwandten und Mitgefangenen, die berühmt sind unter den Aposteln […]
Weitere Änderungen des traditionellen Textes gehen nicht über das hinaus, was z. B. in der revidierten Einheitsübersetzung oder der Zürcher Bibel auch zu finden ist, z. B. die Formulierung „Brüder und Schwestern“ statt „Brüder“ immer dort, wo in der Apostelgeschichte und in den Briefen des Neuen Testaments nach dem Textverständnis der Exegeten die ganze Gemeinde gemeint ist. Aber „Väter“ wurden nicht zu „Vorfahren“ und „Söhne“ nur dann zu „Kindern“, wenn bereits Luther so übersetzt hatte.

##### Übersetzungsfehler
Eine ungewöhnliche Änderung findet sich in Jesaja 3,12: Hier wurde bei einem einzelnen Vers spontan vom masoretischen Text auf die Septuaginta als Urtext gewechselt, ohne dies mit einer Fußnote anzumerken:
Jesaja 3,12
BHS: עַמִּי֙ נֹגְשָׂ֣יו מְעֹולֵ֔ל וְנָשִׁ֖ים מָ֣שְׁלוּ בֹ֑ו עַמִּי֙ מְאַשְּׁרֶ֣יךָ מַתְעִ֔ים וְדֶ֥רֶךְ אֹֽרְחֹתֶ֖יךָ בִּלֵּֽעוּ׃
LXX: λαός μου, οἱ πράκτορες ὑμῶν καλαμῶνται ὑμᾶς, καὶ οἱ ἀπαιτοῦντες κυριεύουσιν ὑμῶν· λαός μου, οἱ μακαρίζοντες ὑμᾶς πλανῶσιν ὑμᾶς καὶ τὸν τρίβον τῶν ποδῶν ὑμῶν ταράσσουσιν.
LB 1545 Kinder sind Treiber meines volcks / vnd Weiber herrschen vber sie. Mein volck deine Tröster verfüren dich / vnd zerstören den weg da du gehen solt.
LB 1984 Kinder sind Gebieter meines Volks, und Frauen beherrschen es. Mein Volk, deine Führer verführen dich und verwirren den Weg, den du gehen sollst!
LB 2017 Mein Volk – seine Gebieter üben Willkür, und Wucherer beherrschen es. Mein Volk, deine Führer verführen dich und verwirren den Weg, den du gehen sollst!
1. Kor 11,29
Im 1. Korintherbrief wurde die philologisch genaue Übersetzung Luthers von einer theologischen Übertragung abgelöst:
TR ὁ γὰρ ἐσθίων καὶ πίνων ἀναξίως, κρίμα ἑαυτῷ ἐσθίει καὶ πίνει μὴ διακρίνων τὸ σῶμα τοῦ κυρίου
NA 28 ὁ γὰρ ἐσθίων καὶ πίνων κρίμα ἑαυτῷ ἐσθίει καὶ πίνει μὴ διακρίνων τὸ σῶμα.
LB 1545 Denn welcher vnwirdig isset vnd trincket /der isset vnd trincket im selber das Gerichte / da mit das er nicht vnterscheidet den Leib des HErrn.
LB 1984 Denn wer so isst und trinkt, dass er den Leib des Herrn nicht achtet, der isst und trinkt sich selber zum Gericht.
LB 2017 Denn wer isst und trinkt und nicht bedenkt, welcher Leib es ist, der isst und trinkt sich selber zum Gericht.
„den Leib“ (τὸ σῶμα) ist im Griechischen ein Akkusativobjekt. Die Neuübersetzung mit einem Relativpronomen ist philologisch falsch und entfernt sich von Luthers korrekter Übersetzung. Eine philologisch genaue und sehr wörtliche Übersetzung würde (zum Vergleich) lauten: „Aber den Leib nicht [als solchen/ entsprechend] beurteilend isst und trinkt der Essende und Trinkende sich selbst ein Gericht.“

#### Die neue Lutherbibel im Jubiläumsjahr 2017
Mit einem Empfang auf der Wartburg würdigte die EKD 2015 den Abschluss der Revision; die Deutsche Bibelgesellschaft wurde mit der Herstellung der neuen Bibel betraut. Am Erscheinungsbild arbeitete u. A. Friedrich Forssman.
In einem Festgottesdienst anlässlich des Reformationstages wurde das Buch 2016 in der Eisenacher Georgenkirche unter Beteiligung des EKD-Ratsvorsitzenden Heinrich Bedford-Strohm und der EKD-Reformationsbotschafterin Margot Käßmann offiziell den Gemeinden „übergeben“. Konkret hieß das: Mehrere Landeskirchen schenkten ihren Gemeinden zum Reformationstag neue Altarbibeln.

##### Rezensionen

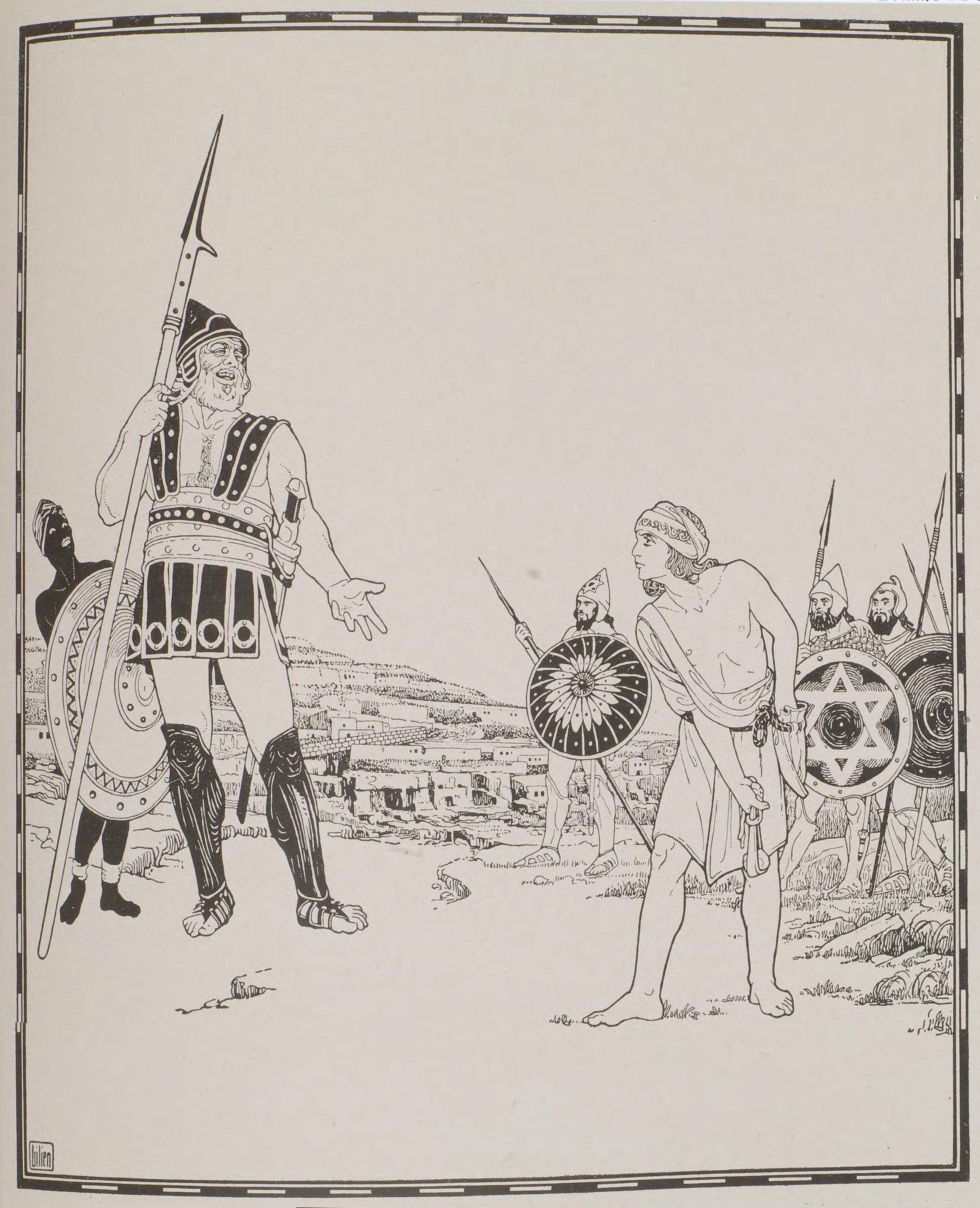
„Wer in der revidierten Version noch einmal die Geschichte von David und Goliat liest, wird von einem literarischen Meisterwerk gefangen, das mit Luther den Rhythmus des Textes trifft, während die alte Fassung im Vergleich hölzern klingt.“ (Buchillustration von Ephraim Moses Lilien)

„Endlich den Grauschleier weggezogen“, lobt Stefan Lüddemann in der Neuen Osnabrücker Zeitung; gemeint sind: die „dämpfenden Verbesserungen“, mit denen frühere Revisionen die Lutherbibel der Gegenwartssprache angenähert hatten. Die Meinung, dass die Lutherbibel von 2017 eine größere sprachliche Kraft besitze als die Vorgängerversion, wird allgemein geteilt. Christoph Arens (KNA) lädt ein, in diesem Buch „Sprachschätze“ zu entdecken.
Die Rückkehr zu Luthers Sprache überzeugte nicht alle. Beispiel: 1. Korinther 13,1–13  „und hätte der Liebe nicht“ – eine veraltete Formulierung (genitivus partitivus), die aber dem Lenkungsausschuss am Herzen lag. Für Bernhard Lang (Neue Zürcher Zeitung) hat die Lutherbibel von 2017 „weithin musealen Charakter“. Die deutschen Lutheraner pflegten damit ihre Bibelsprache, die zu einer Sondersprache geworden sei. Karl-Heinz Göttert kritisiert die Abwägung der Revision zwischen philologischer Genauigkeit und vertrautem Lutherbibel-Klang: „Man hat mit einer gewissen Willkür mal Luther sein lassen, mal den Philologen Recht gegeben.“
Michael Rohde findet in der revidierten Lutherbibel eine sowohl kraftvolle als auch seelsorgerliche Sprache, und obwohl es ein Reichtum sei, in einer Gemeinde viele Bibelübersetzungen zu gebrauchen, eigne sich diese Ausgabe besonders zum gemeinsamen Lesen.
Der Rezensent der SELK urteilt, dass die Erklärungen zu Taufe und Abendmahl im Anhang nicht den Aussagen der lutherischen Bekenntnisschriften entsprächen.
Gottfried Hoffmann, ehemals Rektor des Theologischen Seminars der kleinen Evangelisch-Lutherischen Freikirche (ELFK), beklagt dagegen eine Verunsicherung der Gemeinden durch die Menge der Textänderungen, von denen viele unnötig oder seltsam seien. Abgelehnt werden (wie auch 1984 schon) die Sach- und Worterklärungen im Anhang, deren Verfasser als Alt- und Neutestamentler mit universitärem Hintergrund erkennbar sind.
Der konservative evangelikale Theologe und Publizist Lothar Gassmann warnt vor einer „feministischen Verfälschung“ und bezeichnet die 2017er Ausgabe als „für gläubige Bibelleser nicht empfehlenswert“. Gassmann kritisiert die evangelisch-katholische Ökumene und damit auch die Aufwertung der Apokryphen in der LB 2017.
Der Rezensent der Siebenten-Tags-Adventisten meint, dass die Lutherbibel von 2017 insgesamt grundtexttreuer übersetze; eine „feministische Tendenz“ sieht er nicht.
Grundsätzlicher Einspruch kommt von reformierter Seite: „ein weiterer Baustein der Luther-Huldigung und eine vertane Chance, die Anliegen der Reformation zu aktualisieren.“ Die Kritik richtet sich genau genommen dagegen, dass so viel Expertise in die Revision einer historischen Bibel eingebracht wurde, anstatt zum Reformationsjahr eine qualitätvolle Neuübersetzung vorzulegen.

##### Verkaufszahlen
- Lutherbibeln der Deutsche Bibelgesellschaft insgesamt 2006–2016: 1,8 Millionen Exemplare[201]
- Lutherbibel 2017 ab Verkaufsstart (19. Oktober 2016) bis Jahresende 2016: über 307.000 Exemplare;[202] zum Vergleich: von der revidierten Einheitsübersetzung wurden ab Verkaufsstart Advent 2016 bis März 2017 etwa 120.000 Exemplare verkauft.[203]

#### Nachträgliche Korrekturen
Die im Reformationsjahr veröffentlichte Lutherbibel enthielt in den Beigaben Fehlinformationen aus dem Bereich der Numismatik: eine Tabelle zur „Wertigkeit der im Neuen Testament erwähnten Münzen“ mit der falschen Relation 1 Denar = 64 Asse, was als Folgefehler zu größtenteils falschen, um den Faktor 4 überhöhten Angaben in dieser Tabelle und entsprechend unrealistischen Annahmen zur Kaufkraft der damaligen Bevölkerung führt. Außerdem wurde das Gewicht einer Drachme mit 14 g Silber angegeben. 2018 wurde korrigiert: 1 Denar = 16 Asse, 1 Drachme wog 4 g.

## Textgrundlagen der Lutherbibel
Die von Martin Luther verwendeten Grundtexte waren nach späteren Erkenntnissen der modernden Bibelwissenschaft und Textkritik weniger zuverlässig, da die noch junge, vom Renaissance-Humanismus eingeführte Textkritik in ihren Anfangsstadien war und somit die Bibeltexte samt ihrer Überlieferung kaum erforscht waren. Dies hatte zur Folge, dass spätere LB-Revisionen andere, von der Bibelwissenschaft rekonstruierte Grundtexte verwendeten.

### Altes Testament (Tanach)
Martin Luther erwarb spätestens 1519 einen hebräischen Tanach von 1494. Für das Alte Testament verwendeten er und die anderen Übersetzer den masoretischen Text nach einer Ausgabe der sogenannten Rabbinerbibel (Mikraot Gedolot) von Daniel Bomberg. Bei den Revisionen nach 1912 wurden stellenweise auch Korrekturen aufgrund zuverlässiger alter Übersetzungen oder moderner Textkonjekturen eingearbeitet.

### Apokryphen des Alten Testaments
Die Apokryphen des Alten Testaments wurden von Luther und seinen Mitarbeitern aus der lateinischen Vulgata, gelegentlich auch aus Texten der griechischen Septuaginta übersetzt; für die Revision von 2017 wurden teilweise Neuübersetzungen aus einer kritischen Ausgabe der Septuaginta angefertigt.

### Neues Testament
siehe auch: Textkritik des Neuen Testaments
Textgrundlage des Neuen Testaments war für Luthers Übersetzungen von 1522 (Septembertestament und Dezembertestament) ursprünglich die 2. Ausgabe des von Erasmus von Rotterdam 1519 herausgegebenen Novum Testamentum Omne (eine frühe Version des später sog. Textus receptus), da es das erste gedruckte griechische Neue Testament war und damit weite Verbreitung fand. Bei der LB 1883 kamen schließlich die ersten textkritischen Revisionen in die Textgestalt; anfangs wurden aus Vorsicht nur wenige Textstellen revidiert. Doch in den 1920ern entschied man sich für alle kirchenamtlich revidierten Ausgaben nur noch die wissenschaftlichen Textausgaben des ursprünglich von Eberhard Nestle (später von Erwin Nestle und Kurt Aland) herausgegebenen und heute vom Institut für Neutestamentliche Textforschung verwalteten Novum Testamentum Graece (später „Nestle-Aland“ genannt) zu verwenden. Der LB 1984 unterliegt somit die 26. Ausgabe des NT Graece von 1979 und die LB 2017 verwendet die mit der Editio Critica Maior (ECM) übereinstimmende 28. Ausgabe von 2012.
Einige von anderen Verlagen verwaltete Lutherbibeln verwenden als Textgrundlage eine spezielle, von Frederick Henry Ambrose Scrivener 1881 edierte Ausgabe des Textus receptus, welche auf den Lesarten der englischen King-James-Bibel von 1611 basiert.

#### Das Comma Johanneum
Das Comma Johanneum (in 1. Joh 6,7–8) hat in der Lutherbibel eine komplexe Geschichte, gehört aber keinesfalls zu Luthers Werk: Die trinitarische Formulierung des CJ war zu Luthers Lebzeiten nie Teil seiner Übersetzung. Bis 1545 fehlte das Comma in der Lutherbibel vollständig. Bei seiner letzten Revision (LB 1545) ergänzte Luther lediglich die Worte „auff Erden“, was darauf hindeutet, dass er zwar mit späten Ausgaben des Novum Testamentum Omne (1522, 1527, 1535), welche das Comma im Text enthielten, vertraut war, sich aber aktiv gegen die Aufnahme des anderen Teiles des Commas in seine Übersetzung entschieden hatte. Denn die von Luther für sein September- und Dezembertestament verwendete 2. Ausgabe des NT Omne (1519) hatte das Comma lediglich in den Annotationen, aber nicht im Bibeltext selbst. Luthers Misstrauen gegenüber dem Comma entspricht auch den textkritischen Kommentaren im Anhang des Novum Testamentum Omne, wo Erasmus das Comma möglicherweise für eine Fälschung hielt.
NT Omne 1519: ὅτι τρεῖς εἰσιν οἱ μαρτυροῦντες, τὸ πνεῦμα καὶ τὸ ὕδωρ καὶ τὸ αἷμα, καὶ οἱ τρεῖς εἰς τὸ ἕν εἰσιν,
Septembertestament 1522: Denn drey sind die da zeugen / der geyst / vnd das wasser / vnd das blut / vnd die drey sind eynis
Luthers Randglosse zu diesen Versen zeigt auch keine Referenz zum Comma Johanneum: „(die drey sind ey.) Das ist / wo eyns ist / da ist auch das ander. Denn Christus blut / die tauffe vn der heylige geyst betzeugen / bekennen und predigen das Euangelion fur der wellt vnd ynn eyns yglichen gewissen, der do gleubt / Denn er fulet / das er durchs wasser vnd geyst / mit Christus blut erworben / rechtfertig vnd selig wirt.“
LB 1534 Denn drey sind die da zeugen / der Geist / vnd das Wasser / vnd das Blut / und die drey sind bey samen.
LB 1545 Denn drey sind die da zeugen auff Erden / Der Geist / vnd das Wasser / vnd das Blut / vnd die drey sind beysamen.

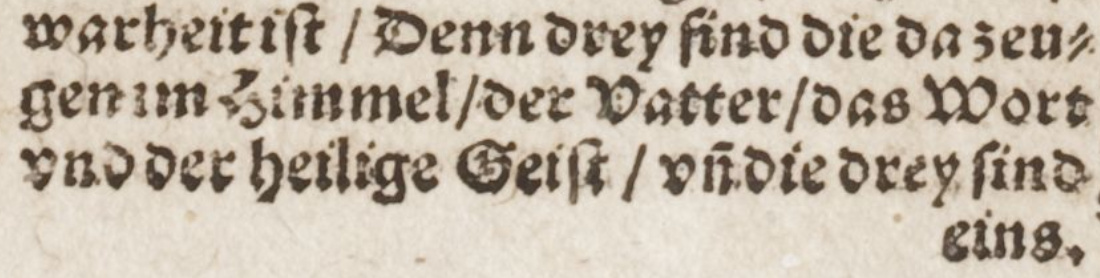

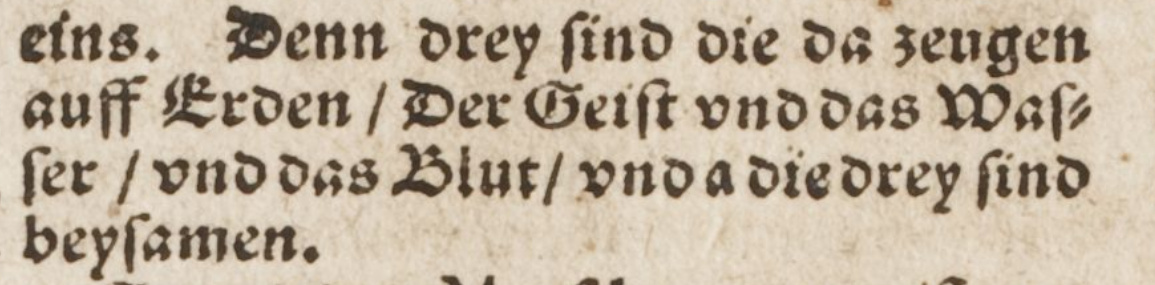
Comma Johanneum in der Lutherbibel 1582 (auf zwei Seiten)

Erst 1581 fügte ein unbekannter Drucker in Frankfurt das Comma Johanneum in die kursächsische Normbibel ein, welche ein früher Versuch zur Einigung auf eine einheitliche Textfassung der Lutherbibel war. Es ist nicht bekannt, wer diese Textänderung initiierte. Auch aus welcher und wessen Ausgabe des Textus Receptus der Drucker das Comma entnahm, ist unbekannt, denn verschiedene Editionen enthielten verschiedene Versionen des CJ.
NT Omne 1522 ὅτι τρεῖς εἰσιν οἱ μαρτυροῦντες ἐν τῷ οὐρανῷ, *[ὁ] πατήρ, *[ὁ] λόγος, καὶ *[τὸ] πνεῦμα ἅγιον, καὶ οὗτοι οἱ τρεῖς ἕν εἰσιν. καὶ τρεῖς εἰσιν οἱ μαρτυροῦντες ἕν τῇ γῇ, πνεῦμα, καὶ ὕδωρ καὶ αἷμα, καὶ οἱ τρεῖς εἰς τὸ ἐν εἰσὶν. | *NT Omne 1527, 1535
Editio Regia 1550 ὅτι τρεῖς εἰσιν οἱ μαρτυροῦντες ἐν τῷ οὐρανῷ, ὁ πατήρ, ὁ λόγος, καὶ τὸ ⸂Ἅγιον Πνεῦμα⸃· καὶ οὗτοι οἱ τρεῖς ἕν εἰσιν [.] καὶ τρεῖς εἰσιν οἱ μαρτυροῦντες ἕν τῇ γῇ, τὸ πνεῦμα καὶ τὸ ὕδωρ καὶ τὸ αἷμα καὶ οἱ τρεῖς εἰς τὸ ἐν εἰσὶν | ⸂ἅγιον πνεῦμα Novum D.N. Iesu Christi Testamentum (1559)
LB 1581 bis 1883 Denn drey sind die da zeugen im Himmel / der Vatter / das Wort vnd der heilige Geist; vnd die drey sind eins. Denn drey sind die da zeugen auff Erden / der Geist vnd das Wasser / vnd das Blut / vnd die drey sind beysamen.
Wenige Jahrzehnte später wurden nur noch Lutherbibeln mit dem Comma Johanneum gedruckt: Wahrscheinlich wegen der expliziten Bezeugung der Dreieinigkeit. Erst bei der Revision von 1892 (also über 300 Jahre später) wurde das Comma dann aufgrund textkritischer Erkenntnisse und seines Fehlens bei Luther schließlich wieder aus dem Text entfernt, in die Fußnoten verwiesen und kommentiert: „Die in andern Bibelausgaben V. 7 und 8 stehenden weiteren Worte [Comma Johanneum] finden sich weder in den Handschriften des griechischen Textes noch in Luthers eigener Übersetzung.“ Seitdem ist das Comma in kirchenamtlich revidierten Ausgaben der Lutherbibel höchstens noch als Anmerkung zu finden.
NT Graece (1881–2012) ὅτι τρεῖς εἰσιν οἱ μαρτυροῦντες, τὸ πνεῦμα καὶ τὸ ὕδωρ καὶ τὸ αἷμα, καὶ οἱ τρεῖς εἰς τὸ ἕν εἰσιν. (wieder identisch zum NT Omne 1516 und 1519)
LB 1892 Denn drei sind, die da zeugen, der Geist und das Wasser und das Blut; und die drei sind beisammen.
LB 2017 Denn drei sind, die das bezeugen: der Geist und das Wasser und das Blut; und die drei stimmen überein.

## Einfluss auf andere Bibelübersetzungen

### Frühe protestantische Bibelübersetzungen in die englische Sprache
William Tyndale (1494–1536) war der erste englische Reformator und Bibelübersetzer, der den griechischen Text als Grundlage für sein Werk nutzte. Die Veröffentlichung des Septembertestaments ermutigte ihn dazu, selbst die Bibel in die englische Sprache zu übersetzen. Für die Übersetzung des Neuen Testaments ins Englische nutzte er das griechische NT des Erasmus, die Vulgata sowie Luthers Dezembertestament. Ganz ähnlich wie bei Luthers Übersetzung auf der Wartburg ergibt sich ein komplexes Bild, wenn man fragt, welcher seiner drei Quellen er im Einzelfall den Vorzug gibt und warum. Er lernte Deutsch und las Luthers Neues Testament, bevor er 1525 mit dem Druck seines Neuen Testaments begann. Sein Werk hatte großen Einfluss auf spätere englische Bibelübersetzungen, darunter die King-James-Bibel (1611). Die Benutzung des Dezembertestaments ist offensichtlich bei Tyndales Vorreden und Randglossen sowie bei der Reihenfolge der biblischen Bücher.
Auch der spätere Bibelübersetzer Miles Coverdale (1488–1569) ließ sich bei der Übersetzung mancher Bücher des Alten Testaments, die dann in die Coverdale Bible (1535) und die Matthew-Bibel (1537) aufgenommen wurden, von der Lutherbibel beeinflussen.

### Übersetzung der Tora durch Moses Mendelssohn
Moses Mendelssohn übersetzte die Bücher der Tora 1783 ins Hochdeutsche, geschrieben mit hebräischen Buchstaben in Raschi-Schrift, um jüdischen Lesern mit geringen Hebräischkenntnissen eine stilistisch ansprechende und genaue (aber nicht wortwörtliche) Übersetzung in jüdischer Tradition bieten zu können. Dabei bezog er sich positiv auf die Lutherübersetzung. Zum Vergleich beider Übersetzungen ein Textbeispiel in der Transkription von Annette M. Boeckler (1. Mose 2,18.22–24 ):
Das ewige Wesen, Gott, sprach auch: „Es ist nicht gut, dass der Mensch allein bleibe. Ich will ihm eine Gehilfin machen, die um ihn sei.“ […] Das ewige Wesen, Gott, bildete diese Rippe, die er vom Menschen genommen hatte, zu einer Frau und brachte sie dem Menschen. Der Mensch sprach, dieses Mal ist es Bein von meinen Beinen und Fleisch von meinem Fleische. Diese soll „Männin“ heißen, denn vom Manne ward sie genommen. Darum verlässt der Mann seinen Vater und seine Mutter und hängt an seinem Weibe und sie werden wie ein Fleisch.

### Evangelische Bibeln
Einige Bibeln aus dem Raum evangelischer Freikirchen sind im Gegenüber zur Lutherbibel entstanden. Sie wenden sich an eine Leserschaft, die mit Luthers Sprache gut vertraut ist, aber eine Bibel wünscht, die genauer übersetzt oder kommunikativer ist. Es bleibt eine ästhetische Faszination; die Übersetzer sind ständig im Gespräch mit dem Luthertext. Beispiel:
Psalm 23, 4 גם כי־אלך בגיא צלמות לא־אירא רע כי־אתה עמדי שבטך ומשענתך המה ינחמני ׃
- LB 2017 Und ob ich schon wanderte im finstern Tal, fürchte ich kein Unglück; denn du bist bei mir, dein Stecken und Stab trösten mich.
- Elberfelder Bibel: Auch wenn ich wandere im Tal des Todesschattens, fürchte ich kein Unheil, denn du bist bei mir; dein Stecken und dein Stab, sie trösten mich.
- Neues Leben Bibel: Auch wenn ich durch das dunkle Tal des Todes gehe, fürchte ich mich nicht, denn du bist an meiner Seite. Dein Stecken und Stab schützen und trösten mich..

Wo eine moderne Übersetzung nicht (mehr) mit einer solchen Leserschaft rechnet, klingt es deutlich anders:
- Hoffnung für alle: Auch wenn es durch dunkle Täler geht, fürchte ich kein Unglück, denn du, HERR, bist bei mir. Dein Hirtenstab gibt mir Schutz und Trost.
- Gute Nachricht Bibel: Und muss ich auch durchs finstere Tal – ich fürchte kein Unheil! Du, Herr, bist ja bei mir; du schützt mich und du führst mich, das macht mir Mut.
- Neue evangelistische Übersetzung: Selbst auf dem Weg durch das dunkelste Tal fürchte ich mich nicht, denn du bist bei mir. Dein Wehrstock und dein Hirtenstab, sie trösten und ermutigen mich.

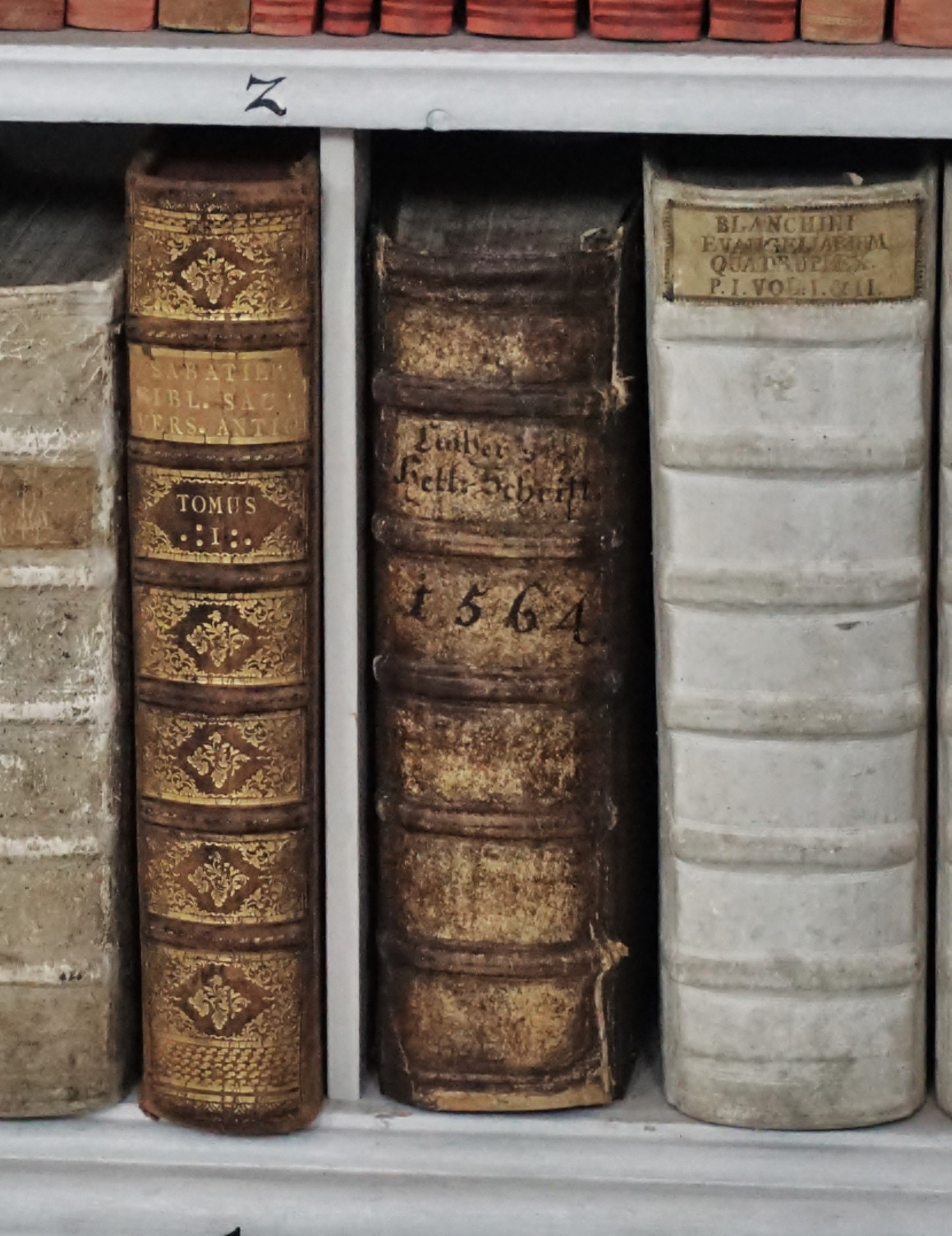
Historische Lutherbibel (1564) in der Stiftsbibliothek Admont. Seit 1896 war es katholischen Fachleuten erlaubt, in der Lutherbibel zu lesen, wenn sie das Buch so aufbewahrten, dass Laien keinen Zugang hatten.

### Katholische Bibeln
Zu katholischen Bibeln des 16. Jahrhunderts: siehe Korrekturbibeln.
Die Lutherbibel wurde nach dem Konzil von Trient auf den Index gesetzt (Bibelverbot), und sie blieb dort bis zur Abschaffung des Index Romanus. Vor dem Zweiten Vatikanischen Konzil entstanden mehrere katholische Bibelübersetzungen, die offiziell mit Luther nichts zu tun hatten, untergründig aber doch: Die Übersetzer „riskierten verstohlene Seitenblicke und durften nicht zugeben, wer ihnen geholfen hat, einen guten Ausdruck zu finden“.
Auch die Einheitsübersetzung (EÜ) zeigt sich von Luther beeinflusst. Psalmen und Neues Testament wurden von evangelischen und katholischen Exegeten gemeinsam übersetzt; es bestand damals, in den sechziger und siebziger Jahren des 20. Jahrhunderts, die Hoffnung, die Einheitsübersetzung könnte sich zur gemeinsamen Bibel aller deutschsprachigen Christen entwickeln. Um die Akzeptanz unter evangelischen Lesern zu erhöhen, nahm die EÜ bekannte Formulierungen der Lutherbibel auf, z. B. Ps 124,8 : „Unsere Hilfe steht im Namen des Herrn …“
Die Revision der EÜ wollte u. a. sprachliche Moden der Gegenwart vermeiden. So wurde die Lutherbibel zur Fundgrube für klassische Formulierungen. Dabei schreckte man auch vor schwer verständlichen Archaismen nicht zurück, etwa „mühselig“ in der veralteten Bedeutung „von Mühen geplagt“ statt der heutigen „Mühen verursachend“. Obwohl die römische Instruktion Liturgiam authenticam (2001) in Nr. 40 vorgab, man müsse sich „mit ganzer Kraft darum bemühen, dass nicht ein Wortschatz oder ein Stil übernommen wird, die das katholische Volk mit dem Sprachgebrauch nichtkatholischer kirchlicher Gemeinschaften […] verwechseln könnte,“ enthält die revidierte EÜ „mehr Luther“ als die unrevidierte. Beispiele:
Psalm 8,5a:מה־אנוש כי־תזכרנו
EÜ unrevidiert: Was ist der Mensch, dass du an ihn denkst?
EÜ revidiert: Was ist der Mensch, dass du seiner gedenkst?
Psalm 26,8a יהוה אהבתי מעון ביתך
EÜ unrevidiert: Herr, ich liebe den Ort, wo dein Tempel steht.
EÜ revidiert: HERR, ich liebe die Stätte deines Hauses.
Psalm 145,16 פותח את־ידך ומשביע לכל־חי רצון׃
EÜ unrevidiert: Du öffnest deine Hand und sättigst alles, was lebt, nach deinem Gefallen.
EÜ revidiert: Du tust deine Hand auf und sättigst alles, was lebt, mit Wohlgefallen.
Matthäus 4,4 οὐκ ἐπ’ ἄρτῳ μόνῳ ζήσεται ὁ ἄνθρωπος
EÜ unrevidiert: Der Mensch lebt nicht nur von Brot.
EÜ revidiert: Der Mensch lebt nicht von Brot allein.
Matthäus 11,28 Δεῦτε πρός με πάντες οἱ κοπιῶντες καὶ πεφορτισμένοι, κἀγὼ ἀναπαύσω ὑμᾶς.
EÜ unrevidiert: Kommt alle zu mir, die ihr euch plagt und schwere Lasten zu tragen habt. Ich werde euch Ruhe verschaffen.
EÜ revidiert: Kommt alle zu mir, die ihr mühselig und beladen seid! Ich will euch erquicken.
Markus 4,21 μήτι ἔρχεται ὁ λύχνος ἵνα ὑπὸ τὸν μόδιον
EÜ unrevidiert: Zündet man etwa ein Licht an und stülpt ein Gefäß darüber?
EÜ revidiert: Zündet man etwa eine Leuchte an und stellt sie unter den Scheffel?
Lukas 2,14 δόξα ἐν ὑψίστοις θεῷ καὶ ἐπὶ γῆς εἰρήνη
EÜ unrevidiert: Verherrlicht ist Gott in der Höhe und auf Erden ist Frieden.
EÜ revidiert: Ehre sei Gott in der Höhe und Friede auf Erden.
Lukas 10, 7b ἄξιος γὰρ ὁ ἐργάτης τοῦ μισθοῦ αὐτοῦ
EÜ unrevidiert: Ein Arbeiter hat ein Recht auf seinen Lohn.
EÜ revidiert: Wer arbeitet, ist seines Lohnes wert.

## Merkvers zur Ordnung der biblischen Bücher
In des alten Bundes Schriften merke an der ersten Stell:

Mose, Josua und Richter, Ruth und zwei von Samuel,

Zwei der Könige, Chronik, Esra, Nehemia, Esther mit.

Hiob, Psalter, dann die Sprüche, Prediger und Hoheslied.

Jesaja, Jeremia, Hesekiel, Daniel,

Dann Hosea, Joel, Amos, Obadja, Jona’s Fehl,

Micha, welchem Nahum folget, Habakuk, Zephanja,

Nebst Haggai, Sacharja und zuletzt Malachia.

In dem neuen stehn Matthäus, Markus, Lukas und Johann

Samt den Taten der Apostel unter allen vornean.

Dann die Römer, zwei Korinther, Galater und Epheser,

Die Philipper und Kolosser, beide Thessalonicher;

An Timotheus und Titus, an Philemon; – Petrus zwei,

Drei Johannes, die Hebräer, Jakobs, Judas Brief dabei.

Endlich schließt die Offenbarung das gesamte Bibelbuch.

Mensch, gebrauche, was du liesest, dir zum Segen, nicht zum Fluch!
(Stuttgarter Jubiläumsbibel 1912, Anhang. Verfasst um 1800 von M. Georg Ernst Göz, Pfarrer an der Leonhardskirche Stuttgart.)

## Ausgaben der Lutherbibel (Auswahl)
- Biblia Germanica. Luther-Übersetzung 1545, Ausgabe letzter Hand. Faksimilierte Handausgabe nach dem im Besitz der Deutschen Bibelgesellschaft befindlichen Originaldruck; einspaltig. Mit zahlreichen Initialen und Holzschnitten des Meisters MS, an deren Gestaltung Luther selbst mitgewirkt hat. Deutsche Bibelgesellschaft, Stuttgart 1967, ISBN 3-438-05501-5.
- D. Martin Luther. Die gantze Heilige Schrifft Deudsch. Der komplette Originaltext von 1545 in modernem Schriftbild. Hrsg. von Hans Volz unter Mitarbeit von Heinz Blanke; Textredaktion Friedrich Kur. Rogner & Bernhard, München 1972, ISBN 3-920802-83-7 (Dt. Taschenbuch Verl., München 1974, 3 Bände: ISBN 3-423-06031-X, ISBN 3-423-06032-8, ISBN 3-423-06033-6), (Neuausgabe: Ed. Lempertz, Bonn 2004), ISBN 3-933070-56-2.
- Die Luther-Bibel. Originalausgabe 1545 und revidierte Fassung 1912 (CD-ROM), Digitale Bibliothek 29, Berlin 2002, ISBN 3-89853-129-5 (Luthers frühneuhochdeutscher Text).
- Biblia […] von Doctor Martin Luther […] in unserer Deutsche Mutter-Sprach […] gebracht […]. Joh. Andreas Endter Seel. Sohn und Erben, Nürnberg 1710.
- Evangelische Kirche in Deutschland (Hrsg.): Die Bibel. Nach Martin Luthers Übersetzung. Lutherbibel revidiert 2017. Deutsche Bibelgesellschaft, Stuttgart 2016, ISBN 978-3-438-03310-9.

### Luthers Übersetzungstätigkeit; sein Wortschatz
- Martin Luther: Sendbrief vom Dolmetschen. Nürnberg 1530, WA 30, 2, 632-646.
- Martin Luther: Summarien über die Psalmen und Ursachen des Dolmetschens. WA 38, 9 (Digitalisat: https://digi.ub.uni-heidelberg.de/diglit/luther1665).
- Heinrich Bornkamm: Die Vorlagen zu Luthers Übersetzung des Neuen Testaments. In: ders.: Luther, Gestalt und Wirkungen, gesammelte Aufsätze (= Schriften des Vereins für Reformationsgeschichte, Nr. 188). Gütersloh 1975, ISBN 3-579-04348-X, S. 65–73.
- Stephen G. Burnett: Luthers hebräische Bibel (Brescia, 1494). In: Irene Dingel, Henning P. Jürgens: Meilensteine der Reformation: Schlüsseldokumente der frühen Wirksamkeit Martin Luthers. Gütersloh 2014, S. 62–69.
- Traudel Himmighöfer: Luthers Lebensarbeit an der deutschen Bibel. In: Ebernburg-Hefte. 30 (1996), S. 31–52 / Blätter für pfälzische Kirchengeschichte und religiöse Volkskunde. 63 (1996), S. 283–304.
- Siegfried Kreuzer: „Vom Dolmetschen“ – Beobachtungen zur Lutherbibel 2017, zu ihrer Vorgeschichte und zu Grundfragen der Bibelübersetzung. In: Kerygma und Dogma 63 (2017), S. 263–296.
- Christine Ganslmayer: Luther als Bibelübersetzer. Neue sprachwissenschaftliche Perspektiven für die Luther-Forschung. In: Jahrbuch für Germanistische Sprachgeschichte 9/1 (2018), S. 55–105.
- Christoph Mackert: Luthers Handexemplar der hebräischen Bibelausgabe von 1494 – Objektbezogene und besitzgeschichtliche Aspekte. In: Irene Dingel, Henning P. Jürgens: Meilensteine der Reformation: Schlüsseldokumente der frühen Wirksamkeit Martin Luthers. Gütersloh 2014, S. 70–78.
- Heimo Reinitzer: Biblia deutsch. Luthers Bibelübersetzung und ihre Tradition. Wittig, Hamburg 1983, ISBN 978-3-8048-4268-7.
- Stefan Strohm, Eberhard Zwink: Ursprung der Biblia Deutsch von Martin Luther. Quell-Verlag, Stuttgart 1983, ISBN 978-3-7918-0251-0.
- Hans Volz: Luthers deutsche Bibelübersetzung. Vorwort zu D. Martin Luther. Die gantze Heilige Schrifft Deudsch. München 1972, S. 41*–137*.
- Werner Besch: Deutscher Bibelwortschatz in der frühen Neuzeit, Auswahl – Abwahl – Veralten. Frankfurt/Main 2008.
- Werner Besch: Luther und die deutsche Sprache: 500 Jahre deutsche Sprachgeschichte im Lichte der neueren Forschung. Berlin 2014, ISBN 978-3-503-15522-4.
- Dieter Gutzen: „Denn wer dolmetzschen wil, mus grosse vorrath von worten haben.“ Von Luthers Bibelübersetzung zur Bibel in gerechter Sprache. In: Albrecht Buschmann (Hrsg.): Gutes Übersetzen. Neue Perspektiven für Theorie und Praxis des Literaturübersetzens. Berlin/Boston 2015, S. 243–282.
- Anja Lobenstein-Reichmann: Martin Luther, Bible Translation, and the German Language. In: Oxford Research Encyclopedia of Religion. Oxford University Press, 2017.
- Hartmut Günther: Mit Feuereifer und Herzenslust: Wie Luther unsere Sprache prägte. Duden-Verlag, 2017, ISBN 978-3-411-75427-4.
- Jens Haustein: Die Lutherbibel. Vorgeschichte, Entstehung, Bedeutung, Wirkung. In: Luther und die Deutschen. Begleitband zur Nationalen Sonderausstellung auf der Wartburg 4. Mai – 5. November 2017, hrsg. von der Wartburg-Stiftung Eisenach. Petersberg 2017, S. 162–169.
- Albrecht Beutel: „Es ist mein testament und mein dolmetschung, und sol mein bleiben unnd sein.“ Bemerkungen zur theologischen und sprachlichen Klassizität der Luther-Bibel. In: Corinna Dahlgrün / Jens Haustein (Hrsg.): Anmut und Sprachgewalt. Zur Zukunft der Lutherbibel. Beiträge der Jenaer Tagung 2012, Stuttgart 2013, S. 17–37.
- Christopher Spehr: Luther als Dolmetscher. Notizen zur Wittenberger Bibelübersetzung. In: Corinna Dahlgrün / Jens Haustein (Hrsg.): Anmut und Sprachgewalt. Zur Zukunft der Lutherbibel. Beiträge zur Jenaer Tagung 2012, Stuttgart 2013, S. 39–52.
- Siegfried Meurer (Hrsg.): Die Bibel in der Welt. Band 21: Die neue Lutherbibel. Beiträge zum revidierten Text 1984. Stuttgart 1985.
- Siegfried Meurer (Hrsg.): Was Christum treibet. Martin Luther und seine Bibelübersetzung. Bibel im Gespräch Bd. 4, Stuttgart 1996, darin besonders:
  - Fritz Tschirch: Luthers Septembertestament. Eine Wende in der Übersetzung der Bibel ins Deutsche, S. 11–23.
  - Klaus Dietrich Fricke: Dem Volk aufs Maul sehen. Bemerkungen zu Luthers Verdeutschungsgrundsätzen, S. 24–37.
  - Wolfgang Haubrichs: Die Sprache Martin Luthers, S. 52–69.
  - Hartmut Hövelmann: Die Markierung von Kernstellen in der Lutherbibel. Ihre Entstehung, ihre Entwicklung, ihre Problematik, S. 70–88.

### Die Lutherbibel als Buch
- Regina Frettlöh: Die Revisionen der Lutherbibel in wortgeschichtlicher Sicht (= Göppinger Arbeiten zur Germanistik. Band 434). Kümmerle Verlag, Göppingen 1986, ISBN 3-87452-665-8.
- Margot Käßmann, Martin Rösel (Hrsg.): Die Bibel Martin Luthers. Ein Buch und seine Geschichte. Deutsche Bibelgesellschaft Stuttgart und EVA Leipzig 2016, ISBN 978-3-438-06275-8.
- Stefan Michel: Die Kanonisierung der Werke Martin Luthers im 16. Jahrhundert. Mohr, Tübingen 2016.
- Irene Dingel, Henning P. Jürgens: Meilensteine der Reformation: Schlüsseldokumente der frühen Wirksamkeit Martin Luthers. Gütersloh 2014, darin besonders: Heimo Reinitzer: Das Septembertestament (1522) – Theologie, Sprache, Kunst. S. 160–170 und Cornelia Schneider: Das Septembertestament (1522) – der mediale Kontext, S. 171–179.
- Sven Bigl: Von der Reformationszeit bis 2017. Die Reformationsgeschichte der Lutherbibel. In: Hannelore Jahr (Hrsg.): „… und hätte der Liebe nicht.“ Die Revision und Neugestaltung der Lutherbibel zum Jubiläumsjahr 2017: 500 Jahre Reformation. Stuttgart 2016, S. 31–41.
- Siegfried Kreuzer: „Vom Dolmetschen“ – Beobachtungen zur Lutherbibel 2017, zu ihrer Vorgeschichte und zu Grundfragen der Bibelübersetzung. In: Kerygma und Dogma 63 (2017), S. 263–296.

### Der Weg zur Revision von 2017
- Ernst Lippold: Die Lutherbibel – Einblick in eine Revisionsarbeit. In: Evangelische Orientierung 1/2007, S. 10–11.
- Corinna Dahlgrün, Jens Haustein (Hrsg.): Anmut und Sprachgewalt. Zur Zukunft der Lutherbibel. Beiträge der Jenaer Tagung 2012. Stuttgart 2013.
- Melanie Lange, Martin Rösel (Hrsg.): „Was Dolmetschen für Kunst und Arbeit sei“. Die Lutherbibel und andere deutsche Bibelübersetzungen; Beiträge der Rostocker Konferenz 2013. Deutsche Bibelgesellschaft, Stuttgart 2014 / Evangelische Verlags-Anstalt, Leipzig 2014, ISBN 978-3-374-03789-6.
- Ulrich H. J. Körtner: Im Anfang war die Übersetzung. Kanon, Bibelübersetzung und konfessionelle Identitäten im Christentum. In: Marianne Grohmann, Ursula Ragacs: Religion übersetzen: Übersetzung und Textrezeption als Transformationsphänomene von Religion. Göttingen 2017, S. 179–202.
- Martin Rösel: Revision und Neuübersetzung. Die Apokryphen in der Lutherbibel 2017. In: Albrecht Buschmann (Hrsg.): Gutes Übersetzen. Neue Perspektiven für Theorie und Praxis des Literaturübersetzens. Berlin/Boston 2015, S. 283–296.
- Katholisches Bibelwerk (Hrsg.): Martin Luther und „seine“ Bibel. Bibel und Kirche, Heft 1/2017, darin: Peter Neuner: Die Heilige Schrift im Werk Martin Luthers. Katholisches Bibelwerk e. V. (PDF; 168 kB).

### Weltdokumentenerbe
- Scan von Luthers Handexemplar der hebräischen Bibel. Staatsbibliothek zu Berlin, abgerufen am 13. Oktober 2017.
- Scan von Luthers Neuem Testament 1522. Wolfenbütteler Digitale Bibliothek, abgerufen am 13. Oktober 2017.
- Scan der Weimarer Lutherbibel von 1534, Bd. 1. Herzogin-Anna-Amalia-Bibliothek, abgerufen am 13. Juli 2017.
- Scan der Weimarer Lutherbibel von 1534, Bd. 2 Herzogin-Anna-Amalia-Bibliothek, abgerufen am 21. Oktober 2017 (Propheten, Apokryphen, Neues Testament).

### Besondere Lutherbibeln
- Scan von Luthers Handexemplar des Neuen Testaments von 1540, ThULB Jena, abgerufen am 5. November 2017. (S. 51r ist Motiv des Sonderpostwertzeichens Die Bibel in der Übersetzung Martin Luthers. (Januar 2017).[229])
- Scan einer Lutherbibel von 1541 (Handexemplar Johann Gerhards), ThULB Jena, abgerufen am 5. November 2017.

### Lutherbibel von 1545
- Die gantze Heilige Schrifft Deudsch. Zeno.org, abgerufen am 20. April 2017.

### Grundtexte der Lutherbibeln von 1522 bis 1545
- Scan von Luthers Tanach von 1494. Staatsbibliothek Berlin, abgerufen am 23. Februar 2024.
- Novum Testamentum omne (1519). Universität Basel, abgerufen am 23. Februar 2024.

### Lutherbibel von 1912
- Lutherbibel 1912. Zeno.org, abgerufen am 13. April 2017.
- Lutherbibel 1912. Deutsche Bibelgesellschaft, abgerufen am 2. Oktober 2023.

### Aktuelle Editionen der Lutherbibel
- Lutherbibel 1984, durchgesehene Ausgabe 1999. Deutsche Bibelgesellschaft, abgerufen am 13. Dezember 2024.
- Lutherbibel 2017. Deutsche Bibelgesellschaft, abgerufen am 13. April 2017.

### Lutherbibel im Museum
- Wartburg. Abgerufen am 12. Mai 2022.
- Lutherhaus Wittenberg. Abgerufen am 12. Mai 2022.
- Dauerausstellung „Luther und die Bibel“ im Lutherhaus Eisenach. Abgerufen am 12. Mai 2022.